# Président de la République française
 (avril 2021).
Le président de la République française est le chef de l'État en France. Il exerce les plus hautes fonctions du pouvoir exécutif de la République française avec le gouvernement.
Officiellement, sous la Ve République, le président partage le pouvoir exécutif avec le Premier ministre : on parle de régime semi-présidentiel. En pratique, lorsque la majorité parlementaire lui est acquise, le président concentre l'intégralité du pouvoir exécutif, même si le Premier ministre reste chef du gouvernement et responsable de sa politique devant l'Assemblée nationale.
La République française s'est dotée d'un président pendant la IIe République, entre 1848 et 1852, puis sous la IIIe République de 1871 à 1940, et enfin depuis 1947 pendant les IVe et Ve Républiques. Cette fonction a été assumée par vingt-cinq personnes, l'intérim assuré à deux reprises par Alain Poher n'étant pas pris en compte. Tous les présidents de la République ont résidé au palais de l'Élysée, à Paris.
De 1848 à 1852 et depuis 1962, le président de la République est élu au suffrage universel direct. Il s'agit de la fonction politique la plus importante en France, par rapport à l'ordre protocolaire, mais aussi par incarnation de l'autorité de l'État. Le président est le chef de l'État en France et le chef des armées. Il est le garant de l'indépendance de l'autorité judiciaire, du fonctionnement régulier des pouvoirs publics et de la continuité de l'État, ainsi que du respect de la Constitution de la Ve République française. Il tient un rôle éminent en matière de politique étrangère en tant que garant de l’indépendance nationale, de l’intégrité du territoire et du respect des traités, qu'il négocie et ratifie. Il dispose du droit de grâce à titre individuel, peut prononcer la dissolution de l'Assemblée nationale (mais ne peut dissoudre le Sénat), ou bien l'exercice des pouvoirs exceptionnels pendant trente jours au moins avant saisine possible du Conseil constitutionnel par le Parlement. Il est également grand maître de l'ordre national de la Légion d'honneur, grand maître de l'ordre national du Mérite, co-prince d'Andorre, premier et unique chanoine honoraire de la basilique Saint-Jean-de-Latran et protecteur de l'Institut de France, de l'Académie française et du domaine national de Chambord.
Les autres fonctions, attributions et modes de nomination ont beaucoup évolué dans le temps selon les régimes, mais aussi en fonction des circonstances et des hommes appelés à remplir cette charge. Sous la Ve République, en place depuis 1958, son pouvoir est bien plus étendu que sous les IIIe et IVe Républiques, à l'instar de la IIe République. Le mandat du président de la République était de quatre ans de 1848 à 1852 puis de sept ans de 1873 à 2002 ; depuis cette dernière année, après la tenue d'un référendum, proposé par le président de la République de l’époque, Jacques Chirac, cette durée est de cinq ans.
L'actuel président de la République française est Emmanuel Macron. Il remporte l'élection présidentielle de 2017 puis est réélu en 2022 avec 58,55 % des suffrages exprimés au second tour. Il est le premier président de la Ve République à être réélu au suffrage universel direct hors période de cohabitation.

## Présidence avant la Cinquième République

### Première République
À la chute de la monarchie, en 1792, la France n'a plus de chef de l'État. Cette fonction est de facto assumée par les différents comités issus de la Convention nationale. Mais l'exécutif est instable jusqu'à l'avènement du Consulat en 1799. Le Premier Empire met, temporairement, un terme aux idées républicaines.

### Deuxième République
La révolution de février 1848 chasse le roi Louis-Philippe Ier et instaure la République. Pour décider des nouvelles institutions les constituants s'inspirent des États-Unis dont le modèle politique a été popularisé par Alexis de Tocqueville dans son ouvrage De la démocratie en Amérique publié en deux livres en 1835 et 1840. La constitution du 4 novembre 1848 choisit de confier le pouvoir exécutif à un président élu au suffrage masculin direct pour une durée de quatre ans. Il peut se représenter après un intervalle de quatre ans. Comme aux États-Unis, l'Assemblée et le président sont totalement indépendants. Mais contrairement aux États-Unis le président n'a pas le droit de veto. Il peut juste demander une nouvelle délibération sans garantie d'être suivi. Les ministres sont nommés et révoqués par le président.

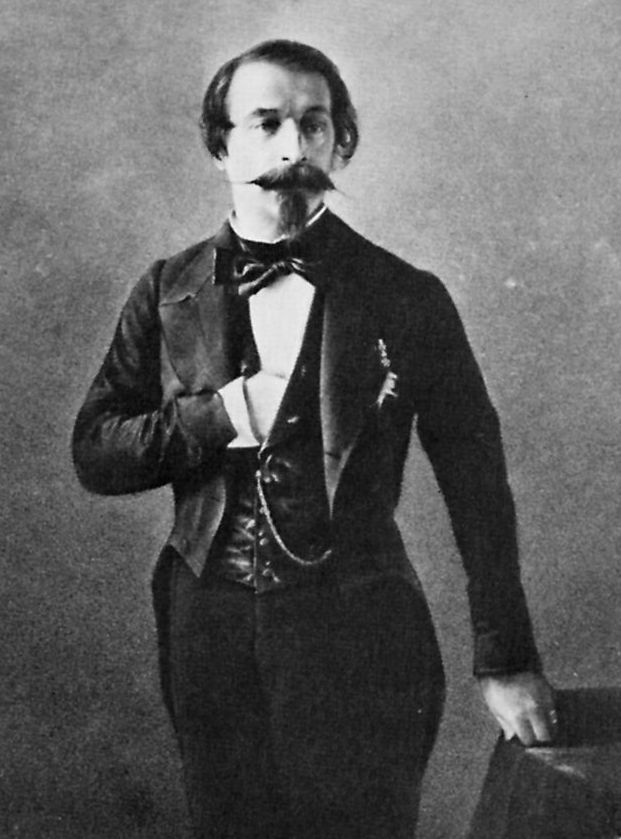
Louis-Napoléon Bonaparte, premier président de la République française
(1848-1852).

Louis-Napoléon Bonaparte, neveu de Napoléon Ier, est candidat à l'élection présidentielle, la première au suffrage masculin en France. Il est élu pour quatre ans le 10 décembre 1848, avec près de 75 % des voix, issues notamment du parti de l'Ordre conservateur, profitant de la division de ses opposants et de la popularité attachée à son patronyme. Le 20 décembre 1848, il prête serment devant l'Assemblée nationale constituante et s'installe le soir même à l'Élysée.
La présidence du tout premier président de la République est marquée par son opposition à la politique conservatrice de l'Assemblée nationale législative élue en mai 1849 et majoritairement monarchiste : envoi à Rome des troupes pour mater une rébellion républicaine contre le pape Pie IX ; vote de la loi Falloux favorable à l'enseignement religieux, entre autres. Le 31 mai 1850, l'Assemblée vote une loi électorale qui impose une résidence de trois ans pour les électeurs, ce qui élimine trois millions de personnes du corps électoral, principalement des artisans et des ouvriers saisonniers. En s'opposant à cette réforme, Louis-Napoléon, surnommé le « prince-président », fait figure de héros pour le peuple.
Au début de l'année 1851, Louis-Napoléon Bonaparte demande une révision de la constitution pour lui permettre de se représenter dès la fin de son mandat. Devant le refus de l'Assemblée nationale, il fait un coup d'État du 2 décembre 1851, qu'il fait entériner par plébiscite. La Deuxième République se transforme en un régime autoritaire et devient finalement le Second Empire le 2 décembre 1852.

### Troisième République
Durant la guerre franco-prussienne de 1870, le 2 septembre 1870, l'empereur Napoléon III est fait prisonnier par les Prussiens à Sedan. À cette annonce, la Troisième République est proclamée à Paris deux jours plus tard, mettant fin au Second Empire. Mais les élections du 8 février 1871 portent à l'assemblée une majorité monarchiste. Le décret du 17 février 1871 fait d'Adolphe Thiers, un ancien orléaniste chef du parti de l'Ordre sous la Deuxième République, le chef du pouvoir exécutif de la République française en attendant que les députés statuent sur les nouvelles institutions. Thiers rallié par pragmatisme politique à une république conservatrice, est désavoué en mai 1873 par l'Assemblée nationale dominée par les monarchistes et démissionne. L'Assemblée élit à sa place Patrice de Mac Mahon, un légitimiste convaincu. Mais les divisions du camp monarchiste (qui avait fait dire d'ailleurs à Thiers se justifiant de son revirement en faveur de la république qu'« il n’y a qu’un trône, et l’on ne peut l’occuper à trois. ») et l'attitude intransigeante du comte de Chambord, le prétendant légitimiste au trône, empêchent le retour de la monarchie. Le régime provisoire s'installe dans la durée. Les républicains, qui ont prouvé quant à eux qu'ils pouvaient maintenir l'ordre, gagnent la plupart des élections partielles.
L'amendement Wallon du 30 janvier 1875 consacre l'installation d'une république et ouvre la voie au vote par l'Assemblée d'une série de textes en février et juillet 1875 appelés les lois constitutionnelles de 1875. Notamment, les prérogatives et le mode d'élection du président de la République sont régies dans ce nouveau régime par la loi du 20 novembre 1873, l'amendement Wallon et l'article 2 de la loi constitutionnelle du 25 février 1875 portant sur l'organisation des pouvoirs publics :
- « […] le président de la République est élu à la majorité absolue des suffrages par le Sénat et par la Chambre des députés réunis en Assemblée nationale. Il est élu pour sept ans. Il est rééligible »[c] ;
- il est pourvu de toutes les prérogatives de l'exécutif : direction de l'administration, de l'armée et de la diplomatie ;
- il a l'initiative des lois, droit qu'il partage avec les assemblées, peut dissoudre la Chambre des députés avec l'avis conforme du Sénat et contreseing ministériel ;
- il a également le droit de grâce ;
- il est irresponsable devant les deux chambres qui ne peuvent le renverser ;
- il ne préside toutefois pas le Conseil des ministres et n'y a pas de droit de vote, même s'il y assiste et peut y donner son avis.

Les élections législatives d'octobre 1877, après dissolution par le président Mac Mahon (seule fois où cette prérogative présidentielle fut utilisée sous la Troisième République) en désaccord avec la majorité issue du scrutin de 1876, donnent largement le pouvoir aux républicains. Devant l'impossibilité d'imposer ses vues aux deux chambres, Mac Mahon finit par démissionner le 30 janvier 1879. Son successeur, le républicain Jules Grévy renonce volontairement à exercer ses prérogatives constitutionnelles (principalement le droit de dissolution) et s'interdit d'intervenir contre les vœux du Parlement. En témoigne une scène (dont l'authenticité n'est pas établie) lors d'un Conseil des ministres de 1882 au palais de l'Élysée. Après un débat houleux, le président Jules Grévy prend la parole : « Savez-vous ce que je ferai, Messieurs ? » S'ensuit un silence respectueux… : « Eh bien, je ne ferai rien ».
Le président de la République se cantonne donc à une fonction représentative, laissant le pouvoir au président du Conseil et au Parlement. Les présidents de la Troisième République suivent cette pratique. Ceux qui comme Jean Casimir-Perier, élu en 1894, ou Alexandre Millerand (1920-1924) ont essayé de prendre plus de pouvoir sont suspectés de vouloir porter atteinte à la Constitution et sont contraints de démissionner. Certains en revanche s'attachent à donner un certain prestige et du faste à la fonction, à l'instar de Sadi Carnot ou Félix Faure, et d'autres conservent une réelle influence notamment en matière de politique étrangère (comme en témoigne le rôle joué par Armand Fallières dans le renforcement de la Triple-Entente) ou de défense (Raymond Poincaré durant la Première Guerre mondiale). Ils servent également de médiateurs dans les profondes divisions qui scindent progressivement le camp républicain et lors des nombreuses crises qui se succèdent dans la vie politique française.
La fonction présidentielle n'est toutefois pas épargnée par l'instabilité. Ainsi, sur quatorze présidents qui se succèdent sous la Troisième République, seuls six finissent au moins un mandat (Jules Grévy, Émile Loubet, Armand Fallières, Raymond Poincaré, Gaston Doumergue et Albert Lebrun) et parmi les deux seuls à s'être représentés et à avoir été réélus, Grévy et Lebrun, aucun n'arrive au terme de son second mandat (le premier démissionne à la suite du scandale des décorations, le second perd ses fonctions de fait par le vote des pleins pouvoirs au maréchal Pétain le 10 juillet 1940). Six sont forcés de démissionner, à la suite d'un scandale (Jules Grévy en 1887), d'un désaccord persistant avec le Parlement (Thiers en 1873, Patrice de Mac Mahon en 1879, Jean Casimir-Perier en 1895 et Alexandre Millerand en 1924) ou d'ennuis de santé (Paul Deschanel en 1920). Trois enfin meurent en fonction, deux assassinés (Sadi Carnot en 1894 et Paul Doumer en 1932) et un de mort naturelle (Félix Faure en 1899). Toutefois, la période allant de 1899 à 1920 correspond à une relative stabilité institutionnelle avec trois présidents se succédant normalement (Émile Loubet, Armand Fallières puis Raymond Poincaré).

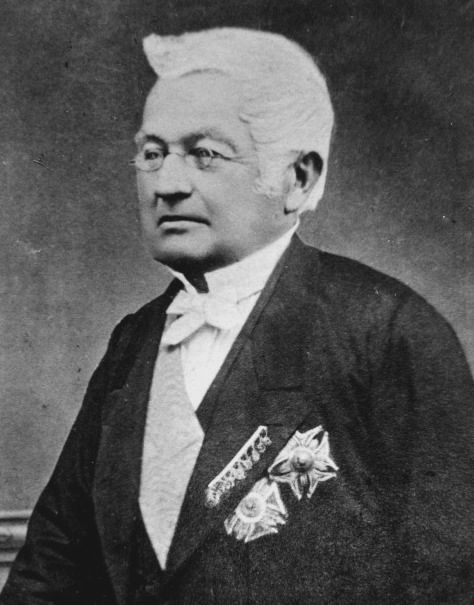
Adolphe Thiers (1871-1873)
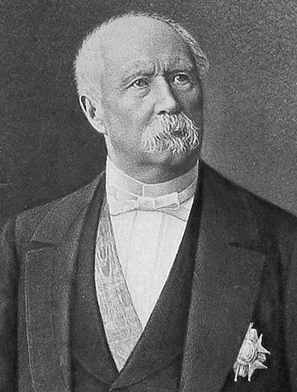
Patrice de Mac Mahon (1873-1879)
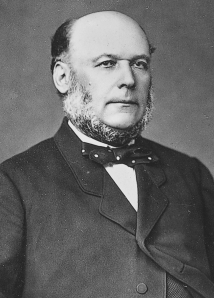
Jules Grévy (1879-1887)
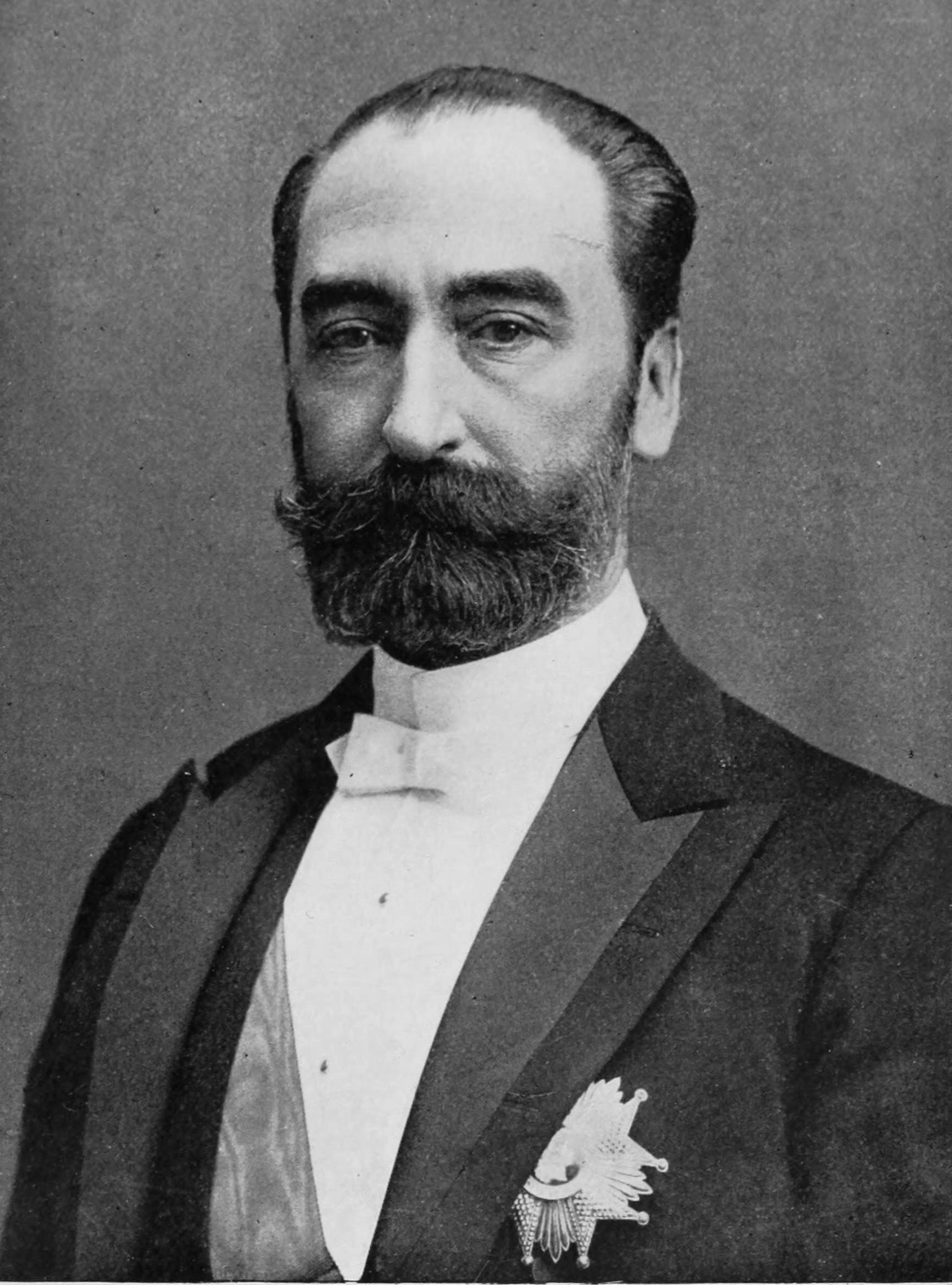
Sadi Carnot (1887-1894)
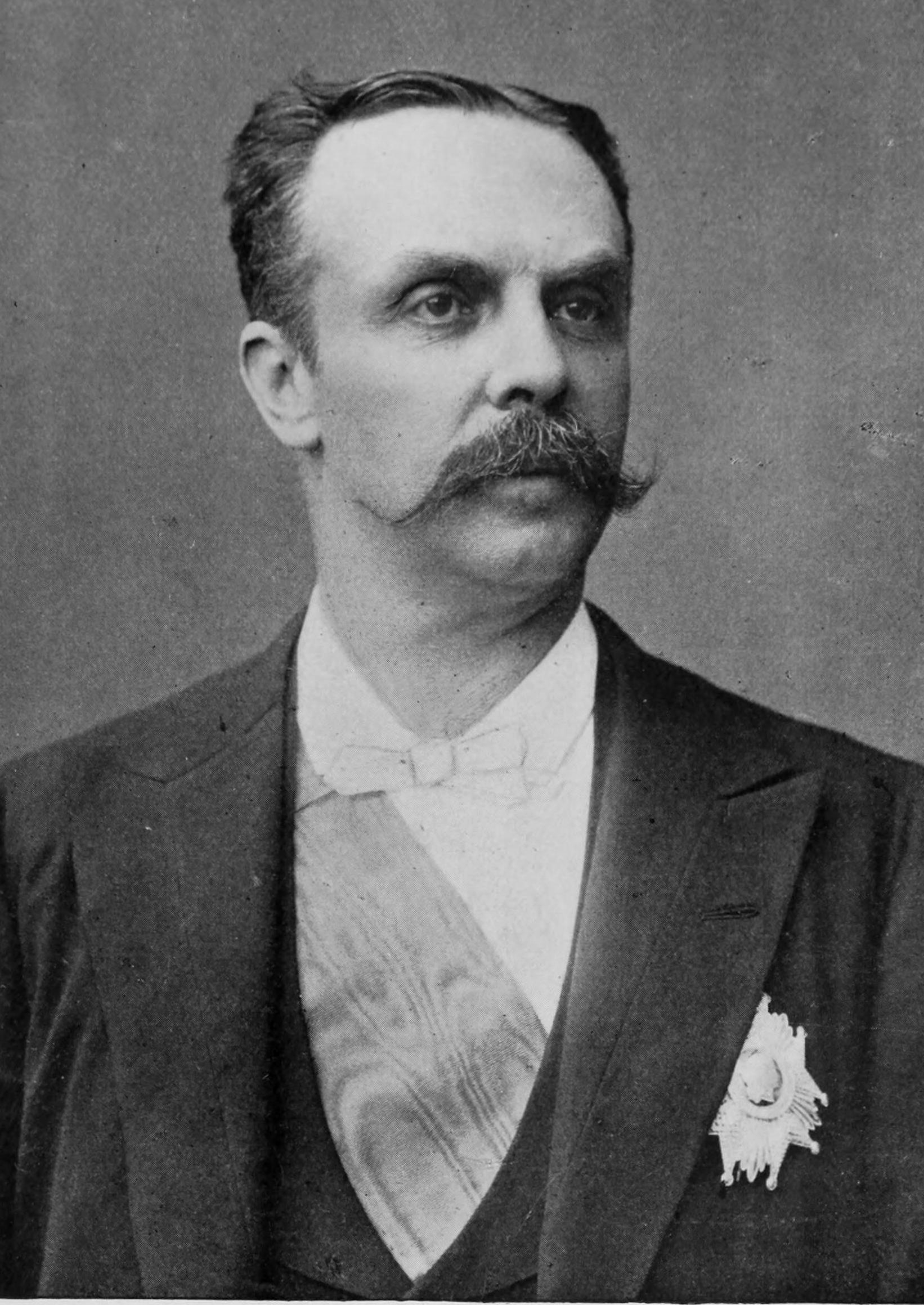
Jean Casimir-Perier (1894-1895)
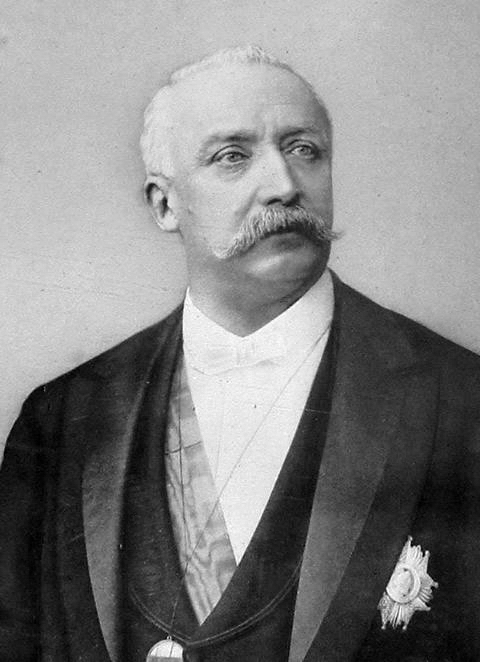
Félix Faure (1895-1899)
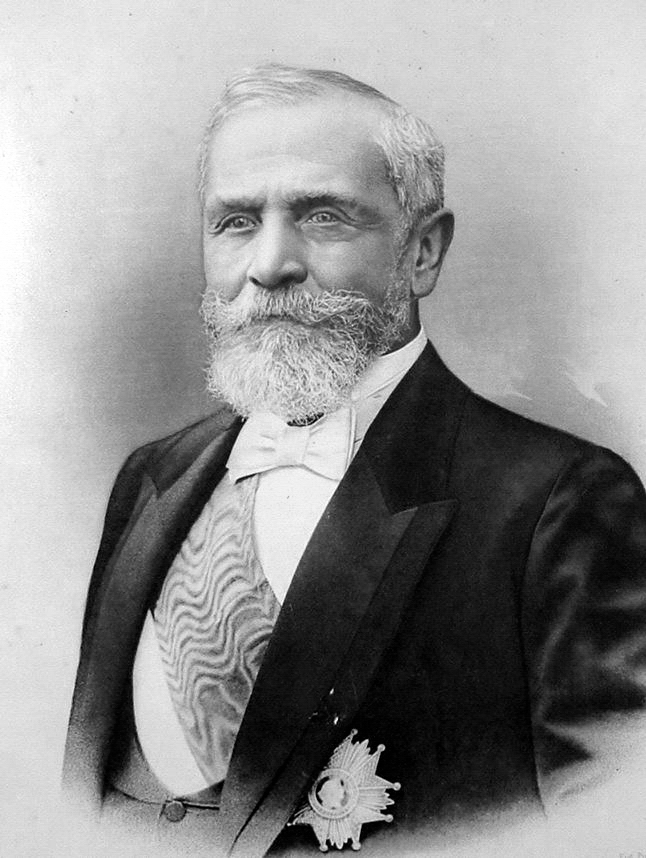
Émile Loubet (1899-1906)
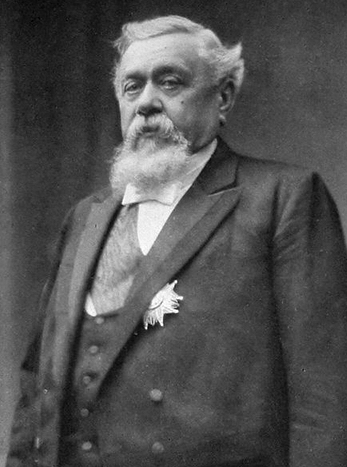
Armand Fallières (1906-1913)
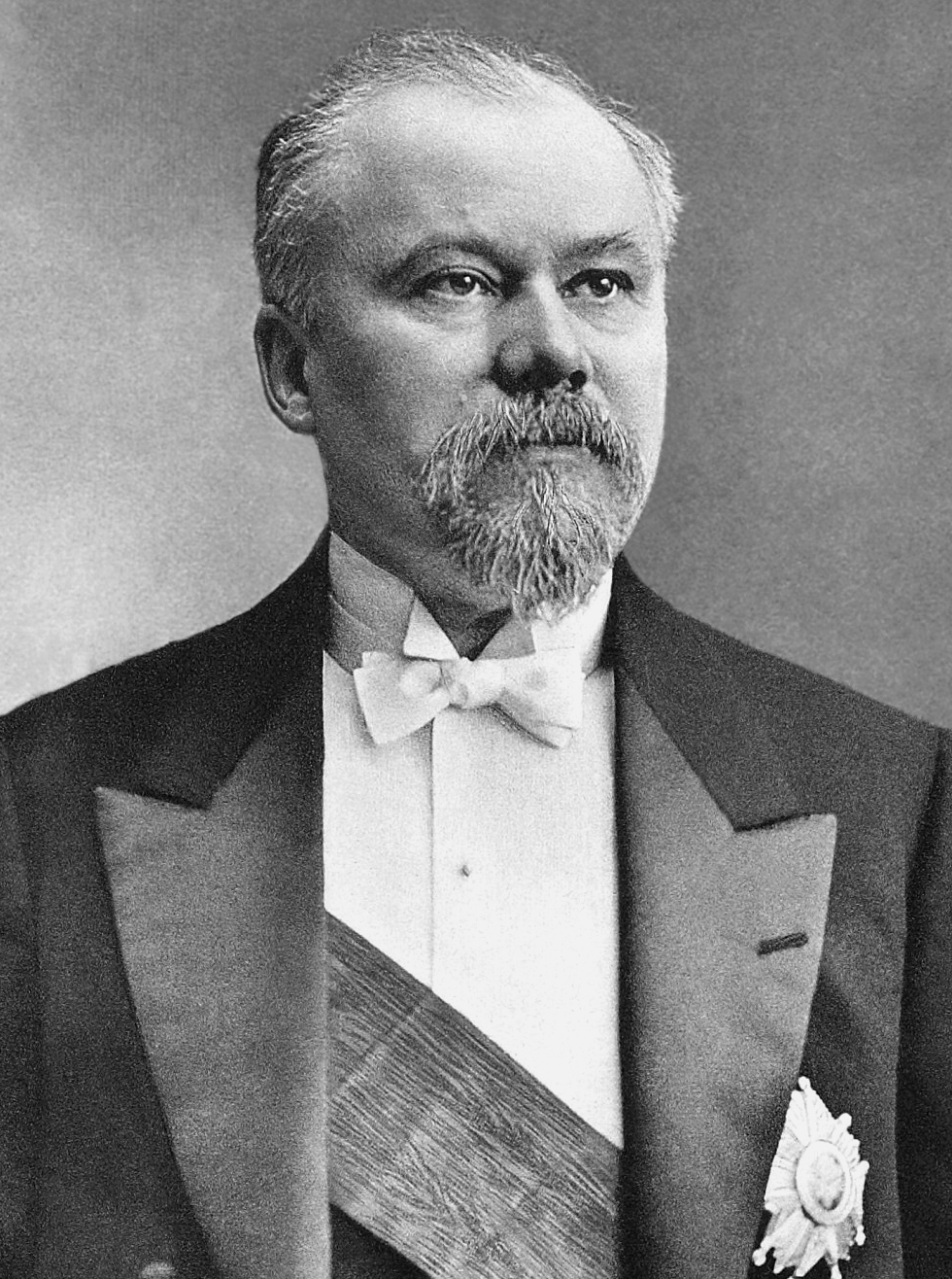
Raymond Poincaré (1913-1920)
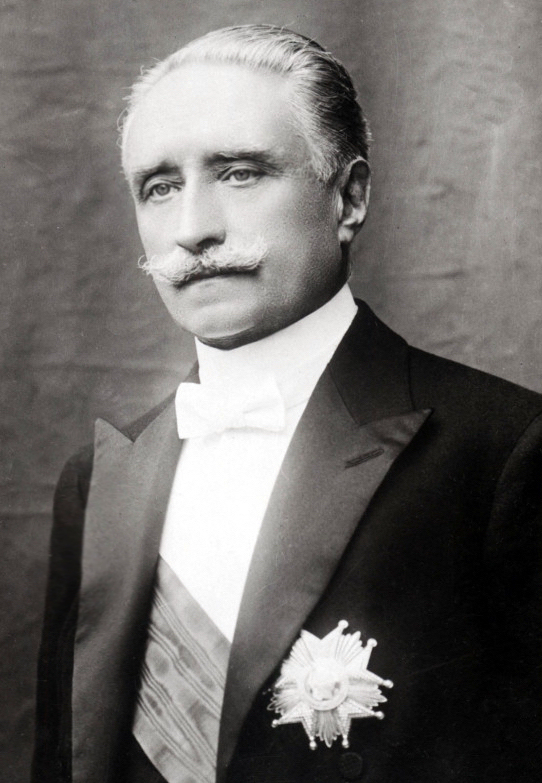
Paul Deschanel (1920)
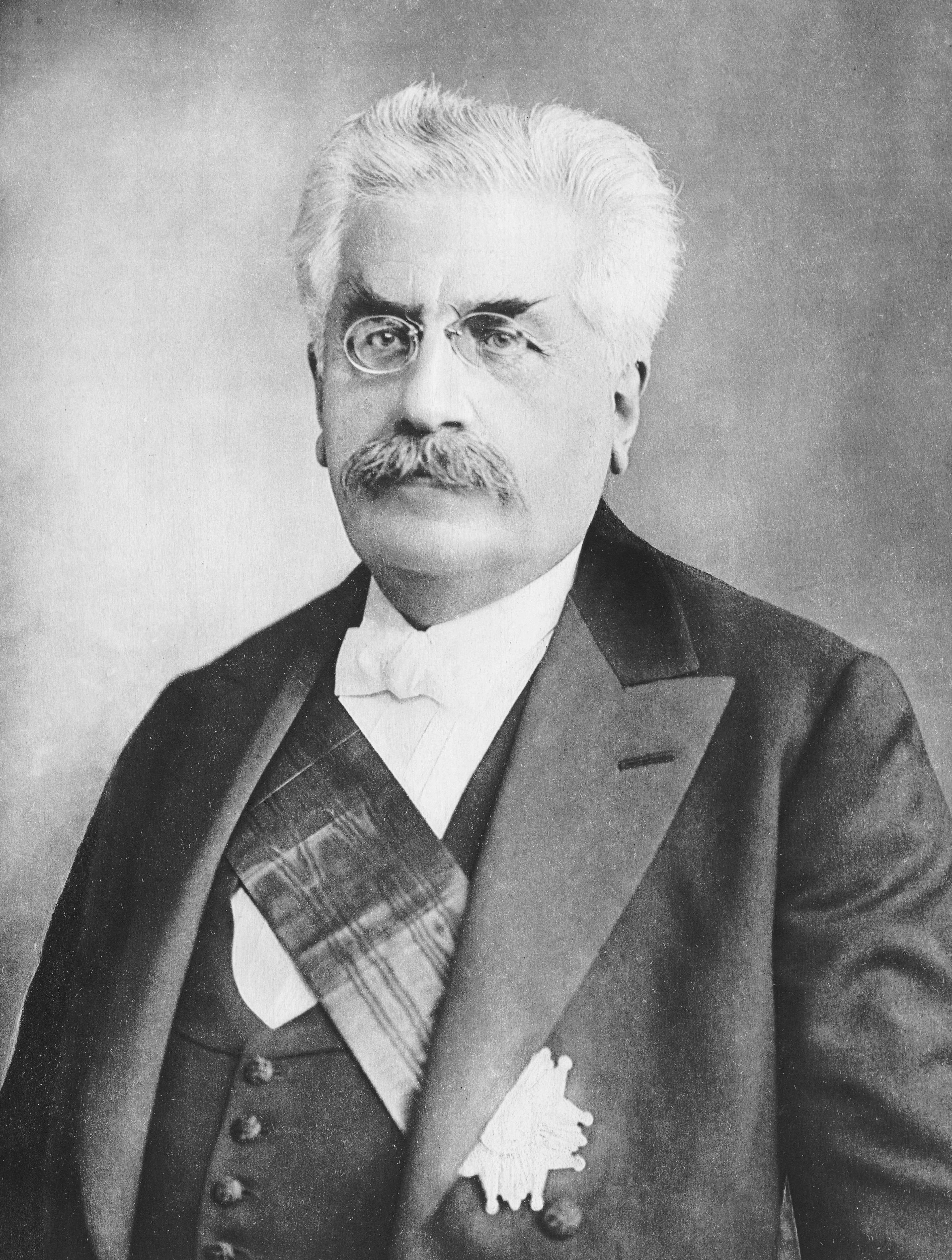
Alexandre Millerand (1920-1924)
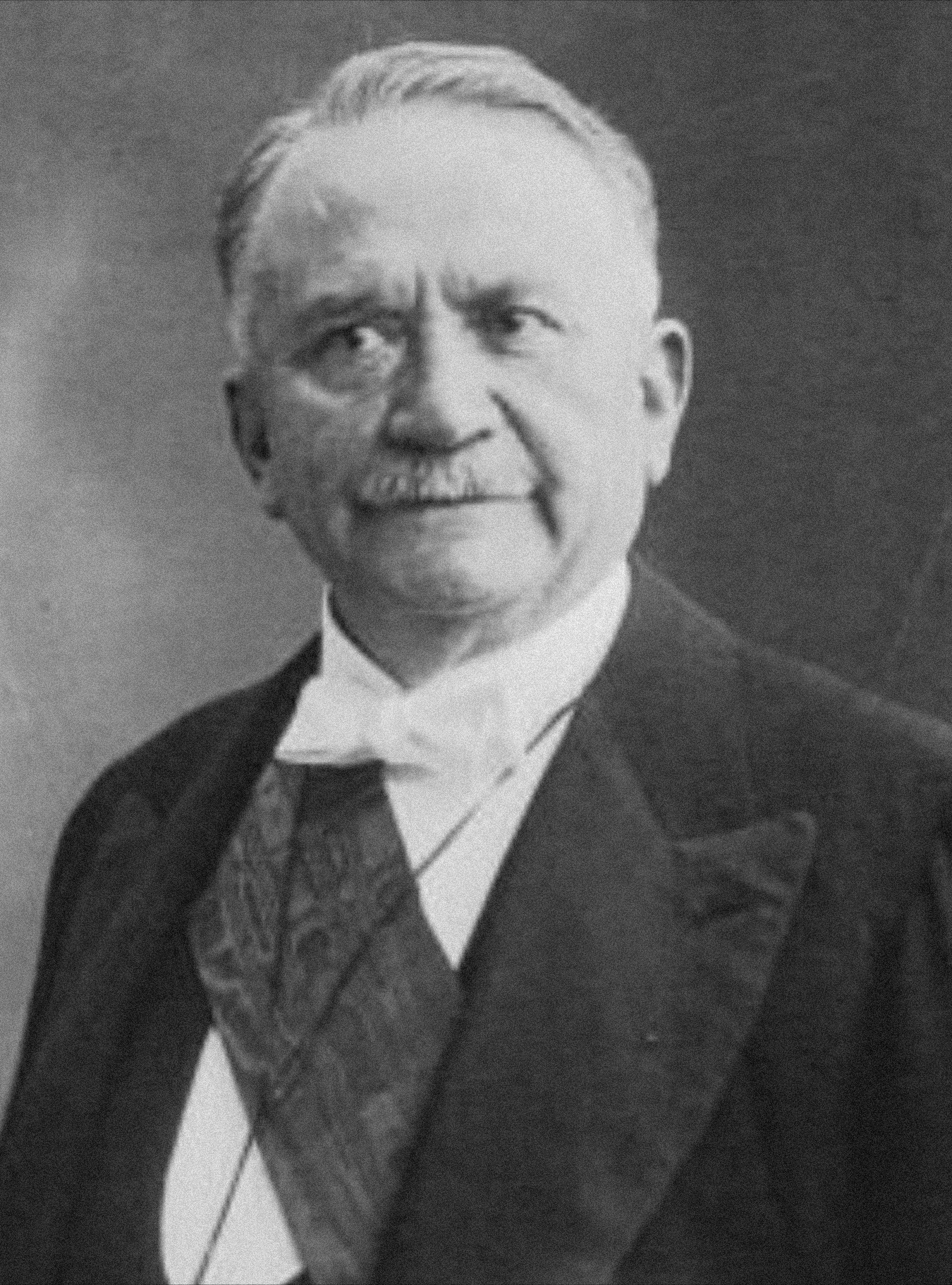
Gaston Doumergue (1924-1931)
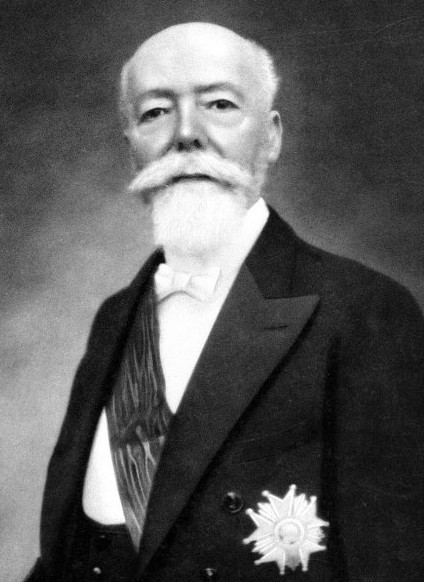
Paul Doumer (1931-1932)
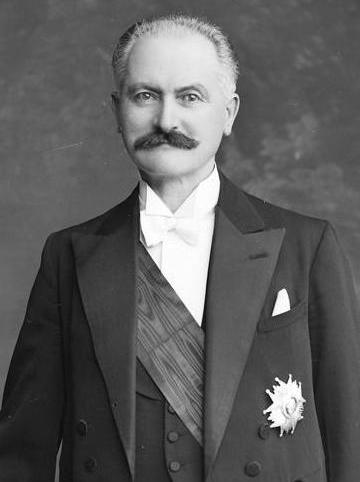
Albert Lebrun (1932-1940)

### Quatrième République
La défaite française de 1940 entraîne la fin de la Troisième République de facto. De 1940 à 1944, la France métropolitaine connaît un régime autoritaire dirigé par le maréchal Philippe Pétain, qui utilise le titre de « Chef de l'État français » et non de président. L'article 2 de la loi constitutionnelle du 25 février 1875, concernant l'élection du président de la République, est abrogé. Mais la France libre maintient la tradition républicaine et prend petit à petit la possession de l'empire colonial. La France combattante forme à sa tête en juin 1943 le Comité français de la Libération nationale (renommé en 1944 Gouvernement provisoire de la République française). À la Libération, le gouvernement provisoire organise un référendum le 21 octobre 1945 où les Français expriment leur volonté de ne pas revenir aux institutions de la Troisième République.
Après avoir refusé un premier projet créant un régime d'assemblée, les Français adoptent la constitution de la Quatrième République le 13 octobre 1946 qui met un terme officiellement à la Troisième République. Comme sous la Troisième République, le président est élu par les deux chambres pour sept ans, il est politiquement irresponsable bien qu'il soit arrivé que sa responsabilité ait pu être mise en jeu par les parlementaires de façon indirecte, avec notamment la démission du président Alexandre Millerand (1920-1924). Tous ses actes doivent être contresignés par le président du Conseil ou un ministre. Il peut dissoudre l'Assemblée nationale (nouveau nom de la Chambre des députés) suivant une procédure très encadrée. En effet, pour dissoudre l'Assemblée, il faut au moins deux crises ministérielles au cours d'une période de 18 mois et qu'elles se soient soldées par l'adoption d'une motion de censure ou le refus de la confiance de l'Assemblée au gouvernement à la majorité absolue des députés. Il choisit toujours le chef du gouvernement, mais celui-ci doit obtenir l'investiture du Parlement pour pouvoir exercer ses fonctions. La Quatrième République connaît deux présidents : Vincent Auriol (1947-1954, premier socialiste à accéder à cette fonction) et René Coty (1954-1958). Son instabilité ministérielle la réduit rapidement à l'impuissance. La crise de mai 1958 fait finalement tomber ce régime.

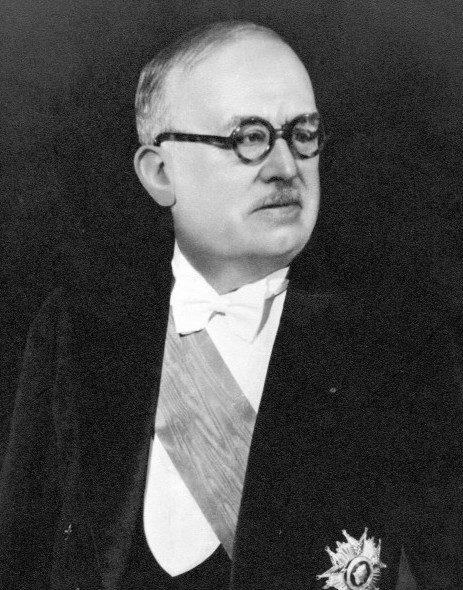
Vincent Auriol (1947-1954)
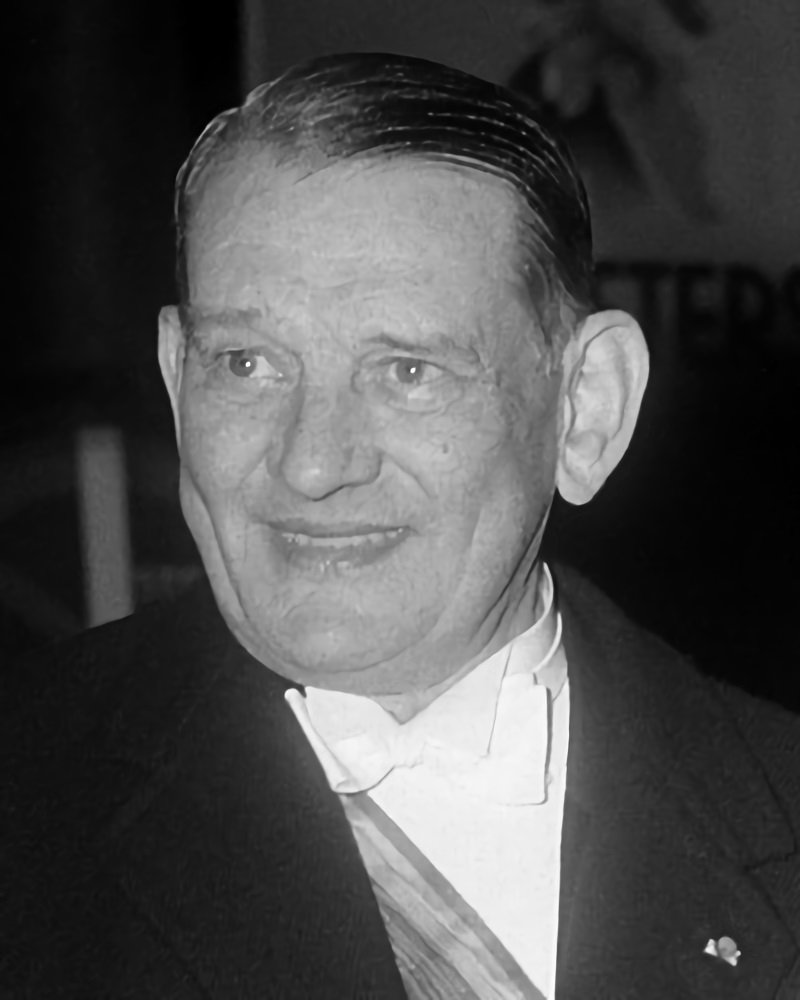
René Coty (1954-1959)

## Cinquième République
Voulue et inspirée par le général de Gaulle, la constitution du 4 octobre 1958 change considérablement le rôle du président de la République. Alors qu'il n'occupait depuis la Troisième République qu'une magistrature d'influence, que De Gaulle traduit par la formule d'« inaugurer les chrysanthèmes », il se retrouve le personnage le plus influent de la Nation, arbitre suprême de la vie politique et chef du pouvoir exécutif, sauf en période de cohabitation. Son élection au suffrage universel direct décidée par la réforme constitutionnelle de 1962, puis le passage du septennat au quinquennat à partir de 2002 (qui entraîne l'organisation des élections législatives quelques semaines après l'élection présidentielle et réduit les hypothèses de cohabitation) renforcent encore son poids politique.

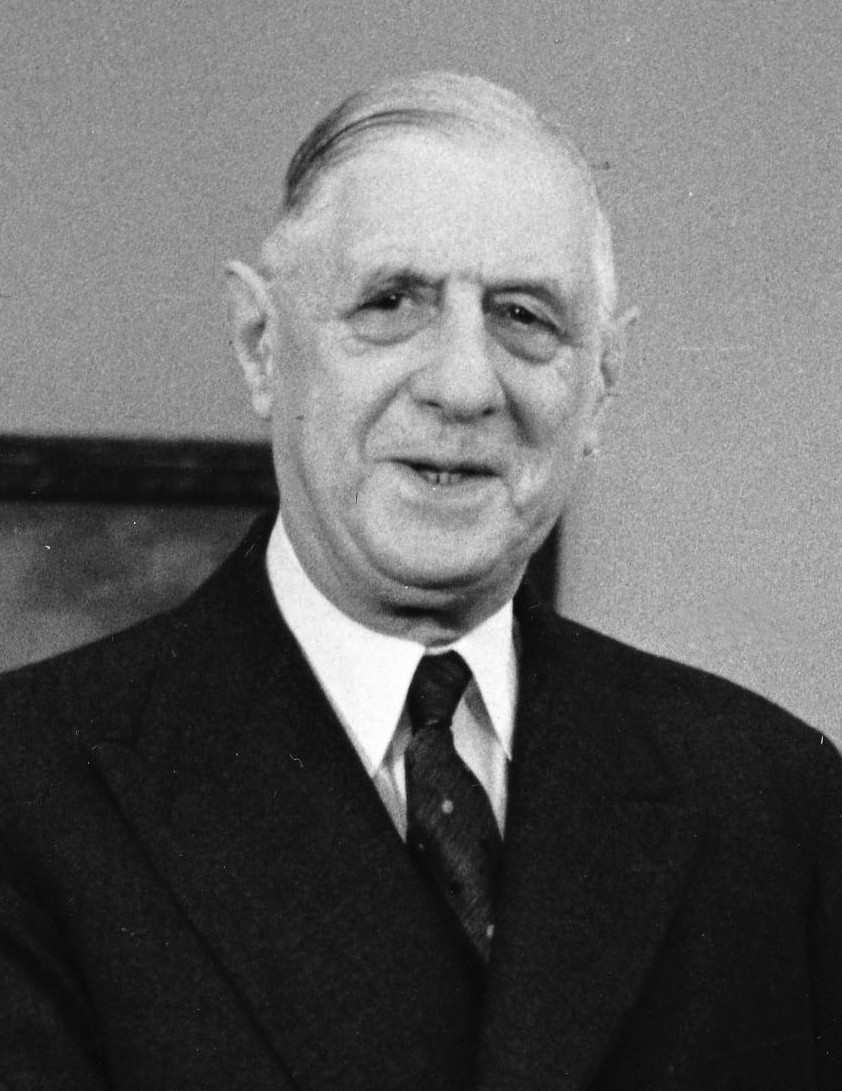
Charles de Gaulle (1959-1969)
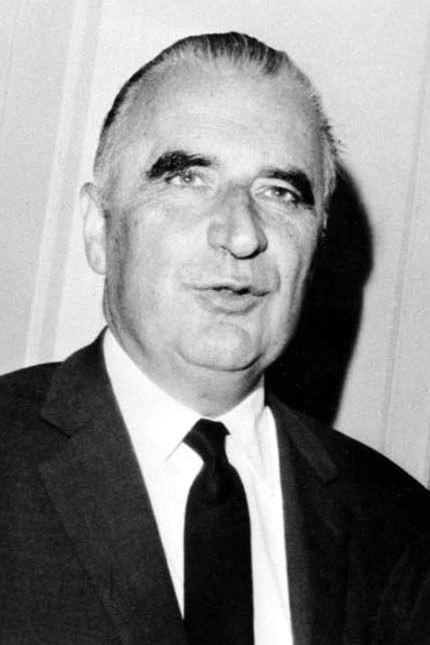
Georges Pompidou (1969-1974)
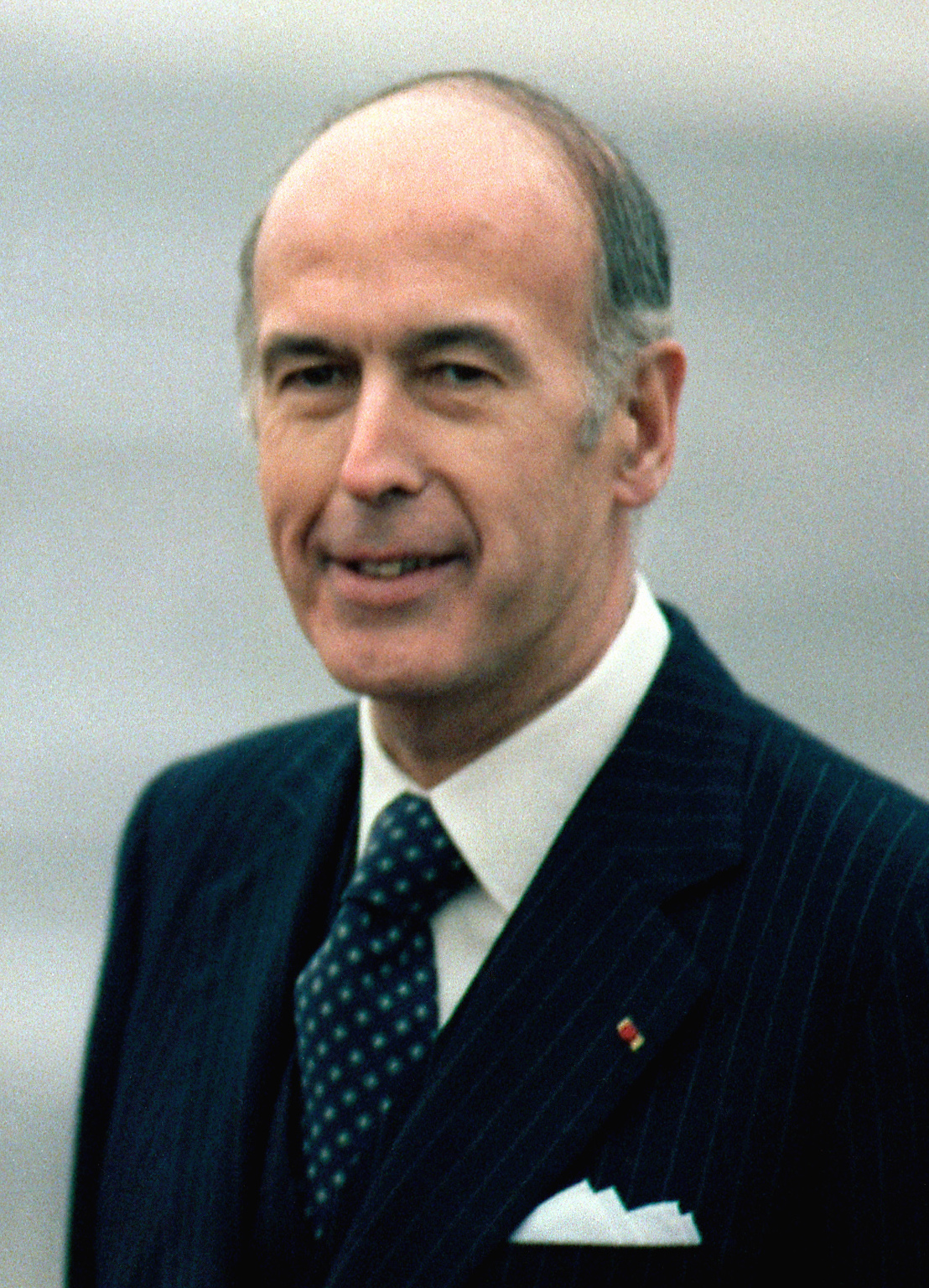
Valéry Giscard d'Estaing (1974-1981)
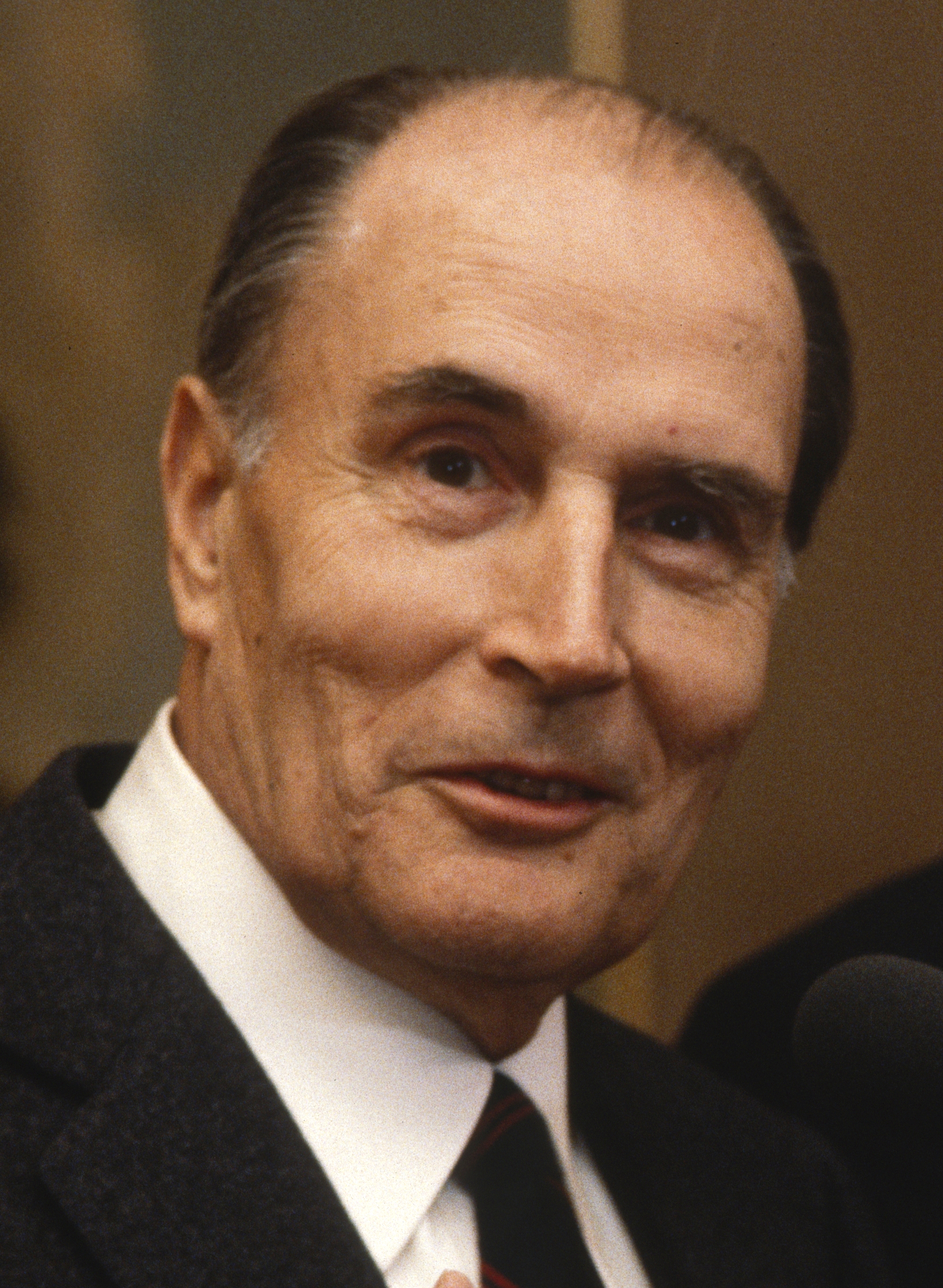
François Mitterrand (1981-1995)
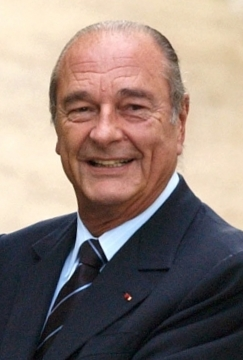
Jacques Chirac (1995-2007)
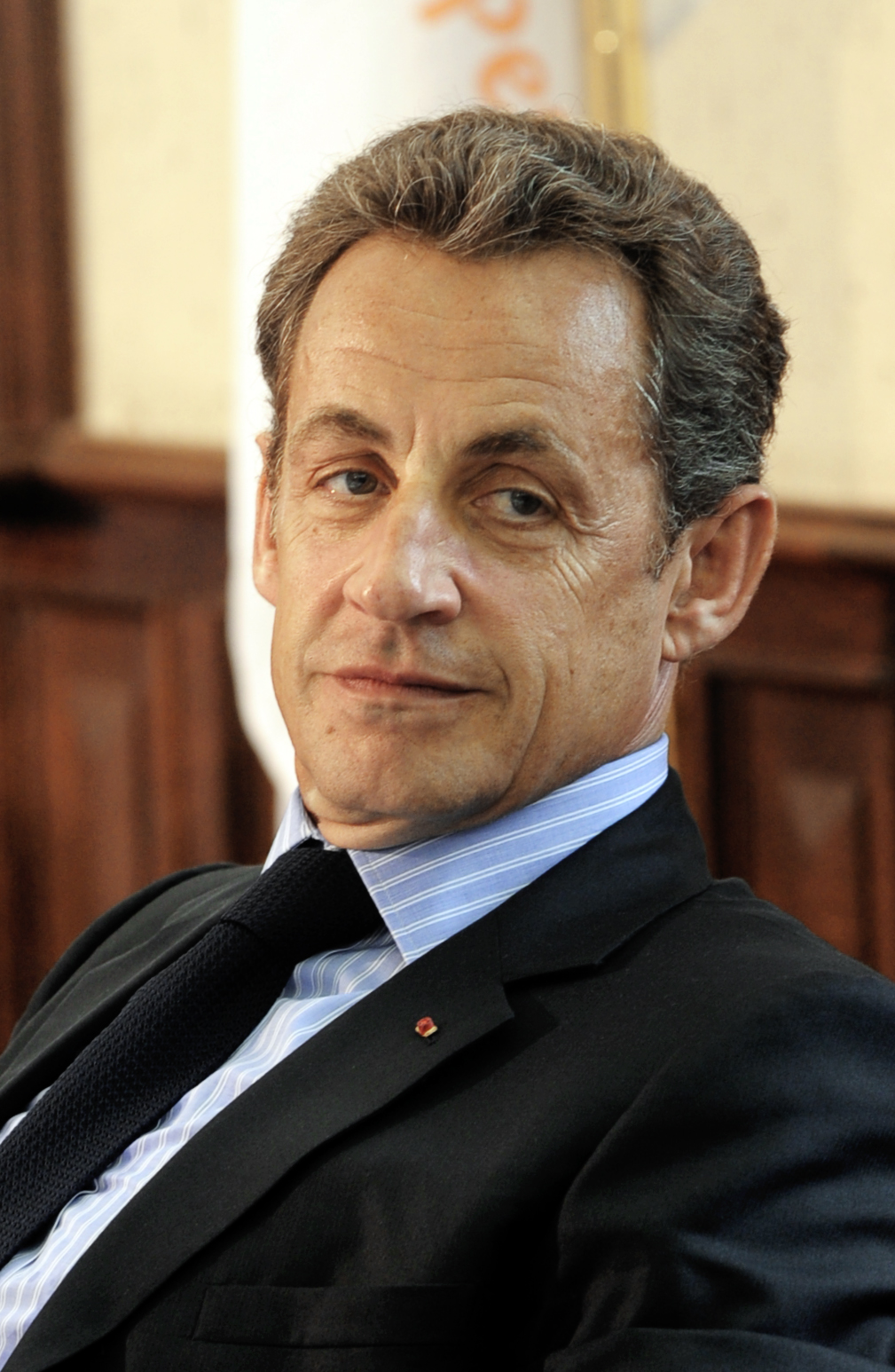
Nicolas Sarkozy (2007-2012)
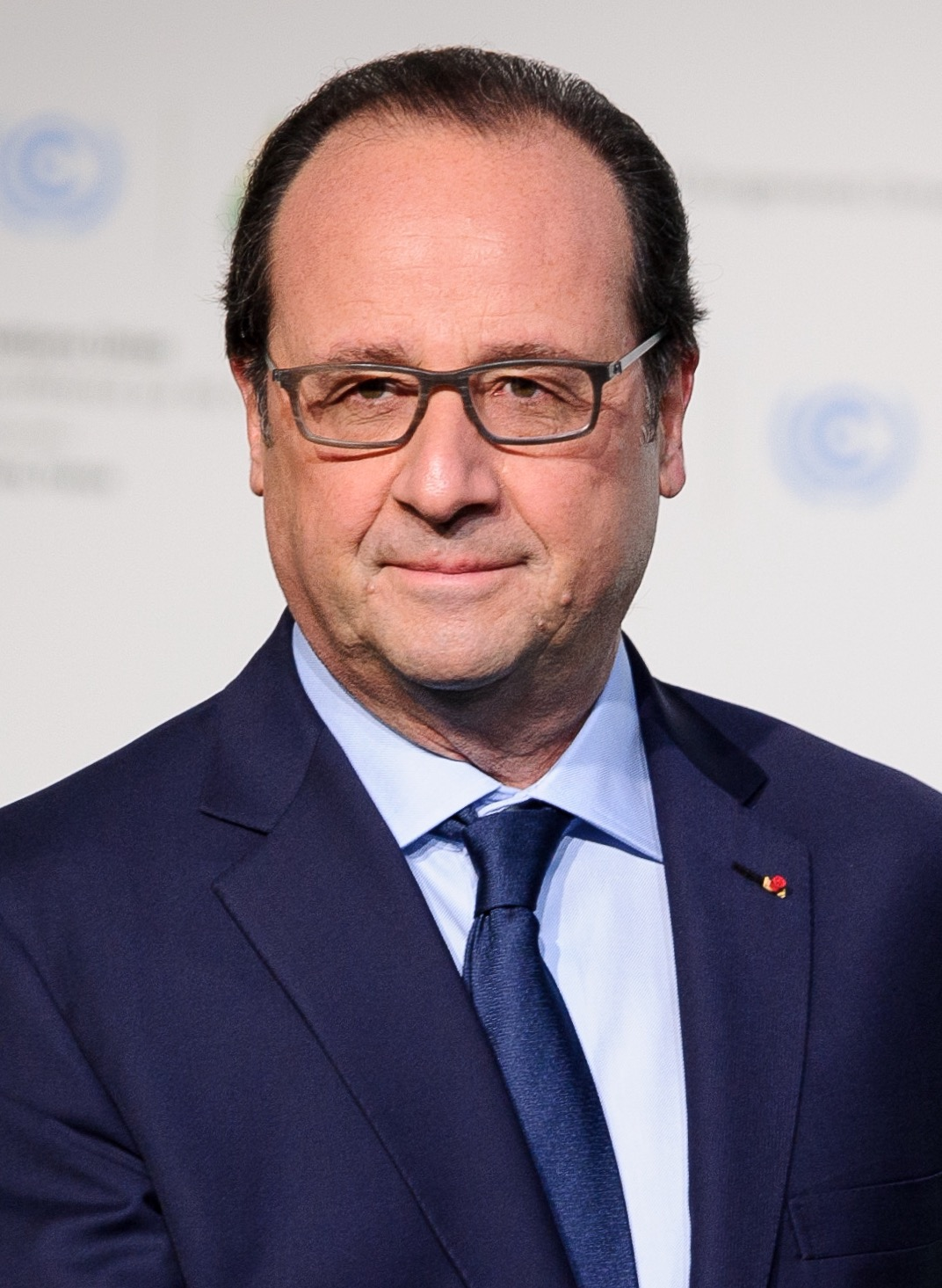
François Hollande (2012-2017)
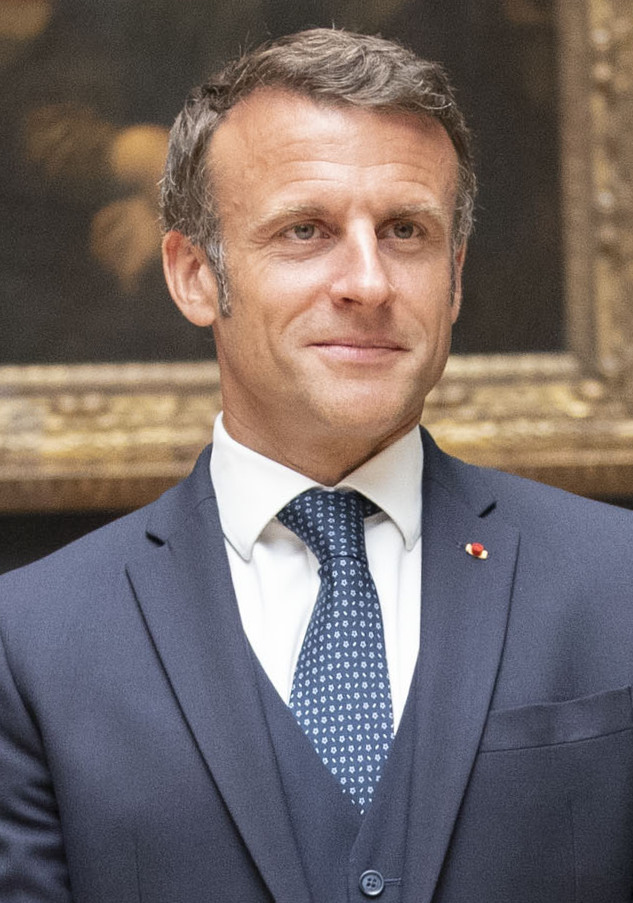
Emmanuel Macron (depuis 2017)

### Lectures de la Constitution
En 1958, la France souffrait de la paralysie de ses institutions. Le pouvoir exécutif était exercé par un gouvernement issu de majorités instables au Parlement. Les changements fréquents de gouvernement au gré des alliances et des ambitions personnelles empêchaient toute politique efficace. Quand il est appelé au pouvoir en mai 1958, le général de Gaulle souhaitait redonner à l'exécutif un pouvoir qu'il n'avait pas les moyens d'exercer dans le régime parlementaire, et qu'il qualifiait péjorativement de « régime des partis ». Il voulait donc remédier aux défauts de la IVe République aggravés par la guerre d'Algérie en créant un pouvoir exécutif fort et indépendant.
L'article 5 de la Constitution fait du président le garant des institutions et du respect de la Constitution, « de l'indépendance nationale, de l'intégrité du territoire et du respect des traités ». Pour les constituants, le président n'a pas vocation à intervenir dans la gestion quotidienne des affaires. Le chef du gouvernement est, dans les textes, le Premier ministre qui « détermine et conduit la politique de la nation » (article 20). Le chef de l'État est un arbitre entre les différents pouvoirs (article 5) et qui, bien qu'ayant un faible pouvoir autonome, a pour principale prérogative celle de demander à une autre autorité d'agir. « Cela ne l'empêche pas de donner les grandes orientations du pays, de demander au gouvernement de les suivre et de les traduire dans des textes si nécessaire ». Il assure d'une manière souple la séparation des pouvoirs. Il incarne la France au niveau international et est un recours en cas de situation grave. Dès 1959, De Gaulle fait de la diplomatie et de la défense le domaine réservé du président de la République.
Cette vision n'a cependant jamais été mise en pratique, car Charles de Gaulle s'est servi de son poids historique pour accaparer l'essentiel des prérogatives de ses Premiers ministres successifs, Michel Debré, Georges Pompidou et Maurice Couve de Murville.
À partir de 1962 et jusqu'en 1986 (date de la première cohabitation), la pratique « normale » des institutions s'est établie. L'année 1962 est une date clé puisqu'elle voit la conjonction de l'adoption par référendum de l'élection du président au suffrage universel direct, responsabilité devant le peuple qui légitime ses pouvoirs, et du fait majoritaire parlementaire favorable au président (création de l'UNR, l'Union pour la nouvelle République). La lecture de la Constitution, qui établit un régime parlementaire, se fait dans un sens favorable au président. De fait, ce dernier s'inscrit comme le véritable chef de l'exécutif, car il utilise pleinement et même au-delà, les pouvoirs que lui octroie la Constitution. Avec le gouvernement s'établit donc un rapport étroit de collaboration, voire de subordination. La légitimité démocratique donnée par l'élection au suffrage universel l'emporte ainsi sur les attributions de la Constitution. L'alignement à partir de 2002 de la durée du mandat présidentiel sur celui des députés, la concomitance des élections avec en premier, l'élection présidentielle, puis au bout d'un mois, les législatives accentuent encore ce lien de subordination.
Cette situation donne au président français une position particulière et mal cernée par les théories classiques du droit constitutionnel. On associe en général droit de dissolution et responsabilité devant le Parlement : le chef de gouvernement britannique possède les deux (régime parlementaire), le président américain aucun (régime présidentiel). Dans le système français, c'est le président qui dispose du droit de dissolution, mais c'est le Premier ministre qui est responsable devant le Parlement. Le général de Gaulle, par le biais de son élection au suffrage universel direct appliquée pour la première fois en 1965 et de référendums réguliers, a mis en place une responsabilité de fait du président devant le peuple français : c'est sur un référendum perdu qu'il a quitté ses fonctions en 1969. Jacques Chirac, par contre a préféré achever son mandat après l'échec du référendum sur le traité constitutionnel européen en 2005 alors que ce vote était décisif pour lui et pour le pays. En fait, après de Gaulle, les présidents se sont contentés d'une responsabilité devant le peuple lors de la réélection. Maurice Duverger qualifie la France sous la Cinquième République de régime semi-présidentiel,, bien que cette catégorisation soit souvent contestée.[Par qui ?]
Pendant les périodes de cohabitation, au contraire (1986-1988 ; 1993-1995 ; 1997-2002), la lecture de la Constitution devient plus littérale et revient donc à un régime parlementaire, tel que prévu dans le texte et bien qu'il ne s'agisse toujours pas de ce qui avait été souhaité originellement. En effet, le chef du gouvernement exerce alors pleinement toutes les prérogatives que lui donne la Constitution. Le président, cependant, ne s'efface pas et conserve un certain nombre de prérogatives, notamment en matière de politique étrangère et de défense. L'exécutif devient alors bicéphale.
Pour exemple, on peut citer l'article 8, alinéa 1 où le président nomme et accepte la démission du Premier ministre. En pratique, il est même arrivé que lors de sa nomination, le président fasse signer au chef de gouvernement une lettre de démission non datée, lui permettant ainsi de le révoquer quand bon lui semblait.[réf. nécessaire] En réalité, à l'exception de la « démission volontaire » en 1976 de Jacques Chirac lorsqu'il était Premier ministre de Valéry Giscard d'Estaing, et de celle de Manuel Valls en 2016 pour se lancer dans la course à l'élection présidentielle, tous les chefs de gouvernement ont été révoqués.[réf. nécessaire] En période de cohabitation, cependant, ce pouvoir, que les présidents successifs ont accaparé, n'existe plus puisque le Premier ministre est alors soutenu par la majorité parlementaire. Mais formellement, le président de la République ne peut démettre un Premier ministre qui ne souhaite pas présenter la démission de son gouvernement.

### Modes d'élection
En 1958, le président est élu par un collège électoral qui dépasse largement le Parlement. Environ 80 000 grands électeurs, maires et conseillers généraux, élisent alors le président. Ce sont donc essentiellement des ruraux qui choisissent le chef de l'État alors qu'une grande majorité des Français vivent en ville. C'est en partie pour corriger ce défaut de représentativité que Charles de Gaulle propose en 1961 d'élire le président de la République au suffrage universel direct. Il choisit d'utiliser la procédure du référendum national définie par l'article 11 de la Constitution de 1958 plutôt que de recourir à la procédure de révision normale, avec accord préalable du Parlement telle que prévue par l'article 89. Mécontente, l'Assemblée nationale met le gouvernement en minorité. De Gaulle la dissout, procède à de nouvelles élections qui confortent son soutien populaire. Le référendum du 28 octobre 1962 approuve par 61,7 % de « oui » le changement de mode d'élection du président. La loi est promulguée le 6 novembre 1962. Depuis 1965 (date de l'application de ce nouveau système), le président de la République est, comme en 1848, élu au suffrage universel direct (article 6 de la Constitution). Le scrutin est majoritaire uninominal et comporte deux tours. La durée du mandat était de sept ans (septennat), comme depuis le début de la IIIe République, réduit à cinq ans depuis la réforme constitutionnelle de 2000 instaurant le quinquennat. Cette loi a pris effet pour la première fois avec la réélection de Jacques Chirac en 2002. Le premier alinéa de l'article 6 de la Constitution a été rédigé comme suit : « Le président de la République est élu pour cinq ans au suffrage universel direct ». À la suite du référendum du 24 septembre 2000 (décidé par décret du 12 juillet 2000) où les Français se sont prononcés en majorité (73,21 % des suffrages exprimés) pour la réduction de la durée du mandat présidentiel, mais avec une forte abstention (69,81 %). La réforme de 2008 impose une limite au renouvellement à deux mandats consécutifs.
Tout le monde ne peut pas être candidat. La loi de 1962 prévoit un parrainage de présentation de 100 notabilités issues d'au moins 10 départements ou collectivités équivalentes (les TOM puis COM ou les collectivités de Corse et de Nouvelle-Calédonie) différents. Les présentations sont à adresser au Conseil constitutionnel 18 jours avant le premier tour. Les candidats doivent déposer un cautionnement de 10 000 francs remboursés pour ceux qui atteignent 5 % des suffrages exprimés. En 1974, douze candidats arrivent à obtenir les cent signatures de présentation. Pour limiter le nombre de candidats, la loi organique du 18 juin 1976 prévoit que tout candidat doit recueillir la présentation de 500 élus (maires, conseillers généraux ou régionaux ou membres des assemblées équivalentes dans les autres collectivités notamment outre-mer, députés, sénateurs) résidents dans au moins 30 départements, et collectivités équivalentes, différents. Les signatures d'élus venant d'un seul département, COM, de Nouvelle-Calédonie ou de Corse ne doivent pas dépasser 1/10 du total. Le nom des présentateurs est rendu public par le Conseil constitutionnel et publié au Journal officiel. Cette loi n'a empêché que temporairement l'inflation des candidats, qui sont certes tout d'abord au nombre réduit de 10 en 1981, 9 en 1988, 9 en 1995, mais 16 en 2002 et 12 en 2007. Michel Balinski soutient que le financement public et l'égalité du temps de parole dans l'audiovisuel sont à l'origine de cette inflation de candidats. Une des conséquences est la grande dispersion des voix : jusqu'en 1974, les trois candidats en tête récoltaient 90 % des suffrages exprimés. Depuis, leur part des voix a fortement décru pour atteindre à peine 50 % en 2002. Le vote du 22 avril 2007 marque un retournement de tendance spectaculaire. Les trois candidats de tête récoltent 75 % des voix faisant perdre au premier tour de l'élection son rôle de défouloir.
La propagande électorale est réglementée par la loi du 6 novembre 1962 modifiée par la loi organique du 5 février 2001. Elle prévoit, pendant la campagne officielle, une stricte égalité de traitement des candidats dans les moyens audiovisuels et la création d'une commission nationale de contrôle de la campagne électorale. La loi du 19 janvier 1995 fixe un plafond des dépenses de campagne actualisé tous les trois ans par décret, fixé actuellement, et depuis 2007 (révisé en 2010) à 16,2 millions d'euros pour le premier tour, 21,6 millions pour le second tour. Tout candidat se voit accorder une avance sur dépenses de 153 000 €. La loi prévoit aussi le remboursement forfaitaire de 8 % du plafond pour tous les candidats, quel que soit le nombre de voix obtenu, soit jusqu'à 685 000 € de dépenses. Par contre, les candidats ayant recueilli au moins 5 % des suffrages exprimés obtiennent le remboursement de 36 % du plafond des dépenses, ce qui peut représenter 6 850 000 euros. Tous les candidats ont l'obligation d'établir un compte de campagne publié au Journal officiel 70 jours après le second tour. Désormais ces taux ont été à nouveau modifiés : les candidats qui n'ont pas obtenu 5 % des suffrages n'ont droit au remboursement que de 5 % du plafond ; au-delà, ils ont droit au remboursement de la moitié du plafond.
Dans certains cas, le Conseil constitutionnel peut décider du report des élections : si un candidat potentiel décède ou est empêché 7 jours avant la date limite du dépôt des signatures de présentation, si un candidat décède ou est empêché avant le premier tour. Si un des deux candidats ayant été qualifié pour le second tour décède ou est empêché entre les deux tours, il faut procéder à un nouveau scrutin.
L'élection a lieu entre 20 et 35 jours avant l'expiration du mandat du président en exercice. En cas de vacance (démission, décès), l'élection a lieu entre 20 et 35 jours après l'ouverture de la vacance. En cas d'impossibilité pour le président, constatée par le Conseil constitutionnel, d'exercer ses fonctions présidentielles, c'est le président du Sénat qui assure l'intérim. Jusqu'à présent, seul Alain Poher a dû assumer cette tâche : en 1969 après la démission de Charles de Gaulle et à nouveau en 1974 après le décès de Georges Pompidou. Le président par intérim ne peut utiliser le référendum ou dissoudre l'Assemblée nationale. Sous les précédentes républiques, cet intérim (effectivement exercé que sous la Troisième République) revenait au président du Conseil (six l'ont alors rempli : Jules Dufaure le 30 janvier 1879 après la démission de Patrice de Mac Mahon ; Maurice Rouvier du 2 décembre 1887 au 3 décembre 1887 après celle de Jules Grévy ; Charles Dupuy à trois reprises, à la suite des décès de Sadi Carnot du 25 juin 1894 au 27 juin 1894 et de Félix Faure du 16 février 1899 au 18 février 1899, et à la suite de la démission de Jean Casimir-Perier du 16 janvier 1895 au 17 janvier 1895 ; Alexandre Millerand du 21 septembre 1920 au 23 septembre 1920 après la démission de Paul Deschanel, il est ainsi à ce jour le seul président de la République par intérim à être confirmé ensuite comme titulaire de cette charge ; Frédéric François-Marsal du 11 juin 1924 au 13 juin 1924 à la suite de la démission de Millerand ; André Tardieu du 7 mai 1932 au 10 mai 1932 après l'assassinat de Paul Doumer).

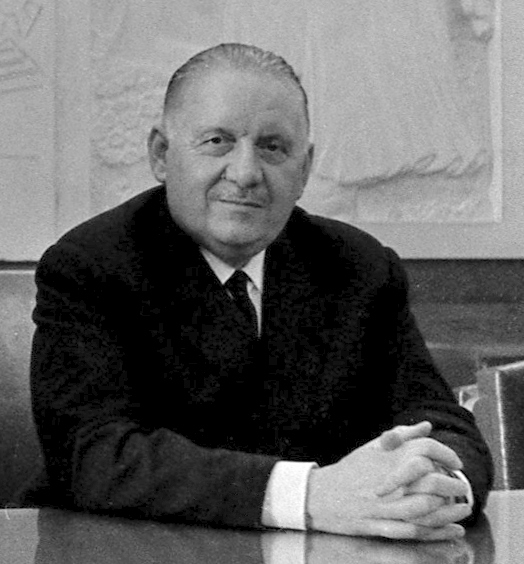
Alain Poher, président de la République française par intérim (en 1969 et 1974).

Débats
Dès 1962, l'élection du président de la République au suffrage universel direct a été contestée, notamment par des personnalités de la gauche socialiste (Pierre Mendès France, François Mitterrand) et communiste : la survalorisation et la personnalisation de la fonction présidentielle, ainsi que le déséquilibre des pouvoirs législatifs et présidentiels ont été perçus comme autant de risques attachés au nouveau mode de scrutin. Aujourd'hui encore, il continue de prêter à polémique. Selon certains avis de personnalités politiques, de constitutionnalistes, ou encore de philosophes, le caractère démocratique de ce scrutin est, contre toute apparence, loin d'être évident : en particulier, la « légitimité nationale » exceptionnelle que confère cette élection empêcherait toute réelle réflexion sur l'irresponsabilité politique du chef de l'État. Des organisations telles que la C6R mettent ainsi en garde contre la dérive hyper-présidentialisation de la Ve République. La loi sur le quinquennat (2000) et l'inversion du calendrier électoral (2001) semblent avoir eu pour conséquence de survaloriser les élections présidentielles au détriment des élections législatives, accentuant un déséquilibre des pouvoirs déjà sensible.

### Responsabilité présidentielle
Le président de la République jouit d'une irresponsabilité pour tous les actes qu'il a accomplis en cette qualité. Cette disposition est très consensuelle ; elle est héritée de la monarchie et a été affirmée dans toutes les Constitutions depuis celle de 1791 afin de protéger la fonction. L'irresponsabilité est tout de même limitée par les compétences de la Cour pénale internationale (en cas de génocide, de crime contre l'humanité, de crime d'agression et de crime de guerre), et par une possibilité de destitution votée par les parlementaires réunis en Haute Cour (« en cas de manquement à ses devoirs manifestement incompatible avec l'exercice de son mandat »). Les auteurs Francis Hamon et Michel Troper notent que dans cette rédaction, et contrairement à l'ancienne, il n'est plus fait mention des notions de haute trahison, accusation ou jugement, ce qui témoignerait d'un glissement du caractère pénal vers une vision plus politique de la responsabilité présidentielle. En effet, la Haute Cour ne peut désormais décider d'autres sanctions que la destitution, qui est une sanction purement politique. De plus, le chef de l'État bénéficie d'une inviolabilité, qui empêche toute procédure administrative, civile ou pénale à son encontre, pour des faits commis en dehors de ses fonctions présidentielles. Cette immunité prend fin un mois après la fin de son mandat.
Ce statut est précisé dans la Constitution, aux articles 67 et 68, dont la rédaction actuelle date de 2007. Entre 1958 et 2007, il était prévu une Haute Cour, pour destituer le président en cas de haute trahison (sans pour autant que cette notion ne soit définie). Aussi, bien qu'elle ne les mentionnait pas, elle n'excluait pas non plus la possibilité de sanctions pénales.
- La responsabilité devant la nation :
  - le général de Gaulle a estimé que le recours au référendum engageait sa responsabilité devant le peuple. Ceci explique pourquoi il a démissionné après l'échec du référendum de 1969, alors qu'il disposait d'une large majorité à l'Assemblée nationale. Cette voie n'est pas suivie par Jacques Chirac, qui choisit de rester au pouvoir après l'échec du référendum de 2005 ;
  - l'exercice du droit de vote permet également aux citoyens de sanctionner la politique que mène (autres élections durant le mandat du président, notamment parlementaires) ou a menée un président (si le président se présente pour un second mandat). Néanmoins, François Mitterrand a refusé de démissionner après les élections législatives de 1986 favorables à la droite (ce qui provoqua la première cohabitation) ; de plus, lors de réélections, la sanction d'une politique menée par le président n'est pas un facteur unique, ni même toujours le plus important (le chiffre record de 82,21 % des voix en 2002 en faveur de Jacques Chirac s'explique d'abord et avant tout par un rejet du candidat concurrent, Jean-Marie Le Pen[réf. nécessaire]).

### Étendue des pouvoirs

#### Attributions
L'article 8 de la constitution de 1958 donne au président le droit de nommer le Premier ministre. Celui-ci n'est pas investi par le parlement, même si son éventuel discours de politique générale prononcé devant l'Assemblée nationale à la suite de sa prise de fonction peut, s'il le souhaite, être soumis au vote des députés (un éventuel rejet entraînant alors la démission du gouvernement). L'Assemblée nationale peut de plus, le cas échéant, manifester son désaccord en votant une motion de censure a posteriori. Ceci pose une limite au pouvoir de nomination du président car celui-ci doit ainsi choisir son Premier ministre au sein de la majorité à l'Assemblée nationale ou la dissoudre. En principe, seule la démission du Premier ministre met fin au gouvernement. Mais, en pratique, quand le président demande la démission de celui-ci, elle n'est jamais refusée. Il est de coutume que le Premier ministre donne une démission en blanc au président avant le début de son investiture. Cette coutume contra-legem (signifiant contre la loi en terme latin) est inspirée du Général de Gaulle. En cas de cohabitation, cela n'est pas réalisable. L'article 8 précise aussi que sur proposition du Premier ministre, le président nomme les membres du gouvernement. Très souvent, le président impose une grande partie de ses choix au Premier ministre sauf en période de cohabitation.
Le président préside le Conseil des ministres. Sur proposition du Premier ministre, il en fixe l'ordre du jour. Il peut exceptionnellement en déléguer la présidence au Premier ministre, mais avec un ordre du jour déterminé.
L'article 13 donne au président des attributions réglementaires. Il signe les ordonnances et les décrets après délibération en Conseil des ministres. Il partage ce pouvoir réglementaire avec le Premier ministre. Il lui arrive cependant de signer des décrets qui n'ont pas fait l'objet d'une discussion au Conseil. L'article 13 précise aussi que le président nomme aux emplois civils et militaires. En fait il n'exerce cette prérogative que pour les emplois les plus importants : les conseillers d'État, les ambassadeurs, les envoyés extraordinaires, les conseillers maîtres à la Cour des comptes, les préfets, les officiers généraux, les recteurs d'académie et les directeurs d'administrations centrales. Pour le reste, il délègue son pouvoir au Premier ministre.
L'article 14 lui donne de grandes prérogatives en matière de diplomatie. Il symbolise l'État français auprès des autres pays. Il accrédite les ambassadeurs et les envoyés extraordinaires, met en application les nouveaux traités. Ces attributions sont traditionnelles pour un chef d'État en France. Le fait nouveau est son intervention dans la négociation des traités. Il prend aussi les décisions les plus importantes.
Le président est le chef des armées. Il préside les comités supérieurs de la défense. Depuis 1960, il engage la force nucléaire. Jacques Chaban-Delmas avait appelé les affaires internationales le « domaine réservé » du président. Ce rôle n'est, à l'origine, pas déterminé par le constituant, mais il est entré dans les mœurs.[réf. nécessaire]
Bien qu'il ait un pouvoir administratif limité par l'article 20, il dispose du pouvoir administratif militaire et diplomatique et dispose d'une influence politique considérable sur l'administration d'État.
La constitution de 1958, soucieuse de réguler la vie parlementaire permet au président d'intervenir dans celle-ci. Il ouvre et clôt les sessions extraordinaires par décret soit à la demande du Premier ministre, soit à celle des parlementaires. En théorie, si les conditions légales sont réunies, il doit signer le décret. En 1960, Charles de Gaulle a refusé de réunir une session extraordinaire pourtant demandée par la majorité des députés ; de même en 1987, période de cohabitation, alors que la demande émanait du Premier ministre Jacques Chirac. Par contre, les sessions ordinaires ne relèvent pas de ses prérogatives.
Le président possède le droit de dissolution de l'Assemblée nationale. C'est une prérogative personnelle sans contreseing, mais il doit respecter certaines conditions comme consulter au préalable le Premier ministre et les présidents des deux chambres. Il n'est en rien tenu de suivre leur avis. La dissolution est une arme efficace contre les parlementaires tentés de s'opposer au gouvernement. Les nouvelles élections doivent avoir lieu entre 20 et 40 jours après la signature du décret. Depuis 1958, on compte six dissolutions (deux sous Charles de Gaulle, deux sous François Mitterrand, une sous Jacques Chirac et une sous Emmanuel Macron), les dissolutions de 1997 et de 2024 étant les seules qui n'ont pas donné une majorité au président. Le droit de dissolution a cependant quelques limites : le président ne peut procéder à une nouvelle dissolution pendant un an ; celle-ci est impossible quand l'article 16 est mis en œuvre.
Le président est chargé de la promulgation des lois dans les quinze jours suivant leur adoption par le Parlement ou de la proclamation des résultats du référendum. Il ne peut se soustraire à cette obligation, mais il peut avant l'expiration du délai de promulgation demander une nouvelle discussion d'une partie ou de toute la loi, ce qui ne peut pas lui être refusé.
Le président a le droit de saisir le Conseil constitutionnel, sans contreseing avant la promulgation d'une loi. C'est un moyen non négligeable de contrôle du travail parlementaire. Enfin, l'article 11 donne au président le droit d'en appeler directement au peuple en organisant un référendum sur proposition du gouvernement ou des deux assemblées. Toutefois les sujets sur lesquels ce référendum peut porter sont strictement encadrés par la constitution : il s'agit de l'organisation des pouvoirs publics, constitutionnels ou non, de l'autorisation de ratifier un traité international, et, depuis 1995, des réformes relatives à la politique économique et sociale de la Nation et aux services publics qui y concourent.
Les attributions du président en relation avec l'autorité judiciaire sont elles aussi très importantes. Il est le garant de l'indépendance de l'autorité judiciaire. Il a le droit de grâce, mais il a l'obligation de prendre auparavant l'avis du Conseil supérieur de la magistrature. De plus, le décret de grâce doit être contresigné par le Premier ministre et le ministre de la Justice. En 1958, le président nommait les neuf membres du Conseil supérieur de la magistrature, ce qui lui permettait d'influencer grandement l'autorité judiciaire. Depuis 1993, il n'en nomme plus qu'un. Il nomme aussi trois des neuf membres du Conseil constitutionnel (dont son président) ; les présidents de la République sont à la sortie de leur mandat membres de droit de ce Conseil. Vincent Auriol (de 1959 à 1960 et le 6 novembre 1962), René Coty (de 1959 à son décès en 1962), Valéry Giscard d'Estaing (à partir de 2004), Jacques Chirac (entre 2007 et 2011) et Nicolas Sarkozy (entre juin 2012 et juillet 2013) ont usé de ce droit.
Depuis 2010, une version stylisée d'un emblème arborant un faisceau de licteur, adopté à l'époque de Jacques Chirac, est utilisée pour la communication de la présidence de la république (pupitre officiel, site internet, avion présidentiel Cotam Unité, etc.).
Le président de la République a également d'autres pouvoirs qui ne sont pas mentionnés dans la constitution de la Ve République, notamment en matière d'autorisation exceptionnelle à mariage pour des motifs graves, comme l'autorisation de la célébration d'un mariage posthume ou l'autorisation d'un mariage entre alliés en ligne directe lorsque la personne qui crée l'alliance est morte ou encore l'autorisation de la célébration d'un mariage entre adopté et adoptant.
Lorsqu'il statue en appel du Conseil des prises, le président de la République statue comme une véritable juridiction, les décisions qu'il prend à cette occasion ayant le caractère de jugements.

#### Pouvoirs en période extraordinaire
L'article 16 permet au président dans des périodes de crise de concentrer presque tous les pouvoirs. Il fixe les conditions dans lesquelles il peut être mis en application. « Les institutions de la République française, l'indépendance de la Nation, l'intégrité de son territoire, l'exécution des engagements internationaux doivent être menacés d'une manière grave et immédiate ». Des juristes ont reproché à cette phrase son flou, laissant la possibilité d'une interprétation arbitraire. L'article 16 fixe cependant une autre condition qui donne une garantie plus importante contre l'arbitraire sans l'exclure totalement. Il faut que les circonstances aient pour conséquence d'interrompre le fonctionnement régulier des pouvoirs publics constitutionnels. Il existe aussi des conditions de formes peu contraignantes. Le président doit consulter le Premier ministre, les présidents des assemblées et le Conseil constitutionnel. Il doit informer la Nation de sa décision.
Il se saisit alors des pleins pouvoirs. « Le président de la République prend les mesures exigées par ces circonstances, après consultation officielle du Premier ministre, des présidents des Assemblées ainsi que du Conseil constitutionnel. » La constitution du 4 octobre 1958 ne fixe aucune limite, mais son article 16 précise que ces mesures doivent être inspirées par la volonté d'assurer le retour à la normale dans les moindres délais. Se pose le problème de contrôle du président en période extraordinaire. En effet, si le parlement continue à se réunir, il n'a aucun pouvoir de contrôle, car le président est irresponsable devant lui. Le président ne peut cependant ni dissoudre l'Assemblée nationale, ni organiser un référendum pendant toute la durée de la mise en application de l'article 16. La constitution dans ce même article 16, prévoit cependant qu'« après trente jours d'exercice des pouvoirs exceptionnels, le Conseil constitutionnel peut être saisi par le président de l'Assemblée nationale, le président du Sénat, soixante députés ou soixante sénateurs, aux fins d'examiner si les conditions énoncées au premier alinéa demeurent réunies. Il se prononce dans les délais les plus brefs par un avis public. Il procède de plein droit à cet examen et se prononce dans les mêmes conditions au terme de soixante jours d'exercice des pouvoirs exceptionnels et à tout moment au-delà de cette durée ».
L'article 16 n'a été mis en application qu'une seule fois, en 1961 après le putsch des généraux à Alger. La situation a été vite rétablie, mais l'article 16 avait été maintenu pendant 5 mois. Pierre Mazeaud, ancien président du Conseil constitutionnel, le juge totalement obsolète.

#### Constitution
Les caractéristiques du mandat et de la fonction présidentiels sont définis par la constitution de la Cinquième République aux articles 5 à 19. La place même de ces articles dans le texte fondamental montre l'importance nouvelle donnée à la fonction.
En application de l'article 19 de la Constitution, les prérogatives du président de la République sont :
- propres, c'est-à-dire dispensées du contreseing ;
- ou partagées, c'est-à-dire soumises au contreseing du Premier ministre et du (des) ministre(s) responsable(s).

#### Prérogatives dispensées du contreseing
- Pouvoirs traditionnels (présents avant 1958) :
  - envers le gouvernement :
    - nomination du Premier ministre (article 8, alinéa 1),
    - acceptation de sa démission (idem) ;

  - envers le Parlement :
    - droit de message aux Assemblées (article 18),
    - dissolution de l'Assemblée nationale (article 12), mais pas du Sénat. Il ne peut dissoudre de nouveau dans l'année qui suit.
- Pouvoirs nouveaux (spécifiques à la Ve) :
  - en période normale :
    - envers le corps électoral :
      - référendum, sur proposition du gouvernement ou proposition conjointe des deux assemblées, relatif à une loi ou à la ratification d'un traité (article 11). Le résultat du référendum lie le président,

    - envers le Conseil constitutionnel :
      - nomination : Nomination de trois membres du Conseil constitutionnel et choix de son président (article 56),
      - saisine :
        - contrôle de constitutionnalité d'un traité (article 54),
        - contrôle de constitutionnalité d'une loi (article 61, alinéa 2). Seules les lois parlementaires sont contrôlées, refus du Conseil de contrôler le contenu des lois référendaires (comme les modifications de la Constitution issues d'un référendum, elles sont l'expression directe de la volonté du corps constituant originaire) ;

  - en période exceptionnelle : en vertu de l'article 16, le président peut prendre :
    - des actes de gouvernement (non contrôlés par le juge),
    - des décisions législative ou règlementaire (avis du Conseil constitutionnel, mais non public).

#### Prérogatives soumises à contreseing
- Pouvoirs internes :
  - envers le gouvernement :
    - nomination et révocation des membres du gouvernement sur proposition du Premier ministre (article 8, alinéa 2),
    - présidence du Conseil des ministres (article 9),
    - signature des ordonnances et des décrets en Conseil des ministres (article 13),
    - pouvoir de nomination aux emplois civils et militaires de l'État, avec un pouvoir règlementaire autonome attribué au Premier ministre (article 13, alinéa 2) ;

  - envers le Parlement :
    - promulgation des lois (article 10, alinéa 1),
    - demande au Parlement une seconde délibération d'une loi ou de certaines de ses dispositions, qui ne peut lui être refusée (article 10, alinéa 2),
    - ouverture et clôture des sessions extraordinaires du Parlement, hors les cas où celui-ci se réunit de plein droit, à la demande du Premier ministre ou de la majorité absolue de l'Assemblée nationale (article 30). C'est une compétence liée,
    - initiative de la révision de la Constitution sur proposition du Premier ministre (article 89). Il a le choix, lorsqu'il ne s'agit pas d'une proposition de loi référendaire (initiative du Parlement) — auquel cas la proposition doit obligatoirement faire l'objet d'un référendum — entre soumettre le projet de loi (initiative du gouvernement) entre le référendum ou le Congrès (rassemblement des deux chambres du Parlement) ;

  - envers l'autorité judiciaire :
    - nomination d'un membre du Conseil supérieur de la magistrature (articles 64 à 66),
    - droit de grâce (article 17). Contrairement à l'amnistie, ce droit ne supprime pas l'infraction, mais diminue ou supprime la peine.

- Pouvoirs externes :
  - diplomatie :

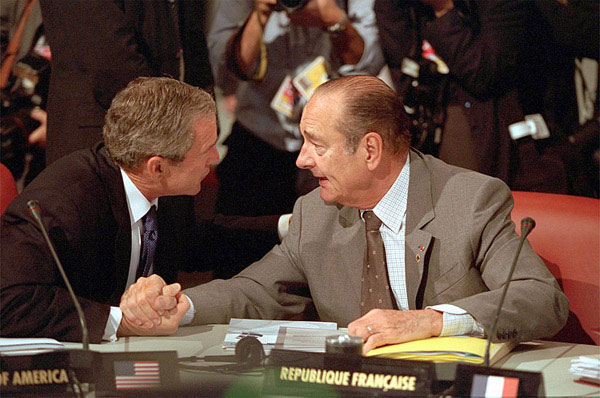
Jacques Chirac en juillet 2001, en compagnie de George W. Bush.

    - chef de la diplomatie : accréditation des diplomates étrangers accrédités auprès de lui (article 14),
    - la loi (parlementaire ou référendaire) autorise la négociation et la ratification des traités par le président ;

  - Défense (article 15) :
    - chef des armées,
    - présidence des Conseils et Comités supérieurs de la Défense nationale.

## Prérogatives spéciales

### En France

#### Prérogatives militaires

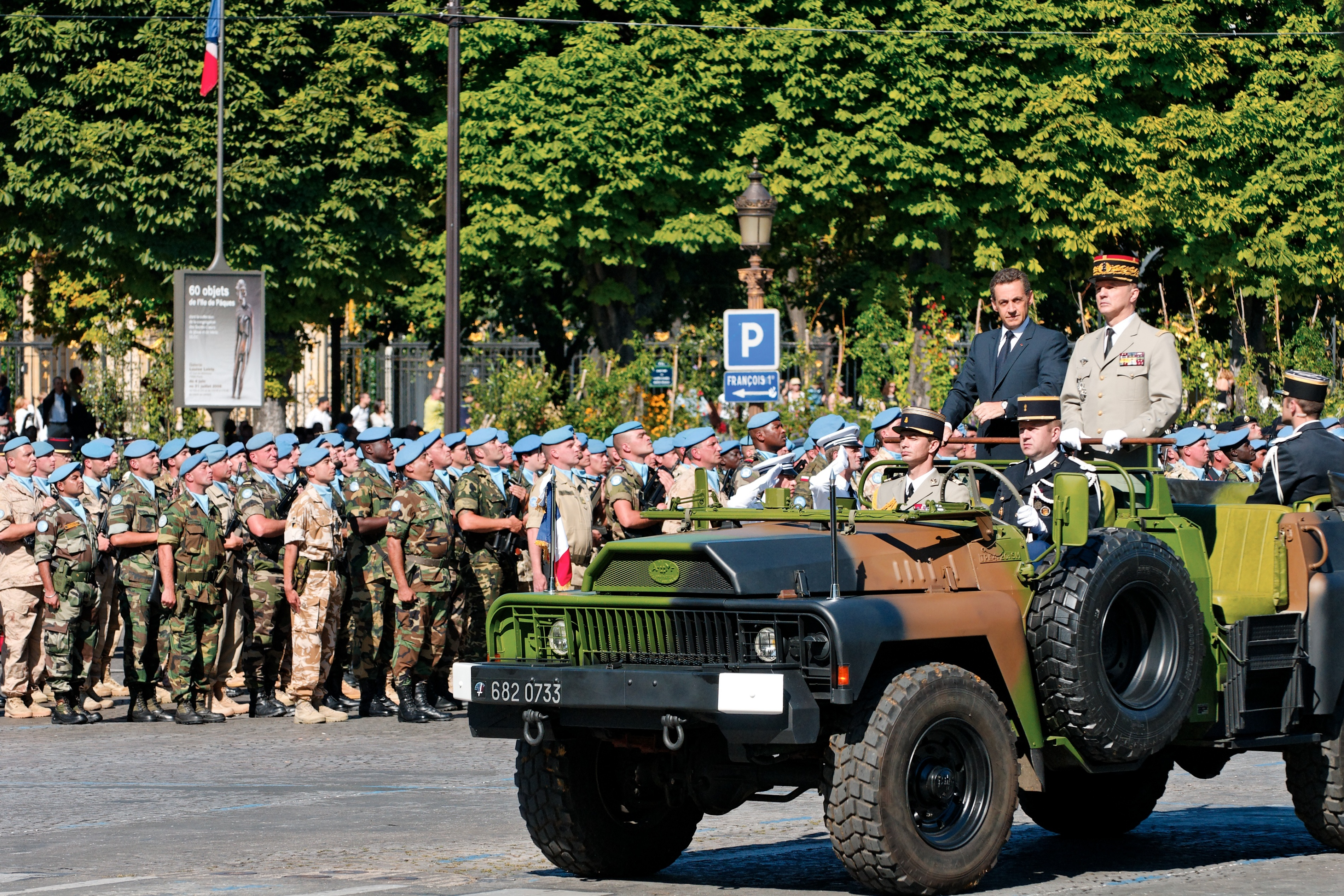
Le président Nicolas Sarkozy et le chef d'État-Major des armées, le général Jean-Louis Georgelin, passant en revue les troupes lors du défilé militaire du 14 Juillet en 2008.

- Le décret du 12 juin 1996 lui fait disposer de l'arme nucléaire stratégique.
- Il ouvre le défilé militaire du 14 Juillet sur les Champs-Élysées en passant en revue des troupes, debout sur un VLRA aux côtés du Chef d'état-major des armées et encadré par la grande escorte à cheval de la Garde républicaine. Les honneurs militaires lui sont ensuite rendus avant qu'il ne rejoigne la tribune d'honneur, adossée à l'obélisque de la Concorde, d'où il assiste, debout toujours, au défilé proprement dit. Il ne quitte la tribune qu'une fois salué par le gouverneur militaire de Paris.
- Il est aussi grand maître de droit de la Légion d'honneur (la plus haute autorité de l'ordre, il reçoit de ce fait le jour de son investiture le grand collier, composé de 16 anneaux en or massif, des mains du grand chancelier de l'ordre) et de l'ordre national du Mérite. À ce titre, il nomme les membres de ces deux ordres.

#### Devoir de mémoire
- Il fixe par décret les dates et le statut des fêtes et jours fériés civils, en application généralement d'une loi mémorielle.
- Il est présent lorsque la flamme de la tombe du Soldat inconnu est ravivée, chaque année le 11 novembre, sous l'Arc de triomphe de l'Étoile à Paris, pour commémorer l'armistice de 1918.

#### Prérogatives et traditions civiles

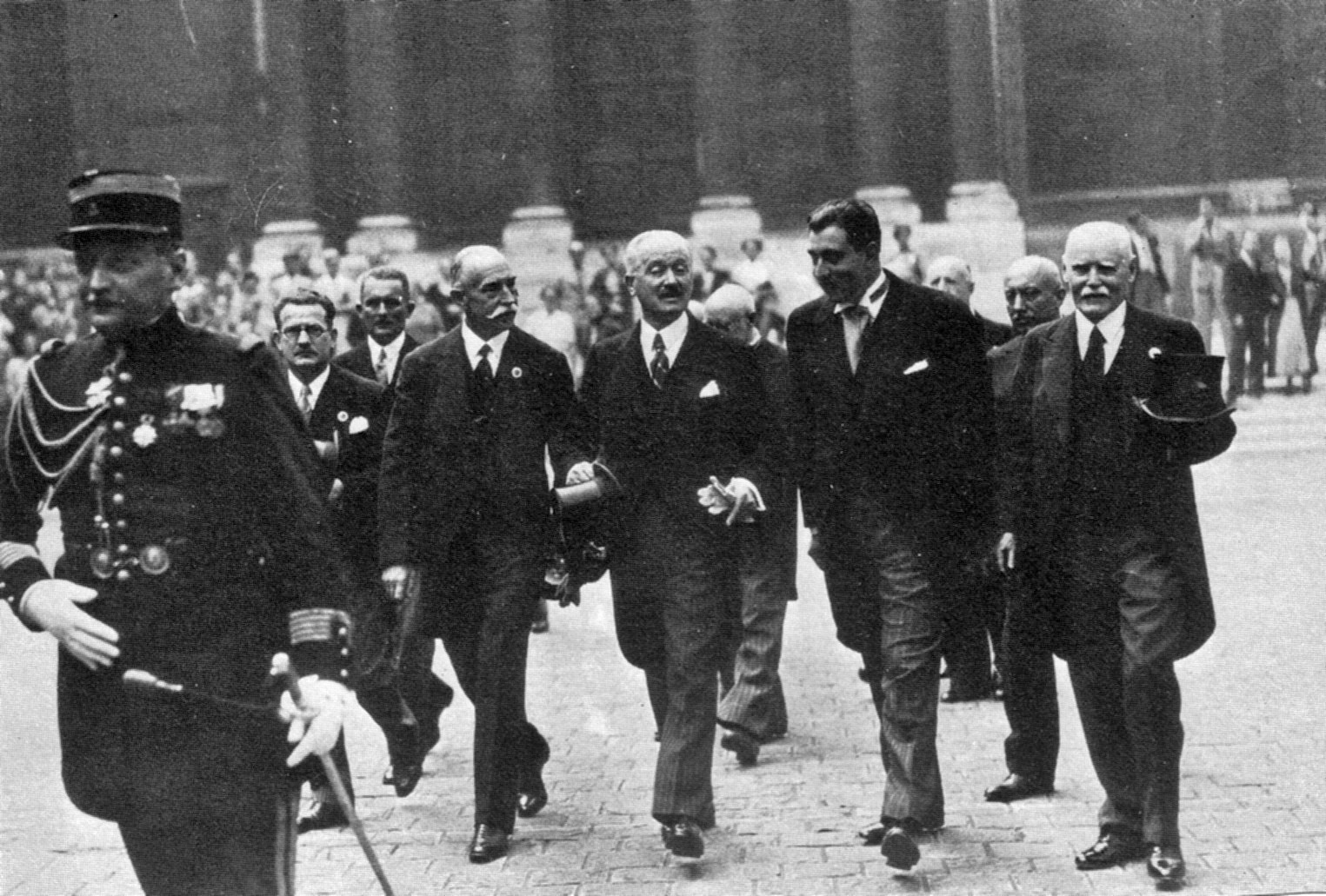
Albert Lebrun, président de 1932 à 1940, le jour de l'inauguration de l'exposition universelle de 1937 à Paris.

Les fonctions officielles du président de la République comprennent un certain nombre de traditions, notamment l'inauguration ou la visite obligée à des salons, foires, expositions ou manifestations nationaux ou internationaux. C'est notamment le cas :
- du Salon international de l'agriculture (à l'exception de Nicolas Sarkozy pour l'inauguration en 2010) qui se tient chaque année depuis 1964 au parc des expositions de la porte de Versailles à Paris dans la première semaine du mois de mars ;
- du Salon du livre de Paris (à l'exception de Nicolas Sarkozy) organisé chaque année depuis 1981 à la fin du mois de mars ou au début de celui d'avril d'abord au Grand Palais puis, depuis 1992, au parc des expositions de la porte de Versailles à Paris ;
- du Salon international de l'aéronautique et de l'espace de Paris-Le Bourget à l'aéroport du Bourget, organisé tous les deux ans (lors des années impaires) dans la troisième semaine de juin et créé en 1909 ;
- du Mondial de l'automobile de Paris (appelé Salon de l'automobile avant 1988) qui se tient tous les deux ans (années paires, depuis 1976, était annuel auparavant) au parc des expositions de la porte de Versailles à Paris (depuis 1962, auparavant au Grand Palais) vers la troisième semaine d'octobre, et existant depuis 1898 ;
- en cas d'organisation par la France d'une exposition universelle, le président français traditionnellement l'inaugure. Le dernier à avoir eu cette occasion fut Albert Lebrun pour l'exposition universelle de 1937 à Paris.

Le président français est chargé également, par tradition, d'ouvrir officiellement, d'assister ou de remettre des prix lors de manifestations sportives :
- depuis Gaston Doumergue le 8 mai 1927, il assiste traditionnellement à la finale et remet le trophée Charles-Simon au capitaine de l'équipe victorieuse de la Coupe de France de football ;
- il proclame l'ouverture officielle des Jeux olympiques qui sont célébrés en France. À ce jour, excepté Émile Loubet (les Jeux de 1900 n'ont pas eu d'ouverture officielle), deux présidents français ont ouvert des Jeux olympiques d'été : Gaston Doumergue pour les Jeux de la VIIIe olympiade - Paris 1924, et Emmanuel Macron[39] pour les Jeux de Paris en 2024. Deux autres ont eu à le faire pour des Jeux olympiques d'hiver : Charles de Gaulle aux Jeux de Grenoble en 1968 et François Mitterrand aux Jeux d'Albertville en 1992 (les Jeux de Chamonix en 1924, premiers Jeux olympiques d'hiver, furent ouverts par Gaston Vidal, sous-secrétaire d'État à l'éducation physique[réf. nécessaire] et non par le président de la République en fonction Alexandre Millerand).

La présidence de la République organise sinon certaines manifestations à dates fixes au palais de l'Élysée :
- la garden-party de l'Élysée, organisée dans le parc du palais tous les 14 Juillet (après le défilé et l'allocution présidentielle) depuis 1978 (créée alors par Valéry Giscard d'Estaing) (supprimée pour l'année 2010 par Nicolas Sarkozy pour cause d'austérité). Y participent les membres du gouvernement et des personnalités de tous ordres invités par le chef de l'État, dont certaines peuvent, selon les occasions, être mises plus ou moins à l'honneur (l'équipe de France championne du monde en 1998, Íngrid Betancourt après sa libération en 2008, entre autres) ;
- l'arbre de Noël de l'Élysée, initié par Cécile Carnot, épouse du président Sadi Carnot, en 1889, est l'occasion pour le président de la République et/ou éventuellement son épouse de distribuer des cadeaux à quelques centaines d'enfants (ceux des collaborateurs de la présidence de la République ainsi que des enfants handicapés ou en situation sociale difficile) réunis autour d'un arbre de Noël installé dans la salle des fêtes du palais.

#### Titres et privilèges religieux
Le président de la République hérite de plusieurs titres et privilèges honorifiques des rois de France, honneurs qu'il peut refuser pour manifester qu'il est le garant de la laïcité et de la neutralité religieuse :
- il est « premier et unique chanoine honoraire » de la basilique Saint-Jean-de-Latran[41],[42]. Ce titre remonte au roi Louis XI[41], en 1482[42] ;
- il est proto-chanoine de la cathédrale Notre-Dame d'Embrun[41],[42]. Ce titre a été donné, la première fois, au roi Louis XIII[42], en 1629. Il est automatiquement attribué au chef de l'État, mais il lui faut cependant venir prendre possession de sa stalle pour que sa distinction soit effective. La distinction n'apporte aucun avantage particulier, excepté une médaille. Les deux derniers présidents en date à être venus réclamer ce titre furent Charles de Gaulle et Nicolas Sarkozy ;
- il est proto-chanoine de la basilique Notre-Dame de Cléry[41],[42]. Ce titre a été concédé au roi Louis XI par le pape Sixte IV[42]. Il comporte, outre le droit de siéger dans le chœur, ceux de porter le surplis, la chape et l'aumusse[42] ;
- il est chanoine honoraire de la cathédrale Saint Jean-Baptiste de Saint-Jean-de-Maurienne, depuis François Ier, qui exigea ce privilège, issu des ducs de Savoie, lors de son invasion de la Savoie en 1536. François Ier fut reconnu officiellement chanoine de Maurienne en 1537.

Le président de la République est également chanoine honoraire des cathédrales Saint-Julien du Mans, Saint-Maurice d'Angers, Saint-Jean de Lyon, Saint-Étienne de Cahors et Saint-Étienne de Châlons ainsi que des églises Saint-Hilaire de Poitiers, Saint-Martin de Tours et Saint-Germain-des-Prés, à Paris,. Le titre honorifique de chanoine permettait au roi de France d'y exercer son droit de joyeuse entrée : quand le roi de France entrait, pour la première fois, dans ces églises, il pouvait remettre le surplis et l'aumusse à un clerc qui acquérait ainsi une expectative sur la première prébende à vaquer. Toutefois, aucun président de la République n'est jamais allé recevoir les insignes de chanoine dans ces établissements, et aucun non plus n'a nommé de remplaçants au sein du chapitre.
À deux reprises depuis 2010, des députés ont proposé de réviser l'article 5 de la Constitution afin d'y ajouter des dispositions tendant à interdire au président de la République d'être le récipiendaire d'un titre religieux.
Les souverains français avaient le privilège, reconnu par la papauté, à l'instar de leurs homologues espagnols, italiens et portugais, d'imposer la barrette au nonce apostolique, si celui-ci est cardinal, représentant le Saint-Siège dans le pays. Et les présidents de la République continuèrent cette pratique jusqu'en 1953, le dernier à en user étant alors Vincent Auriol qui imposa la barrette cardinalice au nonce Angelo Giuseppe Roncalli (futur pape Jean XXIII) le 15 janvier 1953. Il semble toutefois que le fait que le pape remette désormais lui-même la barrette aux cardinaux lors d'un consistoire public ait fait tomber en désuétude ce privilège : François Mitterrand n'avait ainsi pas remis la barrette au cardinal Angelo Felici, dernier nonce à Paris créé cardinal en fonction.
Depuis 1918, le président de la République nomme les archevêques de Strasbourg et les évêques de Metz. Il est le « dernier et unique chef d'État » à jouir d'un telle prérogative et à continuer à l'exercer. En effet, les quatre autres derniers pays dont le chef État jouissait de la prérogative de nommer des évêques — Haïti, le Pérou, Monaco et l'Espagne — y ont tous renoncé, à savoir : l'Espagne en 1976, le Pérou en 1980, Monaco en 1981 et, enfin, Haïti en 1984. Il tient cette prérogative du concordat hérité de l'Empire allemand et toujours en vigueur en Alsace-Moselle.

#### Autres privilèges et titres hérités de l'Ancien Régime
- Il est vice-roi de l'île des Faisans, petite île fluviale située sur la Bidassoa, sur la frontière franco-espagnole, ayant le statut de lde condominium et est administrée alternativement par la France et l'Espagne.
- Il est protecteur de l'Académie française. À ce titre, il reçoit tout nouvel académicien, cette audience valant approbation de son élection. Le chef de l'État peut par ailleurs s'opposer au choix des Immortels[56].
- Il peut organiser des chasses présidentielles dans les domaines de Chambord, Marly-le-Roi ou Rambouillet. Le 28 juin 2010, Nicolas Sarkozy décide « de mettre un terme aux chasses présidentielles, qui seront remplacées par de simples battues de régulation, nécessaires aux équilibres naturels, et qui seront confiées à la gestion du ministre de l’agriculture »[57]. En 2017, Emmanuel Macron envisage le rétablissement de cet « élément d'attractivité » symbole de « la culture française »[55].

### Hors de France

Blason de la principauté d'Andorre.

En vertu de l'article 43, alinéa 2, de la constitution de la principauté d'Andorre du 4 mai 1993, le président de la République française est coprince d'Andorre, avec l'évêque d'Urgell. La constitution andorrane perpétue une tradition qui remonte à 1133, année où les droits du comte d'Urgell sur les paroisses des vallées d'Andorre passèrent à l'évêque sous réserve qu'il en partage certains avec la famille Caboet. Le mariage d'une fille de celle-ci avec un comte de Foix ouvrit une période de conflit qui ne s'acheva qu'avec la signature deux paréages : le premier, le 8 septembre 1278 ; le second, après confirmation par le pape Martin V, le 6 décembre 1288. Les droits du comte de Foix passèrent, par héritage, aux rois de Navarre. Après l'accession d'Henri IV au trône de France, le roi Louis XIII les incorpora au domaine royal par un édit, donné à Pau le 19 octobre 1620. Disposant en théorie de larges prérogatives, les présidents français se contentent d'un rôle protocolaire, se rendant en principauté au moins une fois au cours de leur mandat pour une « tournée des paroisses ».

### En tant qu'ancien président
Les anciens présidents de la République sont membres de droit du Conseil constitutionnel, en plus des neuf membres nommés. Ils ne prêtent pas serment mais restent soumis aux mêmes obligations que les autres juges (devoir de réserve, interdiction d'exercer un autre mandat). Cette disposition était conçue pour soutenir les anciens présidents Vincent Auriol et René Coty dans un rôle presque honorifique. Cependant, au fil des réformes, le Conseil constitutionnel avec la décision Liberté d'association, la saisine étendue et la QPC voit ses prérogatives renforcées et plusieurs juristes indiquent qu'un ancien président peut être juge et partie dans plusieurs procédures qui concernent des lois déjà promulguées, d'où les demandes constantes depuis les années 1990 pour abroger ce dispositif considéré comme anachronique.
Les anciens présidents de la République prennent rang, dans les cérémonies officielles, après le président de l'Assemblée nationale, mais devant les membres du gouvernement autres que le Premier ministre.
Les anciens présidents de la République ont droit à un passeport diplomatique de courtoisie.
Les anciens présidents de la République touchent une pension annuelle d'un montant égal à celui du traitement indiciaire brut d'un conseiller d'État en service ordinaire. La moitié de cette dotation est réversible sur la tête de la veuve ou, en cas de décès, sur la tête des enfants jusqu'à leur majorité.
Depuis une décision du Premier ministre en date du 8 janvier 1985, et après proposition en 1981 par Michel Charasse, conseiller du président François Mitterrand, pour régler le cas de l'ancien président, les anciens présidents de la République peuvent se voir affecter un appartement ou un bureau, ou un appartement faisant office de bureau, un secrétariat, et jouissent d'autres avantages en nature. Ces facilités n'ont aucune base statutaire ou réglementaire et ne sont rendues publiques qu'en 2007. En 2008, lors de l'examen du projet de loi de modernisation des institutions de la Ve République, il a été proposé de fournir un véritable statut juridique aux anciens présidents de la République, mais cette proposition n'a pas été adoptée,. Le fondement juridique de ce statut est contesté par Anticor auprès du Conseil d'État, mais la requête est rejetée le 14 septembre 2016.
En 2016, ce soutien matériel est réduit à sept collaborateurs permanents et deux agents de service les cinq premières années et trois collaborateurs permanents et un agent de service par la suite. Pour les anciens présidents de la République investis avant le 15 mai 2012, le délai de cinq années court à compter de 2016,.
À ce jour, les anciens présidents de la Cinquième République encore vivants sont Nicolas Sarkozy et François Hollande, dans l'ordre de leur élection.

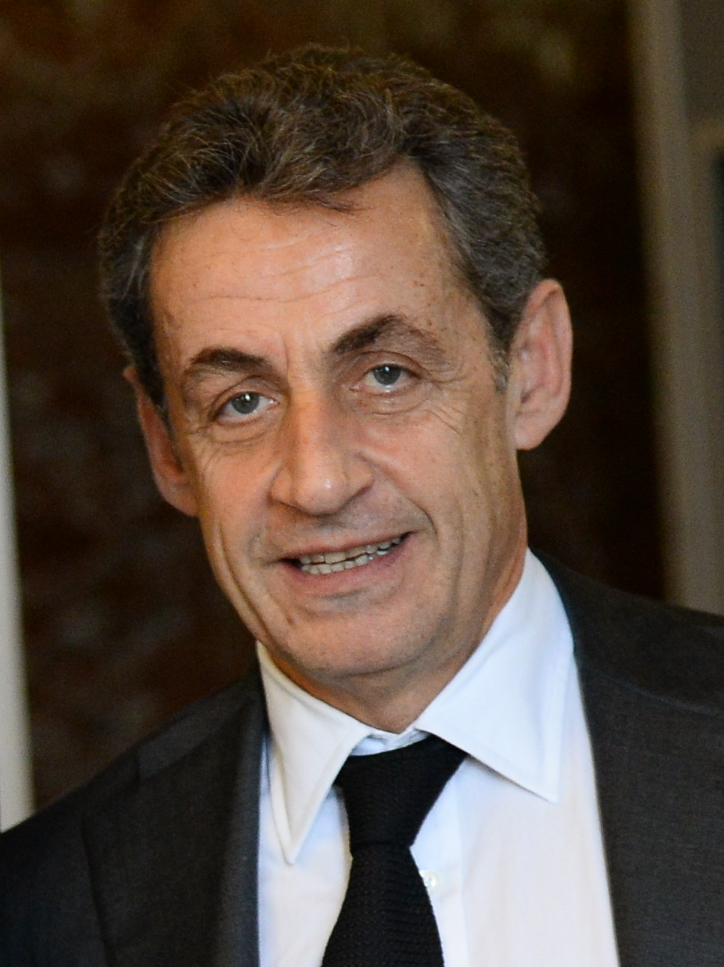
Nicolas Sarkozy (2007-2012) 28 janvier 1955 (70 ans)
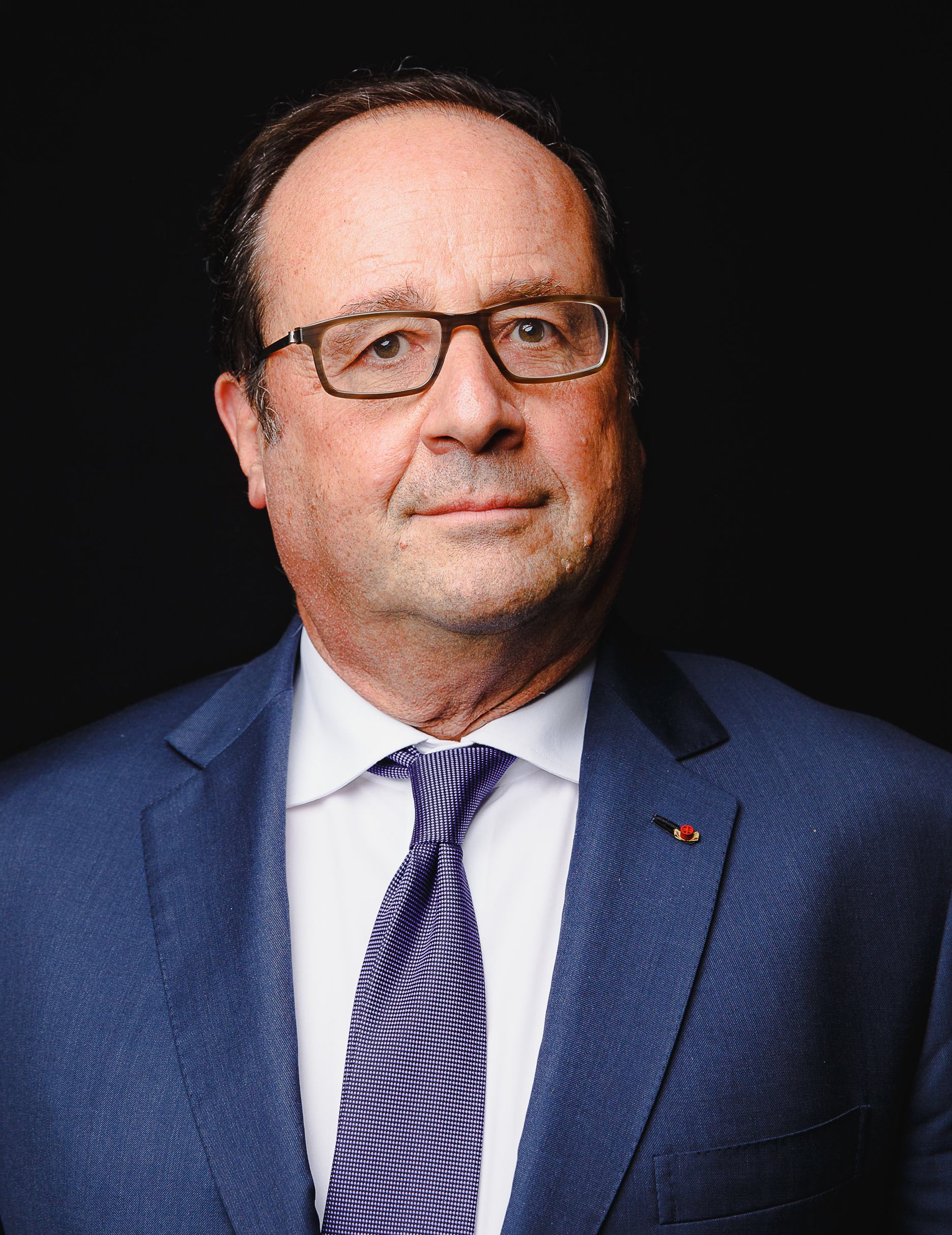
François Hollande (2012-2017) 12 août 1954 (71 ans)

## Organisation de la présidence de la République

### Éligibilité
Chaque candidat doit satisfaire plusieurs conditions :
- être de nationalité française et ne pas être privé de ses droits civiques concernant l'éligibilité ;
- avoir au minimum 18 ans ;
- être inscrit sur une liste électorale ;
- avoir établi une déclaration de situation patrimoniale ;
- posséder un compte bancaire de campagne ;
- recueillir 500 « parrainages » de parlementaires ou d'élus locaux : ces parrainages doivent provenir d'au moins trente départements ou collectivités d'outre-mer différents et pas plus d'un dixième des élus signataires ne doit provenir du même département ou de la même collectivité d'outre-mer. En 2017, la période de réception des parrainages allait du 25 février au 17 mars[69]. La loi organique du 25 avril 2016 de modernisation de diverses règles applicables à l'élection présidentielle impose la publication de l'ensemble des noms, au lieu de 500 tirés au sort comme c'était le cas antérieurement[70]. Ils doivent être envoyés directement au Conseil constitutionnel, par voie postale, qui les publie au fur et à mesure sur le site mis en place pour cette élection.

### Investiture

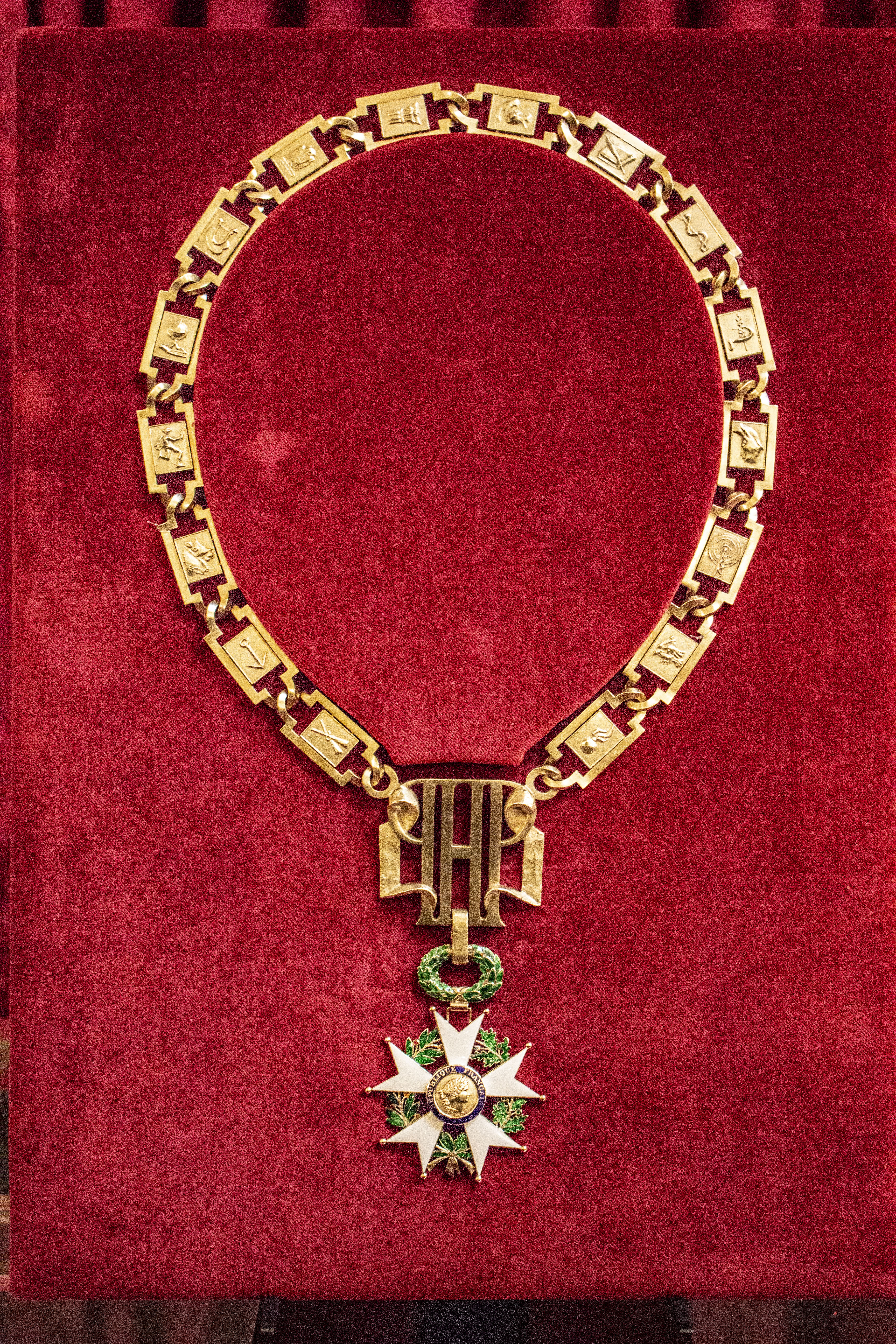
Grand collier de la Légion d'honneur.

L'investiture du président a lieu traditionnellement au palais de l'Élysée à la date officielle de la fin du mandat précédent (soit sept puis cinq ans après la précédente investiture) ou, s'il y a vacance de la fonction (en cas de décès ou de démission), le plus tôt possible (un ou quelques jours) après la publication au Journal officiel par le Conseil constitutionnel des résultats de l'élection présidentielle (cette proclamation a lieu le dixième jour après le scrutin). Sous les IIIe et IVe Républiques, le président élu à la suite d'une vacance entrait immédiatement en fonction le jour même de son élection par les deux chambres du Parlement.
Elle comprend plusieurs temps forts :
- la passation de pouvoir entre le sortant (ou président par intérim) et le président élu : elle donne lieu surtout à un entretien privé. Les codes d'accès à la frappe nucléaire ne sont pas transmis lors de cet entretien, mais quelques jours après l'élection par des dirigeants militaires, contrairement à une idée répandue[71]. Jusqu'en 1974 (inclus), le président sortant ou intérimaire restait jusqu'à la fin de la cérémonie et, jusqu'à 1959 (inclus), livrait également une allocution répondant à celle de son successeur. Depuis 1981, le nouveau locataire de l'Élysée raccompagne son prédécesseur jusqu'à la cour d'honneur pour qu'il quitte définitivement le palais ;
- la cérémonie à proprement parler dont le lieu a beaucoup varié sous les IIIe et IVe Républiques, mais s'est fixé sous la Ve dans la salle des fêtes du palais. S'y succèdent :
  - la proclamation officielle des résultats de l'élection présidentielle par le président du Conseil constitutionnel, point de départ officiel du nouveau mandat entériné par un procès-verbal signé par le nouveau titulaire de la charge,
  - la présentation par le grand chancelier de la Légion d'honneur du grand collier de grand maître de l'ordre de la Légion d'honneur (composé de seize anneaux en or massif) posé sur un coussin de velours rouge. Jusqu'en 1969 (inclus), le président ceignait le grand collier. Depuis l'investiture de Valéry Giscard d'Estaing en 1974, il se le fait juste présenter, tandis qu'une salve de 21 coups de canon est tirée de l'esplanade des Invalides,
  - l'allocution d'investiture,
  - la présentation par le chef du protocole de chacune des personnalités invitées (corps constitués, doyen du corps diplomatique, invités personnels) ;
- les honneurs militaires sont rendus dans le parc de l'Élysée par la Garde républicaine et un détachement des trois armées au nouveau président ;
- dans l'après-midi, le nouveau président quitte ensuite l'Élysée dans une voiture d'apparat pour aller rendre hommage aux morts pour la France sur la tombe du Soldat inconnu sous l'arc de triomphe de l'Étoile. Dans les jours qui suivent il se rend à l'hôtel de ville de Paris. Il peut également décider de rendre des hommages plus personnels, à l'instar de François Mitterrand à Victor Schœlcher, Jean Jaurès et Jean Moulin au Panthéon, ou de Nicolas Sarkozy à Georges Clemenceau, au général de Gaulle et aux fusillés de la cascade du bois de Boulogne.

### Collaborateurs

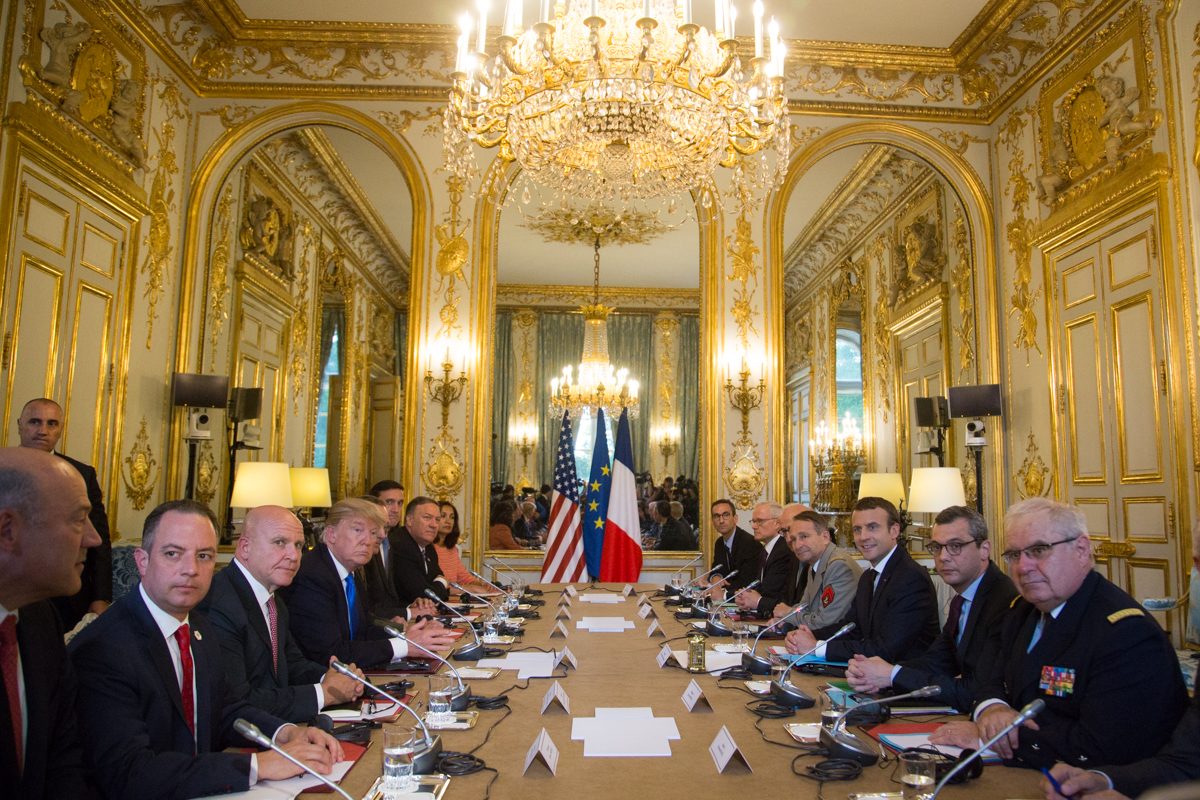
Alexis Kohler, secrétaire général et Bernard Rogel, chef d'état-major particulier, à la gauche du président Emmanuel Macron, lors d'une rencontre Emmanuel Macron - Donald Trump le 13 juillet 2017.

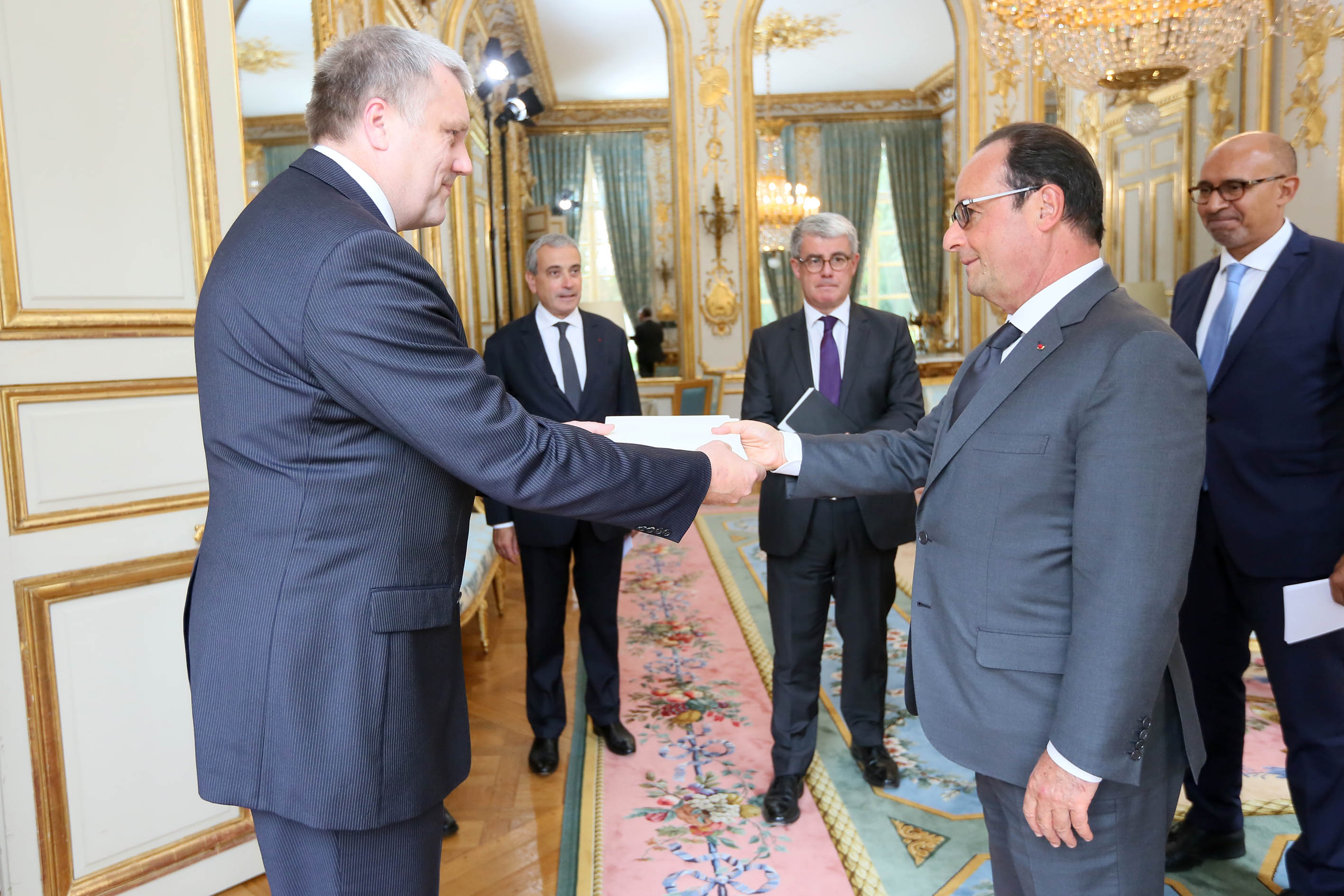
L'ambassadeur d'Estonie Alar Streimann remet ses lettres de créance à François Hollande le 8 septembre 2015. Au second plan : Jacques Audibert, conseiller et sherpa et Harlem Désir.

Aucune règle de droit ne définit le rôle des collaborateurs du président. En 2020, le site de la présidence en fait la liste suivante, sans indiquer de hiérarchie plus précise
- cabinet du président de la République :
  - secrétaire général,
  - directeur de cabinet,
  - conseiller diplomatique, sherpa G20, sherpa G7,
  - secrétaire général adjoint,
  - conseillers spéciaux,
- état-major particulier du président de la République ;
- coordination nationale du renseignement et de la lutte contre le terrorisme.

Les conseillers sont regroupés en plusieurs pôles de la manière suivante :
- secrétaire général
  - conseillers pôle diplomatique
    - chef du protocole

  - conseillers pôle politique
  - conseillers pôle politiques publiques
  - conseillers pôle communication
  - directeur de cabinet
    - conseillers pôle régalien
    - chef de cabinet

La présidence de la République, c'est-à-dire l'ensemble des collaborateurs du président de la République, est souvent désignée, par métonymie, sous le terme de « l'Élysée » ou « le Château ».

### Services et budget

#### Services
Depuis le 1er avril 2019, les services de la présidence sont organisés en quatre directions et deux services. Il existait auparavant une quinzaine de services.
- directeur de cabinet
  - service des décorations
  - directeur adjoint de cabinet, directeur général des services
    - direction des opérations
    - direction des ressources et de la modernisation
    - direction de la communication

  - direction de la sécurité
    - commandement militaire de la présidence de la République
    - groupe de sécurité de la présidence de la République

Le service des décorations « recueille tous les courriers de citoyens proposant une personne à l'admission ou à l'avancement dans » l'ordre de la Légion d'honneur ou l'ordre national du Mérite (le président de la République est chargé d'admettre ou d'avancer des citoyens dans ces deux ordres, le premier ayant été créé en 1802 par Napoléon Bonaparte, le second en 1963 par Charles de Gaulle).
La direction des opérations organise les réceptions, les déplacements et assure le secrétariat. En particulier, le service de la correspondance présidentielle, sous l'autorité du chef de cabinet, assure la réponse à une grande partie des courriers adressés au chef de l'État. N'importe quel citoyen peut envoyer une lettre au président ; l'Élysée en reçoit ainsi entre 1500 et 2000 par jour. La correspondance présidentielle se situe dans des locaux décentralisés, au sein du palais de l'Alma, dans le 7e arrondissement de Paris. Ses salariés sont des fonctionnaires détachés de différents ministères.
La direction des ressources et de la modernisation assure la conservation du patrimoine et des archives, ainsi que la disponibilité des systèmes d’information et des moyens numériques.

#### Budget
Le budget de la présidence de la République est déterminé chaque année par la Loi organique relative aux lois de finances, et ce depuis sa création. Si le budget de l’Élysée a longtemps été éclaté entre le budget officiel, les budgets des ministères et les fonds spéciaux, le budget a été consolidé sous la présidence de Nicolas Sarkozy.
Les dépenses en 2019 s'élèvent à 105 millions d'euros. La dotation du budget de l'État (103 millions) constitue l'essentiel des recettes. Au 31 décembre 2019, la présidence dispose d'un effectif physique de 779 agents, dont 287 à la direction de la sécurité, 200 à la direction des opérations et 95 au cabinet.

### Indemnités et transparence du patrimoine
Les indemnités du président de la République était de 7 084 euros net par mois, jusqu'en 2007. De 2007 à 2012, sous la présidence de Nicolas Sarkozy, l'indemnité mensuelle nette est de 19 331 €. La « dotation » annuelle du président de la République était, en 2007, fixée à 101 488 € dans le projet de loi. Le 17 mai 2012, lors du premier Conseil des ministres, le tout nouveau président de la République, François Hollande, baisse son salaire de 30 %, le ramenant à 14 910 € bruts mensuels. Cette mesure s'applique également au Premier ministre (14 910 €) et aux 34 ministres (9 940 €), c'était une promesse de campagne de François Hollande. La baisse est en premier lieu définie dans la loi rectificatrice des finances 2012. Cependant le Conseil constitutionnel invalide cette mesure lors de sa décision datée du 9 août 2012. Il faudra attendre le 23 août 2012 pour que François Hollande publie un décret indiquant la mise en place de la mesure pour réduire le salaire du président de la République à 14 910 € nets par mois.
Depuis 2007, la rémunération du président de la République, comme celle du Premier ministre, se compose d'un traitement, d'une indemnité de résidence de 3 % en sus du traitement, et d'une indemnité de fonction de 25 % en sus du traitement et de l'indemnité de résidence. Ces rémunérations sont définies comme étant de 50 % plus élevées que la plus élevée des rémunérations des membres du gouvernement en dehors du Premier ministre. Les membres du gouvernement les mieux rémunérés sont les ministres, dont le traitement est fixé au double de la moyenne du plus haut et du plus bas traitement hors échelle de la Fonction publique. En utilisant la grille de rémunération « hors échelle » de 2017, cela donne une rémunération mensuelle globale de 15 140 €. Le traitement et l'indemnité de résidence sont soumis à l'impôt sur le revenu.
À compter de 1988, les candidats à l'élection présidentielle doivent adresser au Conseil constitutionnel une déclaration de patrimoine ainsi que l'engagement, en cas d'élection, de déposer à l'expiration du mandat une nouvelle déclaration. La déclaration du candidat élu est la seule publiée. À compter de 2013 et les lois relatives à la transparence de la vie publique, la déclaration de chaque candidat est transmise à la Haute Autorité pour la transparence de la vie publique et rendue publique au moins quinze jours avant le premier tour. À compter de 2017 et les lois pour la confiance dans la vie politique, une déclaration d'intérêts et d'activités est également obligatoire.
- de François Mitterrand en 1988, en 1995 ;
- de Jacques Chirac en 1995, en 2002, en 2002, en 2007 ;
- de Nicolas Sarkozy en 2007, en 2012 ;
- de François Hollande en 2012, en 2017 ;
- d'Emmanuel Macron en 2017, en 2021, en 2022.

### Résidences

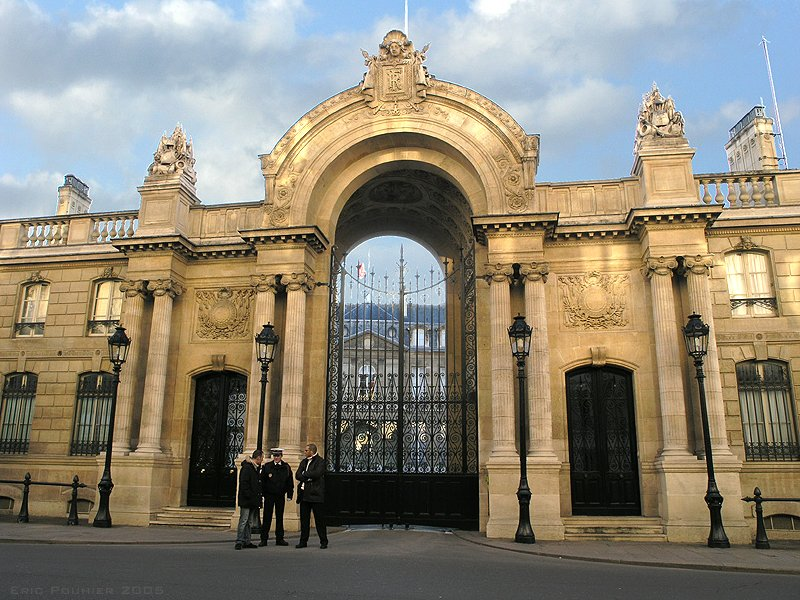
Le palais de l'Élysée, vu depuis le portail.

La résidence officielle et bureau du président est le palais de l'Élysée, à Paris, un hôtel particulier parisien, situé au no 55 rue du Faubourg-Saint-Honoré, dans le 8e arrondissement.

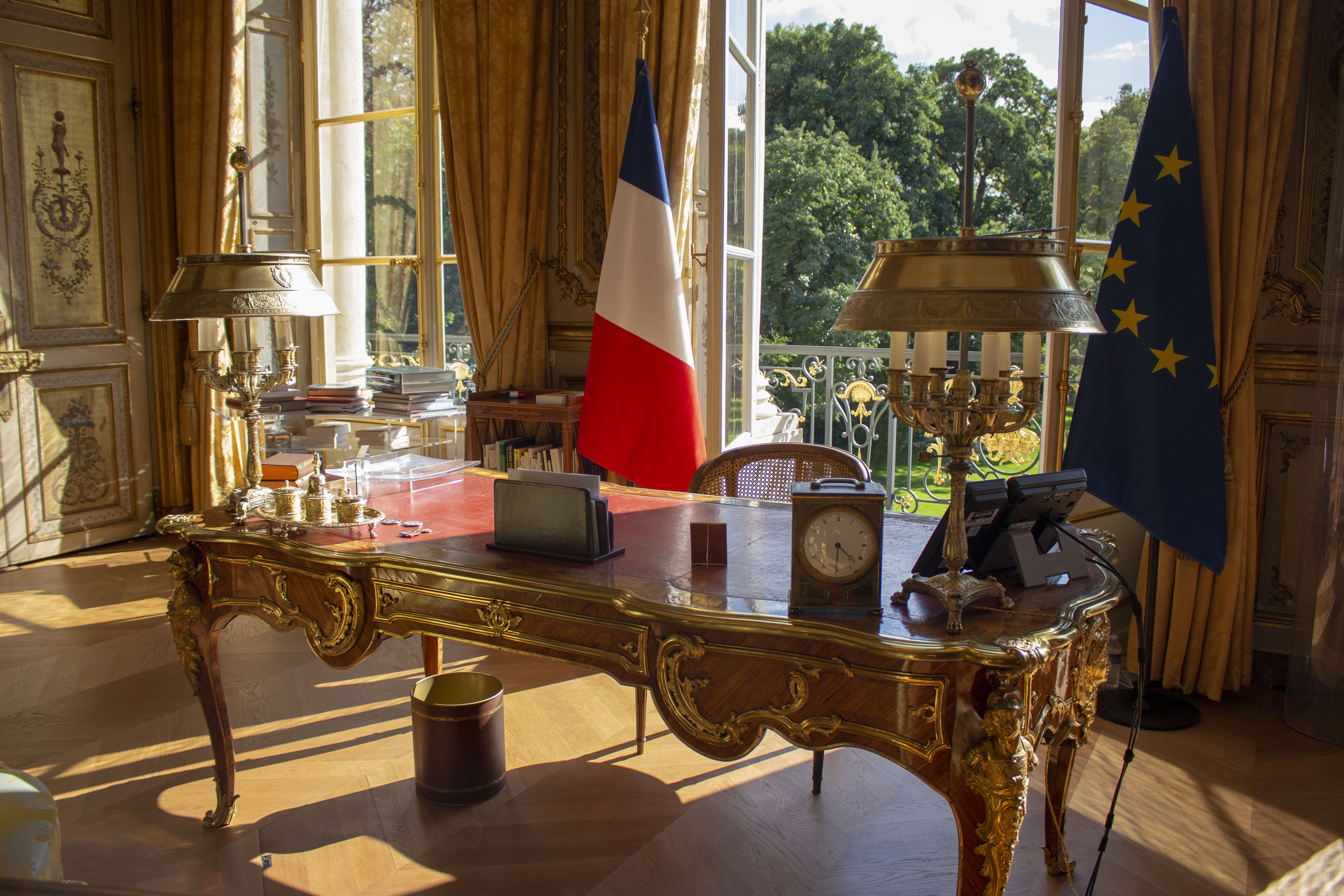
Le salon doré, bureau officiel du président de la République depuis Charles de Gaulle, sauf pour Valéry Giscard d'Estaing et Emmanuel Macron.

La tradition est inaugurée par la IIe République : l'article 62 de la Constitution du 4 novembre 1848 prévoyant que le président « est logé aux frais de la République », la loi du 12 décembre 1848 lui affecte le palais de l'Élysée,. L'Élysée reste la résidence officielle du président jusqu'au 2 janvier 1852. Sous la IIIe République, le président de la République réside d'abord à l'hôtel de préfecture de Versailles. L'Élysée lui est affecté par la loi de finances du 29 décembre 1873, grâce à un amendement de Charles Lambert de Sainte-Croix. Il devient le siège de la présidence de la République avec la loi du 22 juillet 1879.
Par ellipse, « l'Élysée » désigne le palais ; et, par métonymie, la présidence de la République elle-même,.
Parmi les autres résidences présidentielles, on compte :
- le fort de Brégançon, dans le Sud de la France sur la côte varoise, actuel lieu de villégiature officiel ;
- l'hôtel de Marigny, à côté du palais de l'Élysée, lieu d'accueil des représentants étrangers ;
- le pavillon de La Lanterne (depuis mai 2007).

En 2009, Marly-le-Roi et Rambouillet furent confiées au ministère de la Culture, et Souzy-la-Briche pourrait être louée.
Depuis 2012, Le domaine de Souzy-la-Briche, dans l'Essonne, une simple résidence privée, est affectée au Premier ministre en raison du changement d'affectation du pavillon de La Lanterne, qui a eu lieu en 2007.

### Moyens de transport

#### Le parc automobile

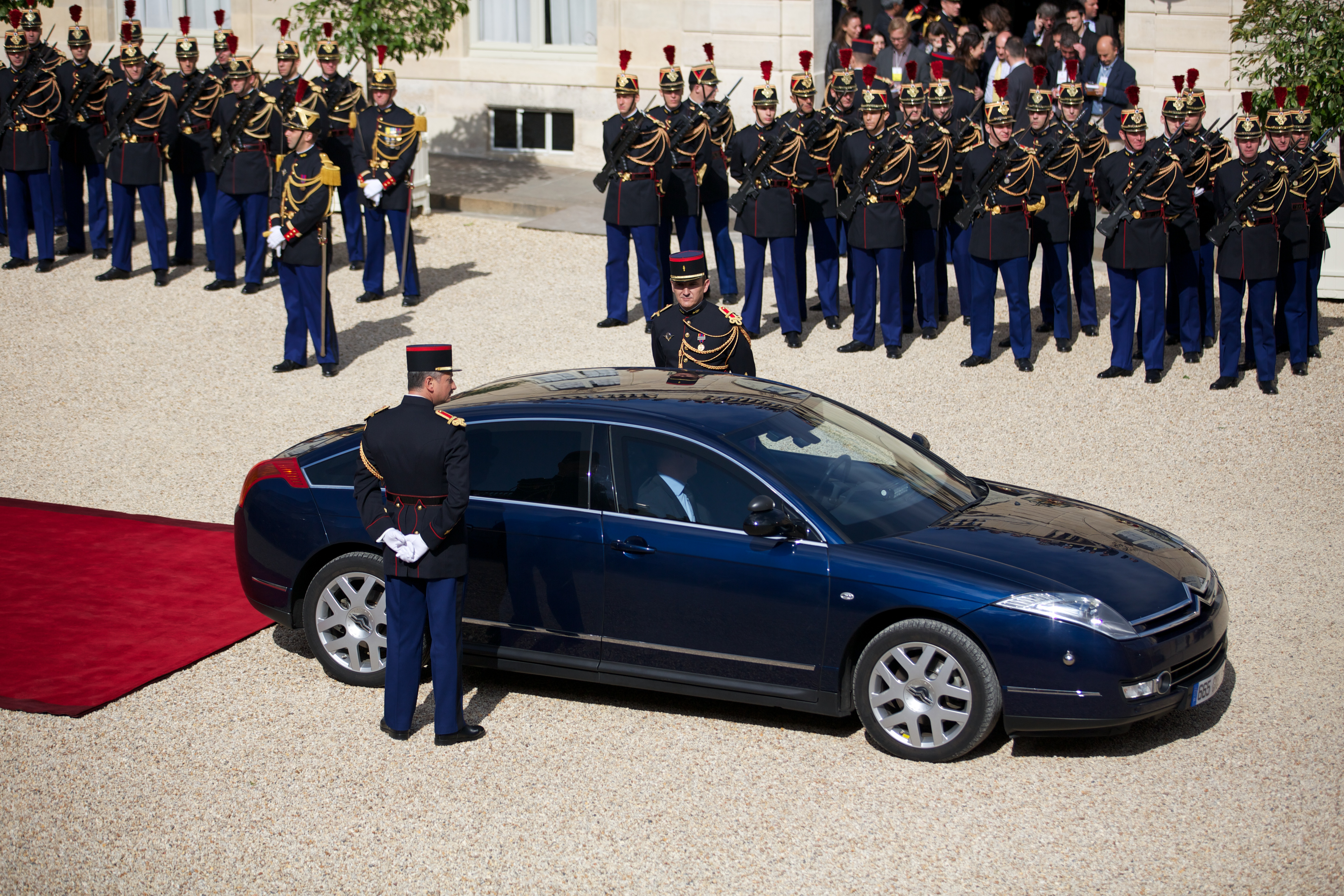
La Citroën C6 utilisée dans le parc automobile de la présidence de la République de 2005 à 2016.

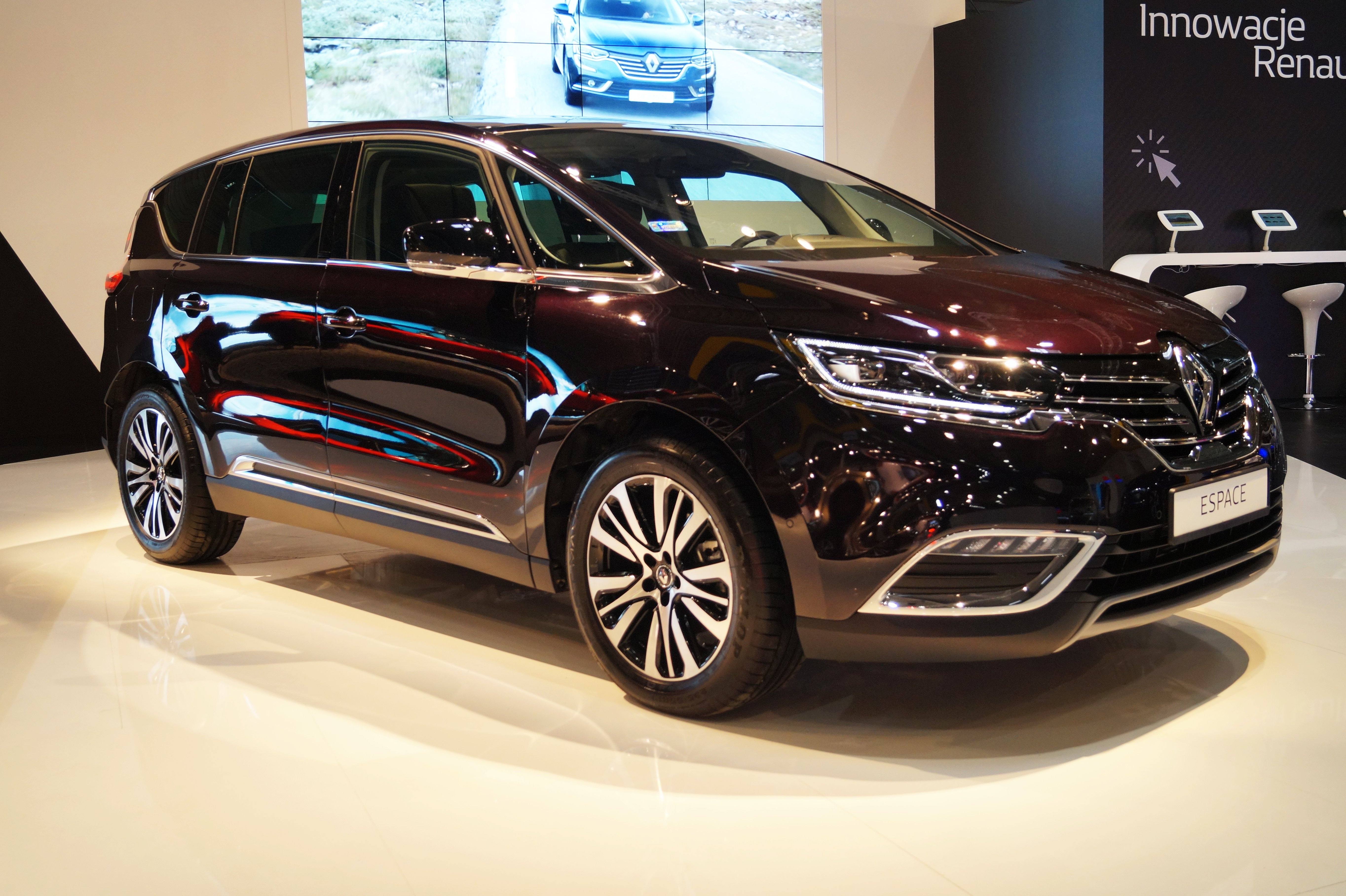
La Renault Espace V utilisée dans le parc automobile de la présidence de la République depuis 2017.

L'automobile est l'un des premiers moyens de transport utilisé par le président de la République, mais aussi ses collaborateurs. Le premier président à s'être déplacé en voiture motorisée fut Émile Loubet pour inaugurer l'Exposition universelle de 1900, tandis que l'automobile ne devient le moyen de locomotion officiel qu'en 1925.
La gestion du parc automobile de la présidence de la République est confiée au service automobile du commandement militaire de l'Élysée. Les véhicules sont entretenus par un atelier propre à la présidence de la République, qui supporte normalement à elle-seule les frais de vignette (jusqu'à leur disparition) et d'assurances.
Les véhicules comprennent :
- des véhicules de tourisme affectés au président, à certains membres de son entourage (notamment le secrétaire général de l'Élysée) et au Conseil supérieur de la magistrature ;
- des monospaces, pour des navettes et déplacements fonctionnels ;
- des véhicules utilitaires.

Le parc automobile est assez régulièrement renouvelé, les véhicules étant en règle générale vendus au bout de 4 ou 5 ans (ou d'un kilométrage d'environ 90 000 km), et le fruit de leur vente réintègre les caisses de la présidence.
En 2003, le parc automobile de l'Élysée comportait 53 véhicules dont deux SM (achetées en 1972 sous Georges Pompidou), une C6, sept 607, sept Vel Satis, trois Espace.
En 2005, le parc automobile comportait 61 véhicules et 7 scooters, conduit par 44 chauffeurs dont deux pour les véhicules d'apparat spécialement réservés aux déplacements du président de la République (une C6 et une Vel Satis).
De plus, le président en déplacement se voit doté d'un véhicule fourni soit par la préfecture du département où il s'est rendu, soit par l'ambassade ou le consulat de France dans le pays qu'il visite.

##### Voitures présidentielles

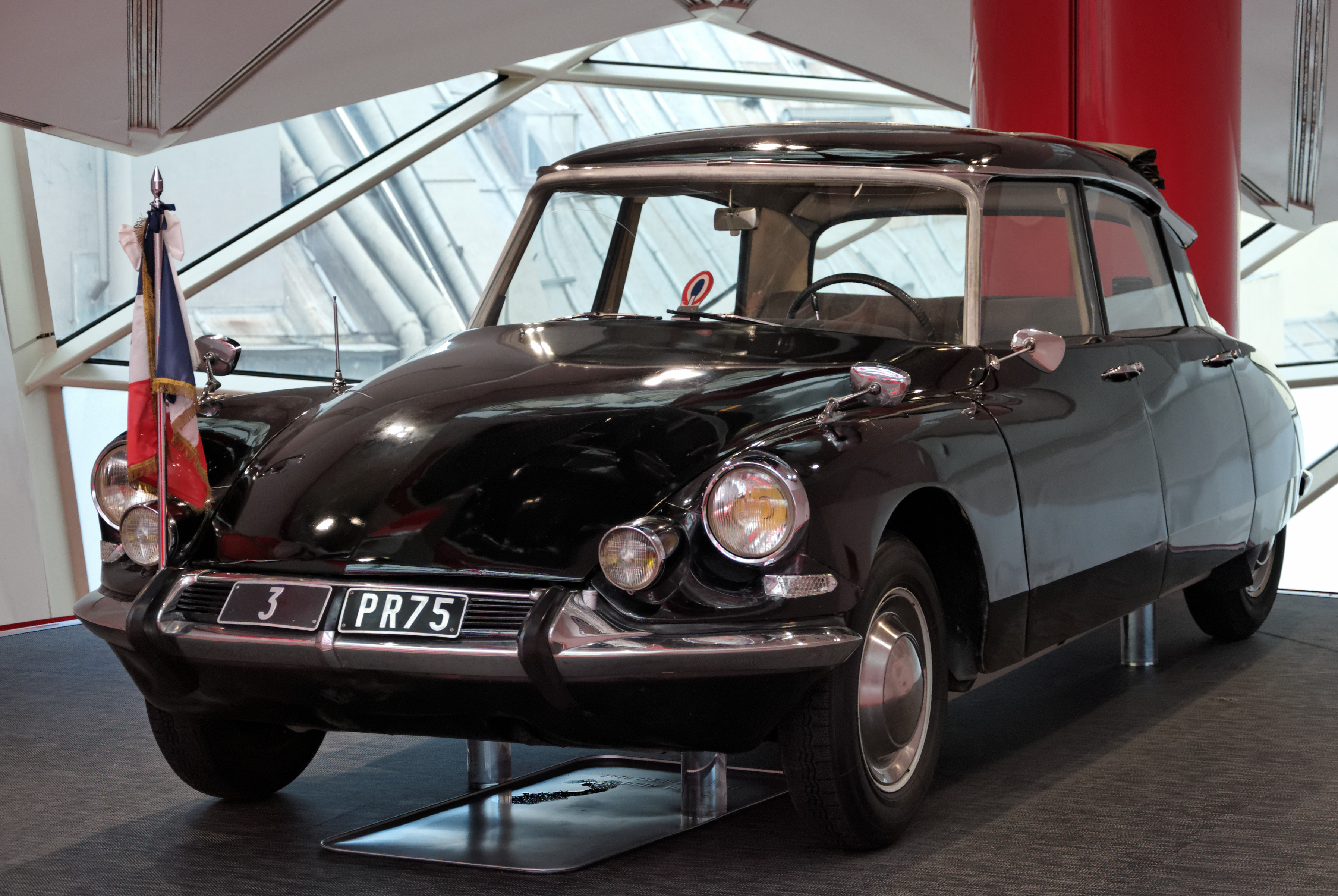
Citroën DS présidentielle datant de 1963, utilisée par Charles de Gaulle.

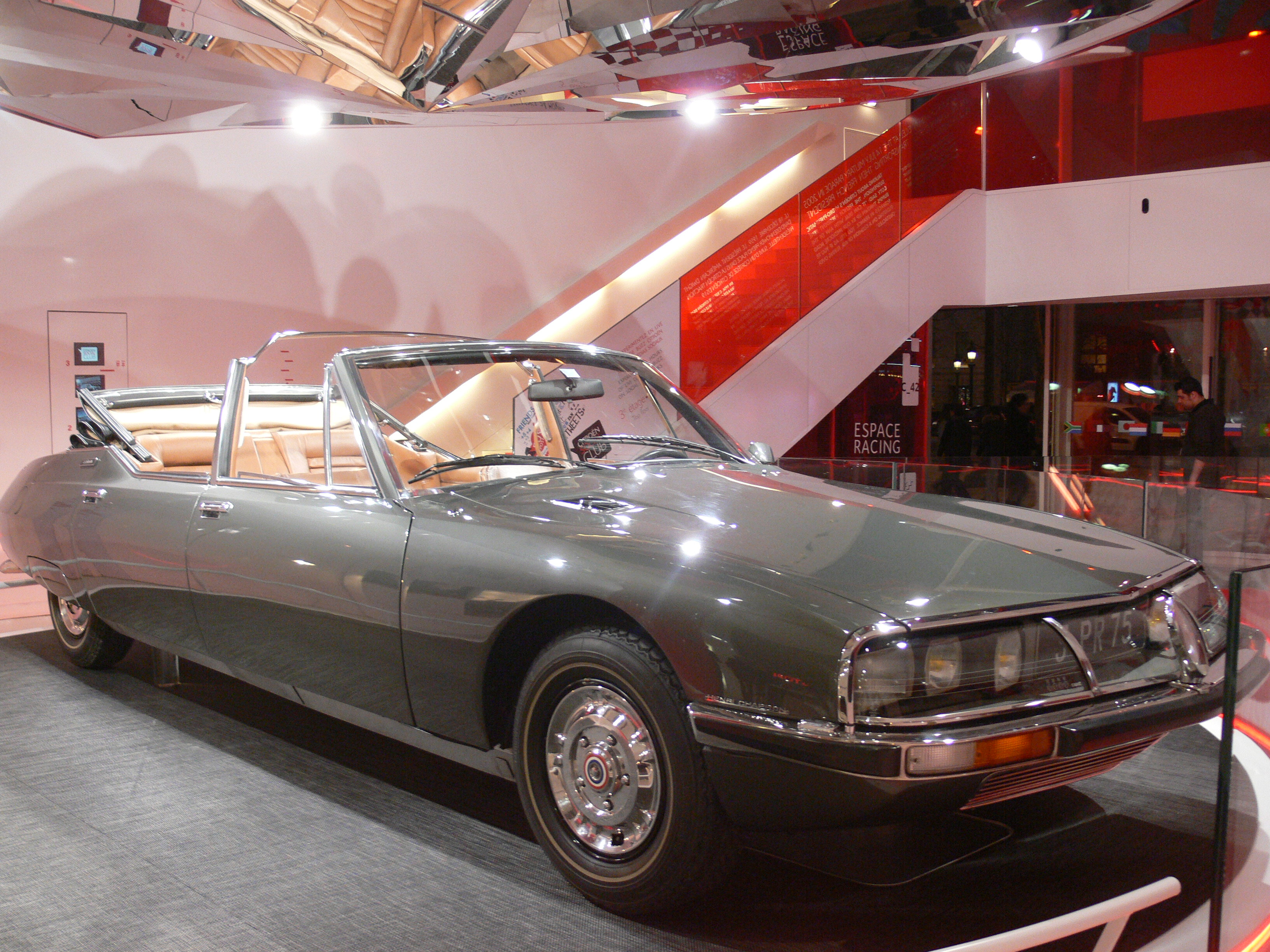
Citroën SM berline découvrable, commandée par Georges Pompidou.

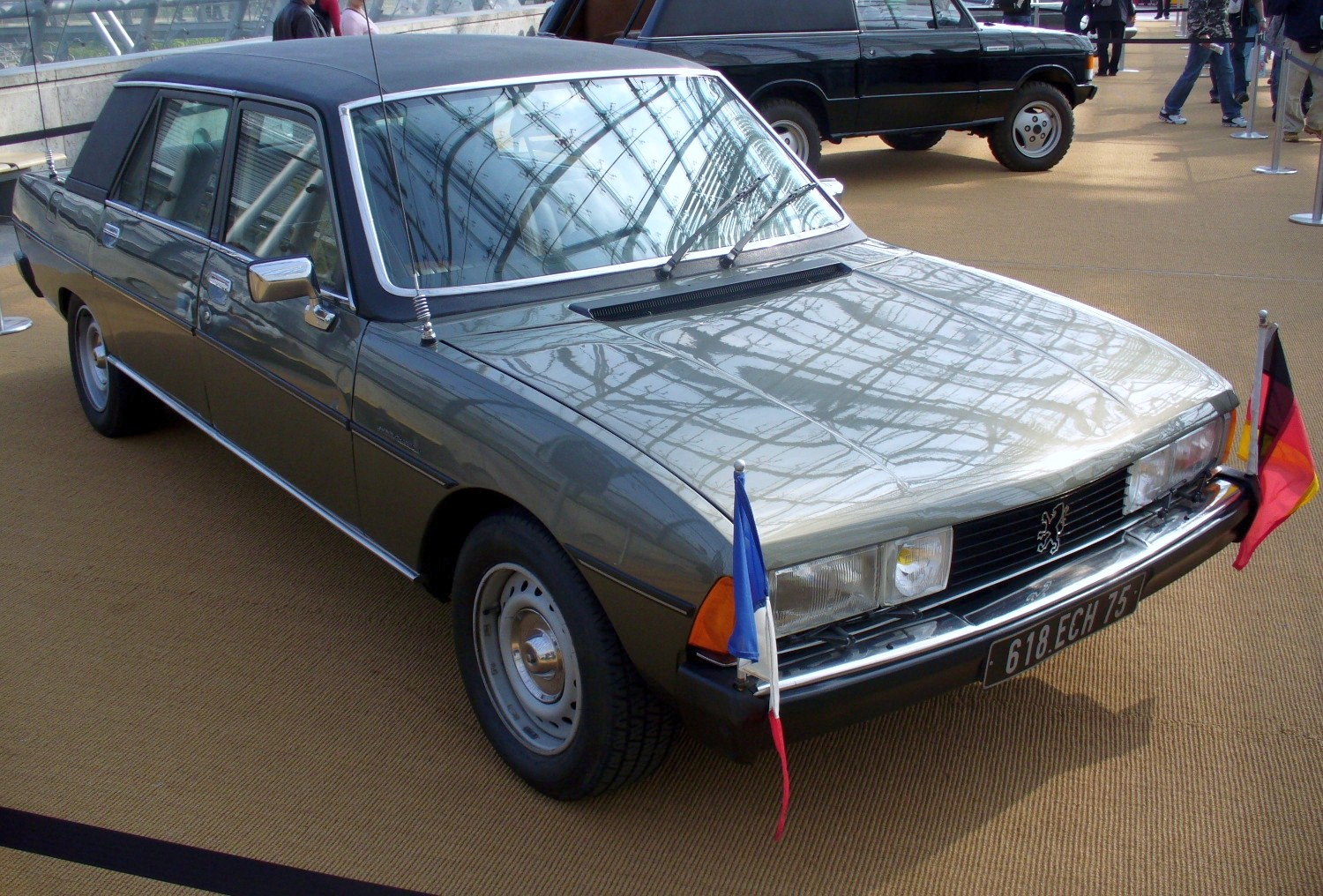
Peugeot 604, ici blindée, utilisée par Valéry Giscard d'Estaing.

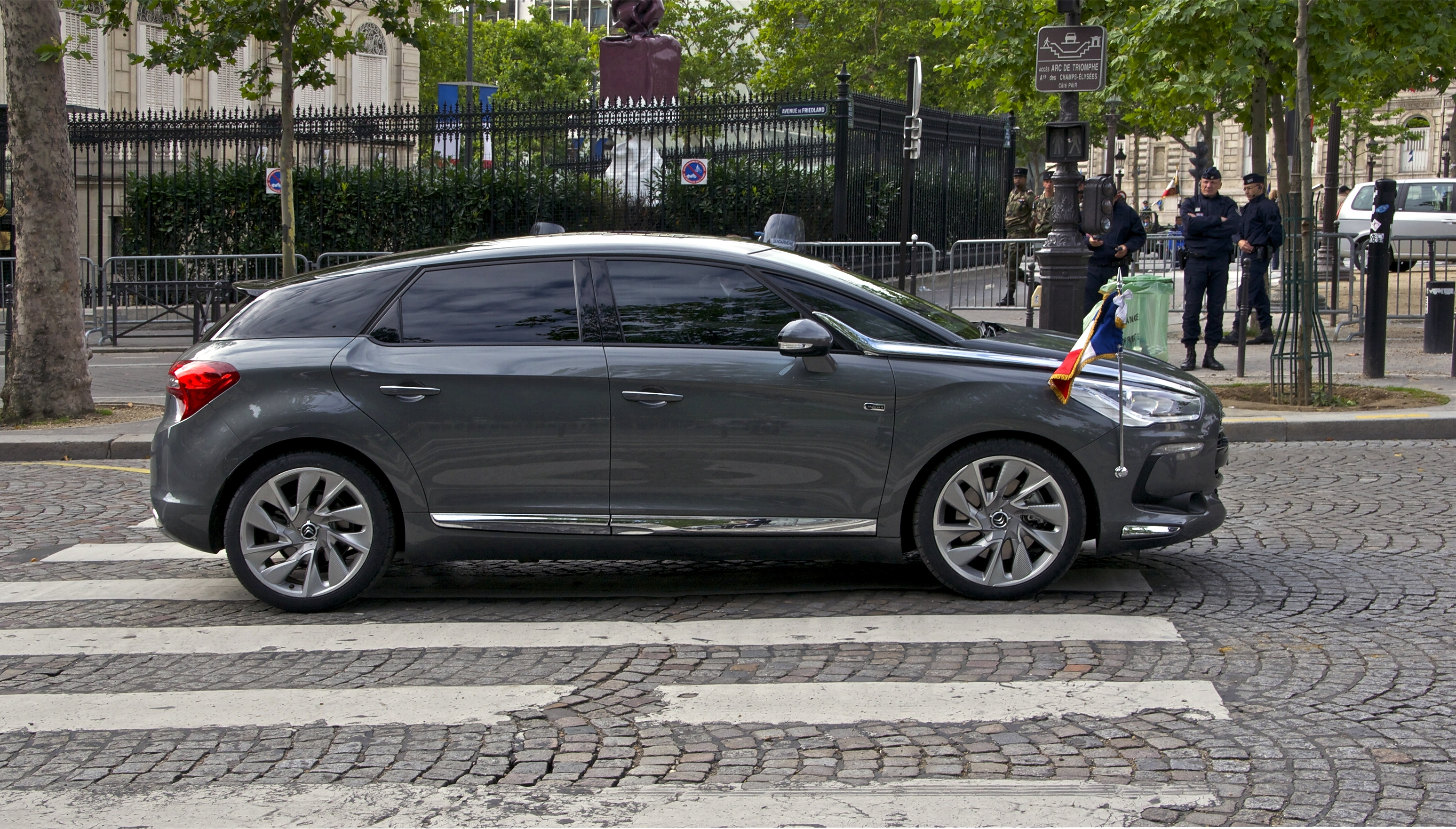
La Citroën DS5 présidentielle utilisée par François Hollande, en 2012.

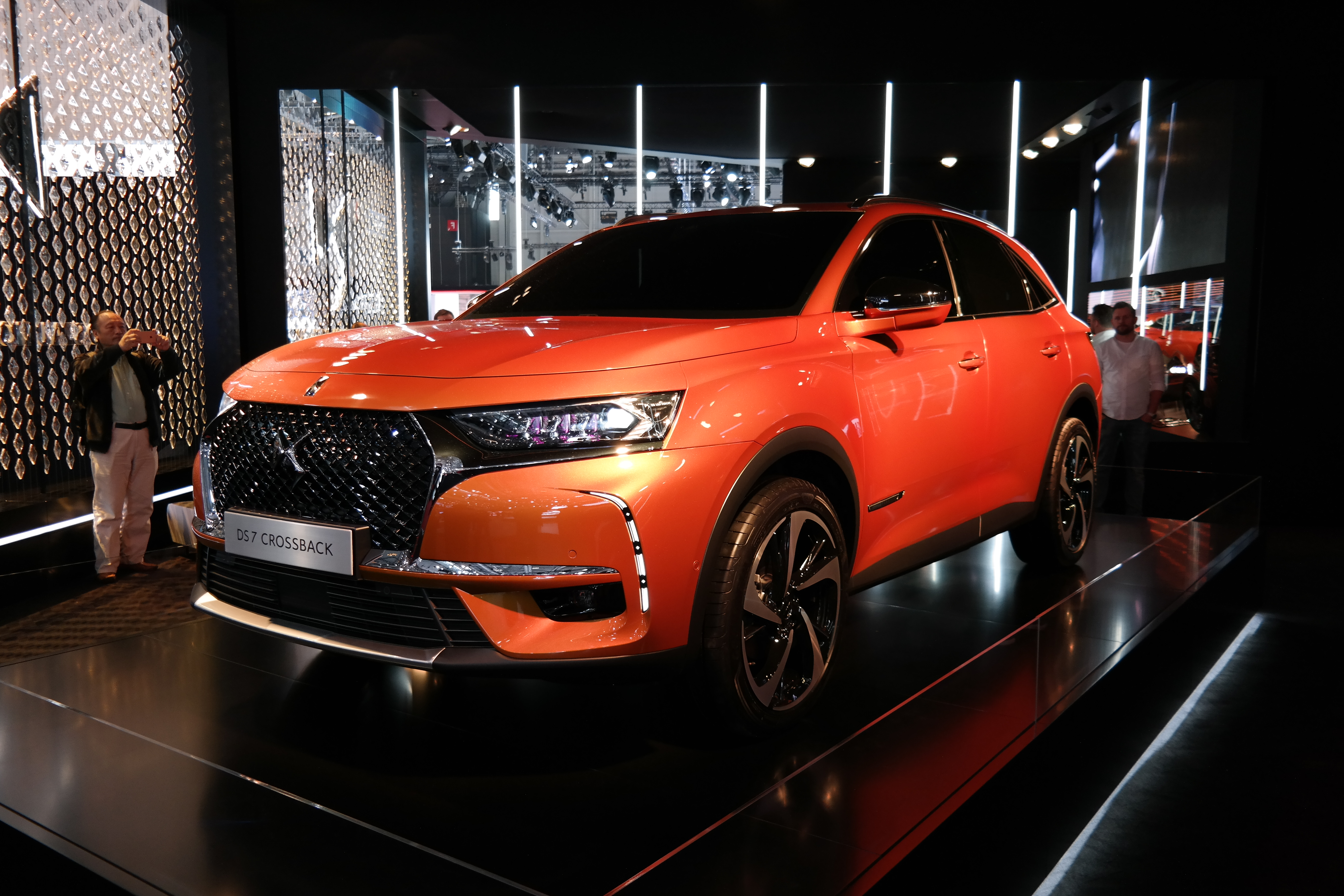
La DS 7 Crossback, comme celle utilisée par Emmanuel Macron en 2017.

Quelques véhicules officiels utilisés par les présidents de la République :
- Armand Fallières : Charron 30CV et Panhard 18HP en 1906 ;
- Raymond Poincaré : torpédo Rochet-Schneider et Panhard 20HP en 1913, il est le premier président à utiliser une vraie voiture officielle en 1913, reléguant de fait les véhicules hippomobiles au musée[94] ;
- Paul Deschanel : Voisin et Renault 40CV en 1920 ;
- Alexandre Millerand : Voisin, Renault 40CV et Peugeot Type 156 en 1920 ;
- Gaston Doumergue : Voisin et Renault 40CV en 1924 ;
- Paul Doumer : Renault Reinastella en 1931 ;
- Albert Lebrun : Renault Reinastella en 1932 et Renault Nerva Grand Sport en 1938 ;
- Vincent Auriol : Renault Suprastella (du Maréchal Pétain) puis Talbot Lago Record en 1950 ;
- René Coty : Citroën Traction Avant 15H Chapron et Franay en 1954 et Renault Frégate limousine en 1958 ;
- Charles de Gaulle : Citroën DS. L'une d'entre elles est restée célèbre pour avoir essuyé le feu de l'attentat du Petit-Clamart, le 22 août 1962. Le 14 novembre 1968 est livré le premier modèle spécialement conçu pour la présidence de la République, une « DS 21 présidentielle » ou plus simplement « DS présidentielle », blindée, longue de 6,53 m et large de 2,13 m, pesant 2,26 tonnes pour une puissance de 106 chevaux et destinée exclusivement aux parades (notamment lors de la réception de chefs d'État étrangers)[95] ;
- Georges Pompidou : Citroën DS et Citroën SM. Pompidou commande en 1971 au carrossier Henri Chapron deux SM spéciales, décapotables à quatre portes, longues de 5,6 m pour 1,78 tonne et mue par un moteur Maserati d'une puissance de 170 chevaux. Ce modèle est utilisé pour la première fois lors d'une visite de la reine d'Angleterre Élisabeth II le 15 mai 1972. Elles sont restées au sein du parc automobile de la présidence jusqu'en 2007, et ont été utilisés comme voiture d'apparat par tous les présidents entre Georges Pompidou et Jacques Chirac, notamment pour la remontée des Champs-Élysées du président tout juste élu ou investi (la dernière fois en 1995 par Jacques Chirac)[96] ;
- Valéry Giscard d'Estaing : Peugeot 604. Le président utilise ce modèle, dans sa forme standard ou rallongée, aussi bien de manière officielle que privée. Outre les 604 et les SM présidentielles d'apparat, Valéry Giscard d'Estaing a également utilisé une Citroën CX (sortie en 1974) qui, trop courte, est bientôt remplacée par une CX de la classe « Prestige » dès sa sortie des usines Citroën en 1976[97]. Il quitte l'Élysée à pied ;
- François Mitterrand : tout en utilisant lui aussi pour les parades officielles et les visites de chef d'État la SM présidentielle, François Mitterrand utilisera surtout des modèles de la marque Renault dans ses déplacements officiels ou privés : Renault 30 TX automatique jusqu'en 1983, Renault 25 Limousine puis Renault Safrane en 1992. Il a également utilisé des CX Prestige en privé[98]. Il quitte l'Élysée à bord d'une Citroën XM ;
- Jacques Chirac : il prend ses fonctions en arrivant au palais de l'Élysée dans sa mythique Citroën CX Prestige Turbo[99]. Il utilise en tant que chef d'État une Renault Safrane, puis une Peugeot 607 à partir de 2000 et enfin la Citroën C6, le modèle présidentiel ayant été le premier véhicule de cette classe à avoir été présenté au public à l'occasion du 14 juillet 2005. Il a également été le dernier président de la République française à utiliser les SM présidentielles d'apparat[100]. Il quitte l'Élysée à bord d'une Citroën C6 ;
- Nicolas Sarkozy : à la place des traditionnelles SM présidentielles, Nicolas Sarkozy a utilisé le jour de son investiture, le 16 mai 2007, une Peugeot 607 Paladine, concept-car et voiture d'apparat réalisée en 2000, avant la sortie de la 607, équipée d'un toit dur s'ouvrant électriquement et prêtée exceptionnellement à cette occasion à la présidence de la République par Peugeot. La Citroën C6 sera le modèle officiellement utilisé pour tous les voyages du président jusqu'au 14 juillet 2008 ; à cette date, une nouvelle automobile a été ajoutée au parc de l'Élysée : une Renault Vel Satis Hors Série (rallongée de 25 cm), blindée. À la demande du président de la République, l'intérieur de la voiture présidentielle a été aménagé de façon à devenir un bureau ambulant : elle est donc entièrement équipée de moyens de communication sécurisés, d'un accès Internet, ainsi que d'un système audio/vidéo perfectionné, permettant à Nicolas Sarkozy de se tenir informé de toute l'actualité nationale et internationale, et d'établir également une visioconférence[101]. La Vel Satis présidentielle est utilisée pour tous les voyages du président de la République dans la région parisienne ou lors d'évènements importants (défilé du 14-Juillet, sommet de l'OTAN à Strasbourg en avril 2009, etc.) ; la Citroën C6 présidentielle, elle, est utilisée pour les voyages en province[102]. Pendant la campagne présidentielle de 2012, il voyage en Peugeot 508 GT. Il quitte l'Élysée à bord d'une Citroën C6 ;
- François Hollande : le 15 mai 2012, à l'occasion de son investiture, François Hollande remonte les Champs-Élysées en Citroën DS5 Hybrid4, de couleur gris galéna[103], spécialement conçue pour l'occasion avec un toit ouvrant[104]. Il utilise par la suite, pour ses déplacements, une autre Citroën DS5 de même couleur et la Citroën C6 de ses prédécesseurs[105]. En septembre 2016, l'Élysée commande un Renault Espace V, peint d'une couleur bleu marine très foncée[106],[107],[108]. Il quitte l'Élysée à bord d'une DS 5 ;
- Emmanuel Macron : le 14 mai 2017, à l'occasion de son investiture, il choisit la DS 7 Crossback pour redescendre les Champs-Élysées[109]. Comme voiture de fonction, il utilise la Renault Espace V blindée de son prédécesseur. Depuis le 14 juillet 2017, il utilise une Peugeot 5008 II. Depuis le 11 novembre 2021, il utilise une DS7 Crossback hybride.

#### Déplacement aérien

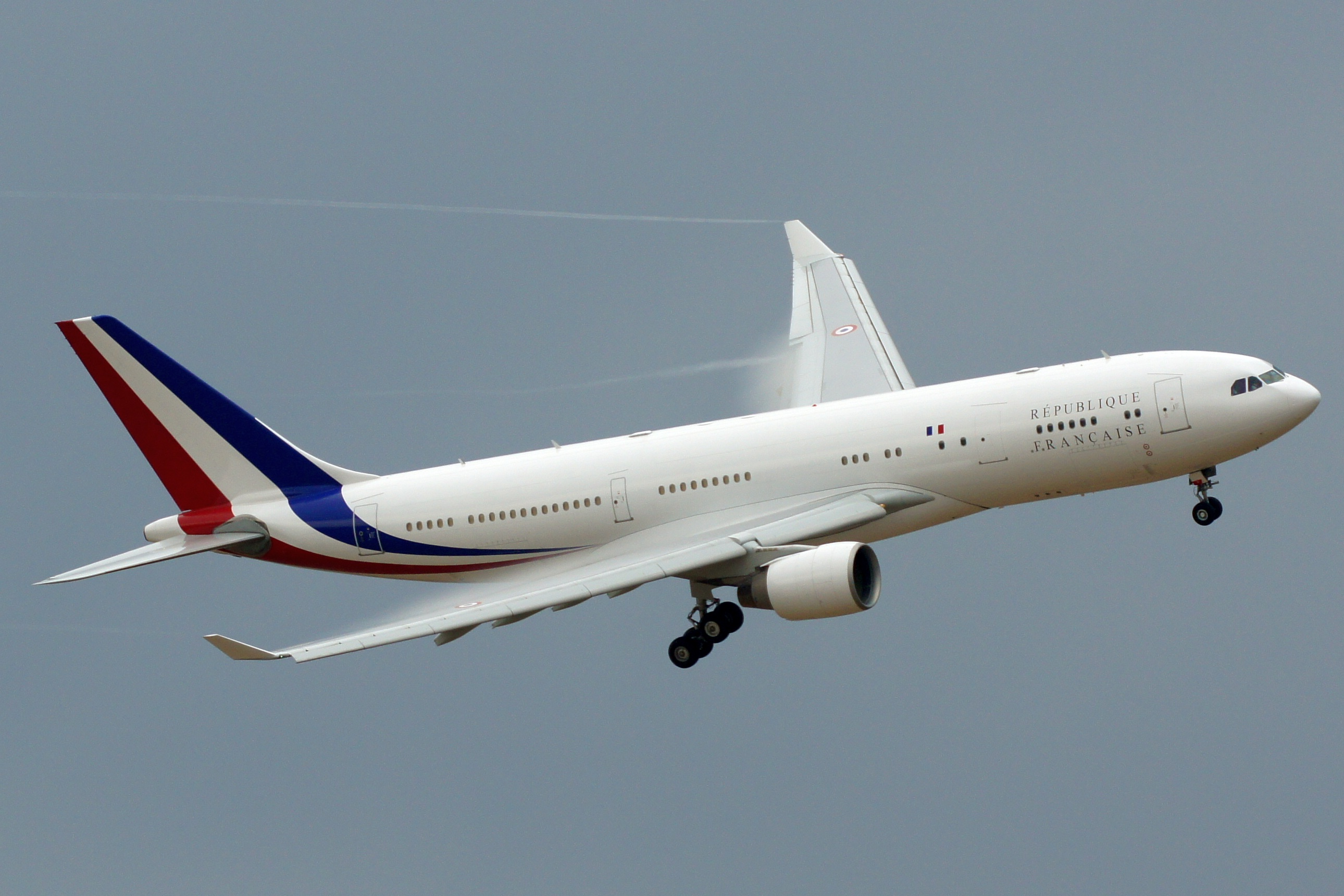
F-RARF, l'A330-200 utilisé par le président de la République depuis novembre 2010, en vol d'entrainement autour de la BA 105.

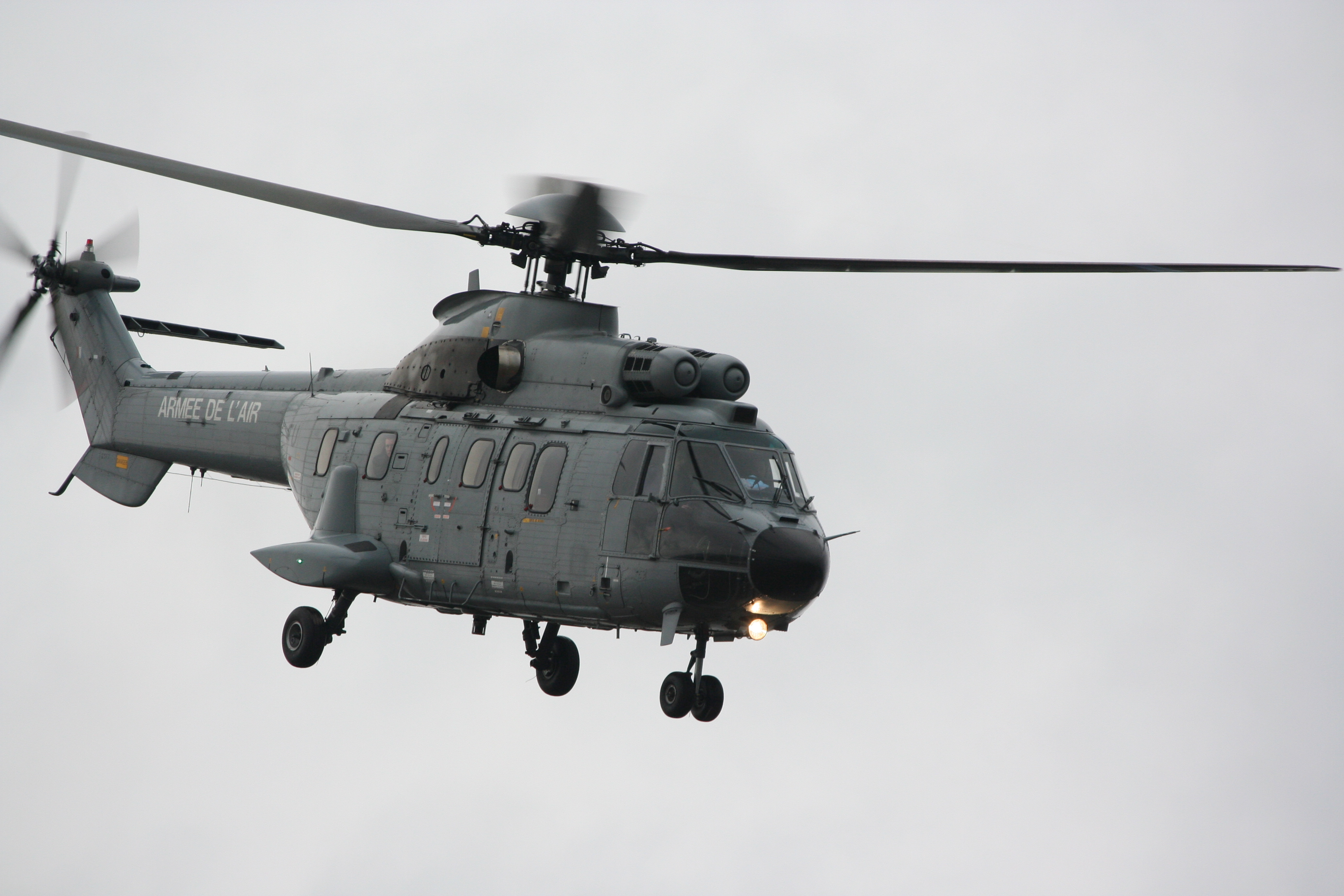
Un des hélicoptères Super Puma transportant le président Sarkozy en janvier 2009.

Le premier président à avoir utilisé l'avion dans l'exercice de ses fonctions a été Vincent Auriol lors d'un déplacement dans les territoires d'outre-mer en 1947.
C'est une unité de l'Armée de l'air française, l'escadron de transport 60, anciennement dénommée escadron de transport, d'entraînement et de calibration (ETEC 65) qui, depuis la dissolution en 1995 du GLAM par le président Jacques Chirac, assure, entre autres, les missions de transport du président de la République et des autorités gouvernementales françaises. Le GLAM et l'ETEC ont tous deux été fondés en 1945. L'ET 60 est implanté sur la base aérienne 107 Villacoublay.
Depuis juillet 2009 et mai 2010, l'ETEC dispose de deux Falcon 7X, baptisés Carla One par les aviateurs de l'Armée de l'air, en référence à l'épouse du président de l'époque, Carla Bruni-Sarkozy, et à l'avion présidentiel américain Air Force One. Tous deux assurent soit la desserte lors de courtes distances, soit le rôle d'avion de secours de l'appareil présidentiel principal en cas de problème technique.
Surnommé Air Sarko One par la presse, un Airbus A330-200 a été acheté en 2009 à la compagnie Air Caraïbes afin de pallier la capacité et l'autonomie jugées insuffisantes des Airbus A319 CJ, qui ont alors été revendus,. Le nouvel appareil présidentiel a été entièrement aménagé en vue de sa nouvelle utilisation (notamment en comprenant un espace privé pour le président, un bureau, une salle de réunion, une salle de communication et une cuisine). Il entre en fonctions le 11 novembre 2010, à l'occasion du déplacement de Nicolas Sarkozy à Séoul, en Corée du Sud, dans le cadre du 15e sommet du G20.
Fin 2016, l'escadron dispose de :
- 1 Airbus A330-200 (F-RARF) ;
- 2 Falcon 7X (F-RAFA et F-FAFB) ;
- 2 Falcon 2000LX (F-RAFC et F-RAFD) ;
- 2 Falcon 900 (F-RAFP et F-RAFQ) ;
- 3 hélicoptères Super Puma (F-RAFU, F-RAFY et F-RAFZ).

Les vols sont identifiés sous l'indicatif COTAM « 0xy », COTAM 0001 (Cotam Unité) étant réservé au président de la République, et COTAM 0002 (Cotam Deux) au Premier ministre.

### Communication et utilisation des médias par la présidence
À l'origine assez discrète, la présidence de la République est devenue sous la Cinquième République la fonction politique de loin la plus médiatisée.

#### Avant la Cinquième République
Pendant les IIIe et IVe Républiques, la communication présidentielle auprès du grand public a longtemps été quasi inexistante et limitée essentiellement au support médiatique dominant de l'époque, la presse écrite. Le premier à s'adresser aux Français à la radio (sur la station Radio Paris) fut un ancien président de la République devenu président du Conseil, Gaston Doumergue, qui s'exprime pendant quinze minutes le 24 mars 1934 pour parler de son projet de révisions des lois constitutionnelles de 1875. L'Illustration consacre trois pages à cet évènement. Durant son passage à la tête du gouvernement en 1934, il prononce en tout huit discours radiodiffusés. Le premier chef de l'État en exercice à intervenir sur ce support fut Albert Lebrun à l'occasion du cinquantenaire de la statue de la Liberté, lors d'une émission en « duplex » organisée entre New York et Paris et diffusée tant aux États-Unis qu'en France le 28 octobre 1936, répondant au discours du président américain Franklin Delano Roosevelt.

#### La communication gaullienne

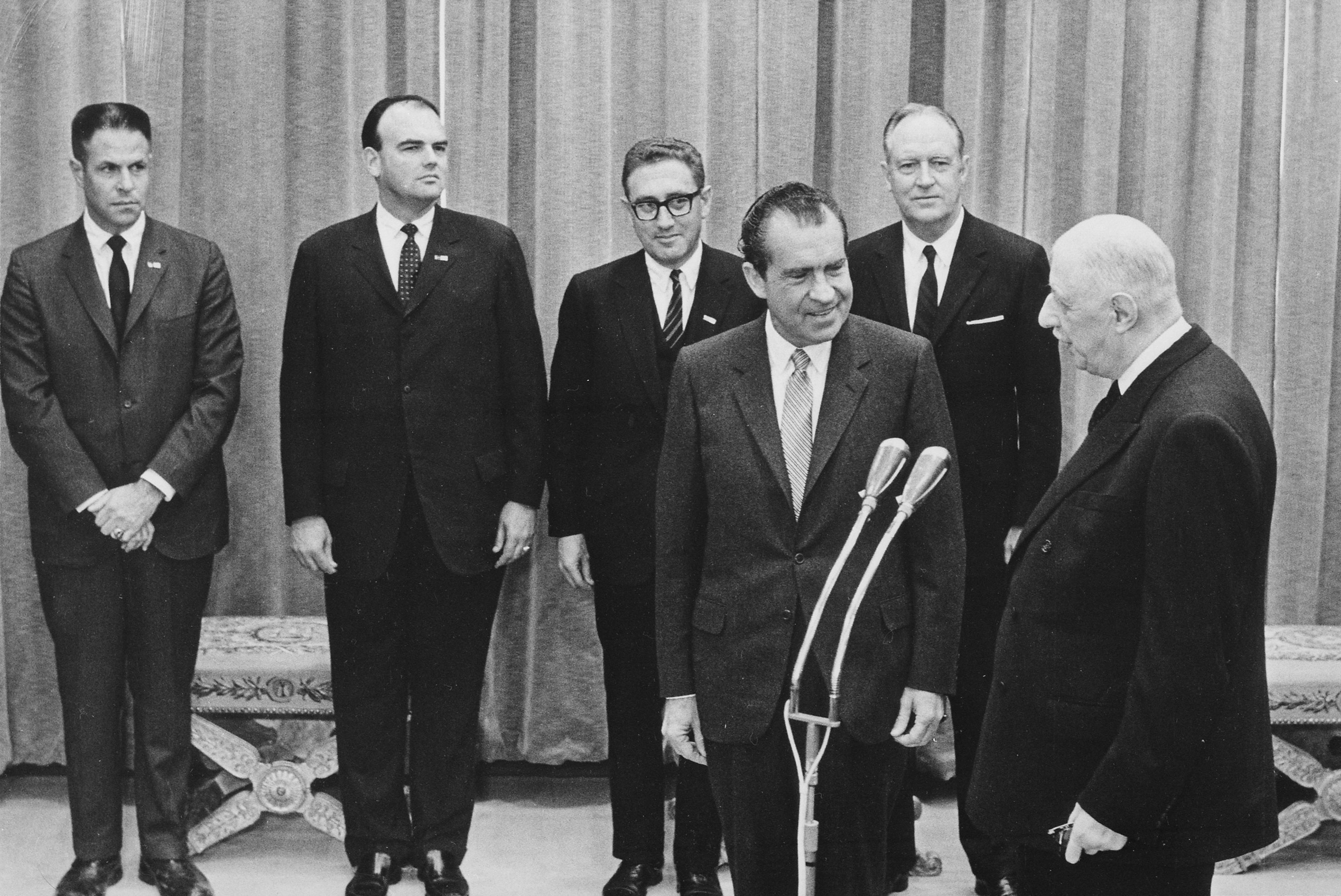
Conférence de presse conjointe entre Charles de Gaulle et le président américain Richard Nixon au palais de l'Élysée le 3 février 1969.

C'est réellement sous Charles de Gaulle, qui souhaite créer une relation particulière entre le chef de l'État et le peuple français, que l'utilisation des médias de masse par la présidence va se généraliser sous la Cinquième République. La communication gaullienne repose alors sur deux armes principales, minutées et orchestrées avec précision : les conférences de presse régulières (le général de Gaulle en réalise dix-sept durant ses dix ans passés à l'Élysée) et les allocutions radiodiffusées (il est ainsi le premier président à utiliser de manière massive tant la radio que la télévision, par le biais notamment du contrôle total de l'ORTF par l'État). À ce titre, il est l'initiateur, et cela dès le 28 décembre 1958 (avant même son investiture), de la tradition de la présentation à la Nation des vœux présidentiels pour la nouvelle année. Jusqu'alors, les chefs de l'État se contentaient de recevoir chaque début d'année les vœux des parlementaires, du gouvernement, des diplomates et représentants étrangers, des journalistes et des corps constitués, tandis que ceux de l'État au peuple français ne faisaient l'objet que d'irrégulières adresses dans la presse par le président du Conseil ou plus rarement par le président de la République. Depuis 1958 et jusqu'à nos jours, cette pratique est désormais systématique et a lieu le soir du 31 décembre 1960 en 1960 et chaque année depuis 1962 (les premières années la date a varié entre le 28 décembre 1958 pour 1958, le 1er janvier pour 1959-1960 et le 29 décembre 1961 pour 1961). À partir de 1965, il crée également la pratique des entretiens accordés à un journaliste sélectionné (en l'occurrence Michel Droit, avec lequel il se prêtera à cet exercice à cinq reprises : trois les 13 décembre 1965, 14 décembre 1965 et 15 décembre 1965 durant l'entre-deux-tours de l'élection présidentielle, un le 7 juin 1968 pour revenir sur les événements de mai et un le 10 avril 1969 en vue du référendum sur la réforme du Sénat et la régionalisation). Le premier président de la Cinquième République a ainsi réalisé en dix ans pas moins de 62 allocutions radiodiffusées. L'utilisation de ces différents supports audiovisuels s'est par la suite particulièrement amplifiée et modifiée avec l'évolution des techniques et de la culture politique et en fonction de la personnalité des différents titulaires de la fonction.

#### Pompidou et Giscard: vers un style plus intimiste
Le général de Gaulle veut donner à ses interventions un aspect solennel, n'intervenant que lorsque des enjeux nationaux ou internationaux cruciaux semblent engagés (pour une législative ou un référendum, lors des crises institutionnelles ou politiques ou encore au sujet de la construction européenne), n'hésitant pas à apparaître dans son uniforme de général, usant d'une mise en scène précise, du sens de la formule et de la gestuelle et refusant toute question indiscrète sur sa vie personnelle. En revanche, un style plus intimiste est déjà instauré par Georges Pompidou qui innove avec des « causeries au coin du feu » (reprenant une pratique qu'il avait déjà utilisée étant Premier ministre et qui avait consisté avant tout à transposer à la télévision ce que les chefs de gouvernement avaient pris l'habitude de faire à la radio depuis les années 1930). Valéry Giscard d'Estaing amplifie ce style dans le but de « décrisper » la fonction présidentielle en prenant modèle sur les États-Unis. Reprenant son slogan de campagne de « vouloir parler avec les Français au fond des yeux », il met l'accent sur la proximité, ne se prête qu'à peu de conférences de presse en préférant le format de l'entretien télévisé et multiplie les nouveautés. Il est ainsi le premier président de la République à dialoguer en direct devant des caméras de télévision avec un panel de soixante citoyens dans le cadre de l'émission Les Dossiers de l'écran sur Antenne 2 le 1er février 1977, puis il renouvelle l'expérience avec des lycéens en juin de la même année. Il crée la surprise également la 24 décembre 1974 en invitant à prendre le petit-déjeuner au palais de l'Élysée une équipe de trois éboueurs chargés de desservir ce jour-là l'avenue de Marigny. Le 31 décembre 1977 il réveillonne à l'Élysée avec cinquante-six handicapés. Il tente également d'associer son épouse, Anne-Aymone, à sa communication : elle est ainsi la première conjointe d'un président de la République, et la seule à ce jour, à être associée à la présentation des vœux aux Français à la télévision, le 31 décembre 1975. Enfin, il est l'initiateur du deuxième grand rendez-vous radiotélévisé annuel à date fixée entre le chef de l'État et les Français, l'allocution présidentielle du 14 juillet, pratique reprise depuis par tous ses successeurs à l'exception de Nicolas Sarkozy. Ce style « giscardien », voulant mêler proximité avec le peuple et décontraction à une apparence, une gestuelle et une diction jugée « aristocratique », est notamment moqué lors d'un pastiche d'« entretien au coin du feu » par les humoristes Pierre Desproges et Thierry Le Luron le 12 mars 1977.

#### Mitterrand et la naissance dumarketingpolitique présidentiel

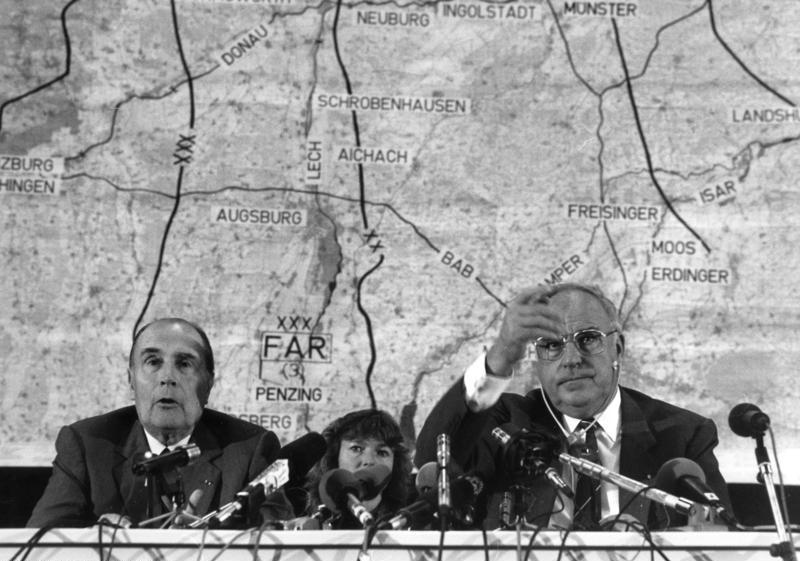
Conférence de presse conjointe de François Mitterrand et du chancelier allemand Helmut Kohl à Manching en Bavière, le 24 septembre 1987.

La présidence de François Mitterrand consacre la forte médiatisation de la fonction grâce à une indépendance accrue vis-à-vis de l'État de la télévision et de la radio permise par l'éclatement de l'ORTF en 1974 et renforcée par l'éclatement de la réforme de l'audiovisuel de 1982 mettant fin au monopole de l'État sur les programmes et l'information, la création de chaînes privées (Canal+ en 1984, La Cinq en 1986, M6 en 1987) et la privatisation de TF1 en 1987. Mitterrand est le premier à se doter notamment d'une véritable « équipe de communication » sur le modèle américain, composée des publicitaires Jacques Séguéla, Jacques Pilhan ou Gérard Colé, considérés comme les pères du « marketing politique » moderne en France depuis la campagne de l'élection présidentielle de 1981.
L'utilisation de la télévision s'amplifie. Symbole de cette médiatisation intensive, le « Ça nous intéresse, M. le Président » diffusé le 28 avril 1985 sur TF1 à partir de 19 heures fait figure de véritable « show » dans lequel le journaliste Yves Mourousi, assis sur le bureau, pose au président pendant plus de deux heures une série de questions particulièrement variées (lui demandant notamment s'il était « chébran », ce à quoi Mitterrand répond qu'être « chébran, c'est dépassé, vous auriez dû dire câblé »). L'audience atteint alors le niveau record de 15 millions de téléspectateurs à 20 h 30, soit plus du tiers des foyers. Il est également suivi pendant six mois en 1984 et 1985, en France et à l'étranger, par les journalistes Anne Gaillard et Roland Cayrol, ce qui aboutit à une émission spéciale diffusée le 10 mai 1985 sous le nom de « François Mitterrand : portrait d'un président » sur FR 3. Et c'est sur un plateau de télévision, celui du Journal télévisé de 20 heures d'Antenne 2, qu'il annonce tardivement, le 22 mars 1988, se porter candidat à sa propre succession pour l'élection présidentielle dont le premier tour doit se tenir le mois suivant.

#### Chirac: médiatisation internationale et «bains de foule»

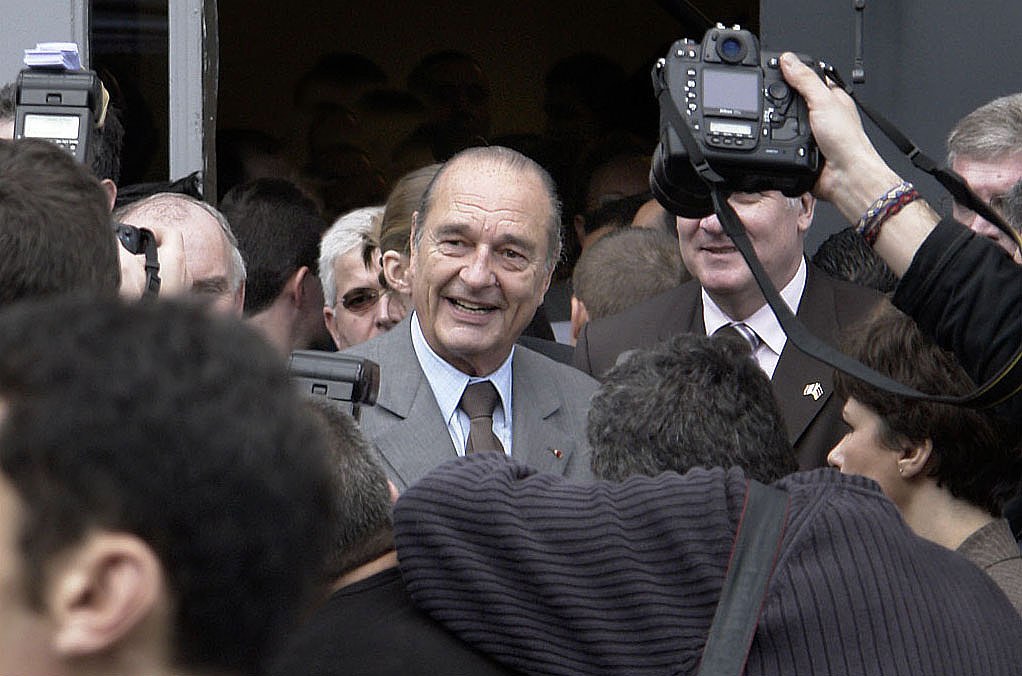
Jacques Chirac face aux journalistes en mars 2007.

Jacques Chirac, pour sa part, confie le soin de sa communication et des relations de la présidence de la République avec les médias à sa fille, Claude Chirac. Il participe plus régulièrement encore que ses prédécesseurs à des journaux télévisés et émissions politiques. Les déplacements hors de France augmentant considérablement sous sa présidence, l'essentiel des conférences de presse qu'il accorde se font dans le contexte de rencontres bilatérales ou de sommets internationaux, et accorde des entretiens sur des chaînes de télévision étrangère, notamment américaines. Il est notamment l'invité le 23 octobre 1995, en marge des célébrations du cinquantième anniversaire de l'ONU à New York, du Larry King Live, l'émission la plus populaire de CNN. Pendant ces deux mandats, il accordera en tout 45 entretiens télévisés à des chaînes étrangères (dont sept américaines : notamment cinq fois à CNN, dont une conjointe avec CBS le 16 mars 2003 au sujet de la position française sur la guerre d'Irak, une fois sur Public Broadcasting Service et une fois sur NBC News). En comparaison, durant son premier mandat, Jacques Chirac s'exprime 48 fois à la télévision française lors d'allocutions ou d'entretiens (34 en excluant les interventions traditionnelles des 14 juillet et 31 décembre). Mais il est surtout présent dans les médias avant la dissolution du 21 avril 1997 et la défaite aux législatives de mai-juin 1997 (hors allocutions des 14 juillet et 31 décembre, il réalise quinze passages à la télévision en deux ans, contre 19 durant les cinq ans de la cohabitation dont 7 au cours de la guerre du Kosovo de mars à juin 1999). Pendant son quinquennat, il intervient 40 fois sur une chaîne française, métropolitaine ou d'outre-mer.
La communication présidentielle tend également à entretenir une image de proximité avec le terrain. Elle met ainsi en avant les nombreux « bains de foule » auxquels se prête en toute occasion le président de la République, transformant des pratiques désormais habituelles pour un chef de l'État français en de véritables événements médiatiques, à l'instar de la visite inaugurale au Salon international de l'agriculture en chaque début d'année au parc des expositions de la porte de Versailles. La retransmission de ces « bains de foule » peuvent avoir une portée internationale, comme sa visite le 22 octobre 1996 dans les rues de Jérusalem-Est au cours de laquelle les caméras du monde entier filment sa colère contre les hommes du service d'ordre israélien chargés de sa sécurité (ceux-ci tentant de repousser la foule, il finit par leur lancer : « Qu’est-ce qu’il y a encore comme problème ? Je commence à en avoir assez ! What do you want ? Do you want me to take my plane ? To go back to my country ? To go back to France ? Is that what you want ? This is provocation ! This is not a method ! Please, stop now ! »).

#### Sarkozy «l'hyper-communicant»

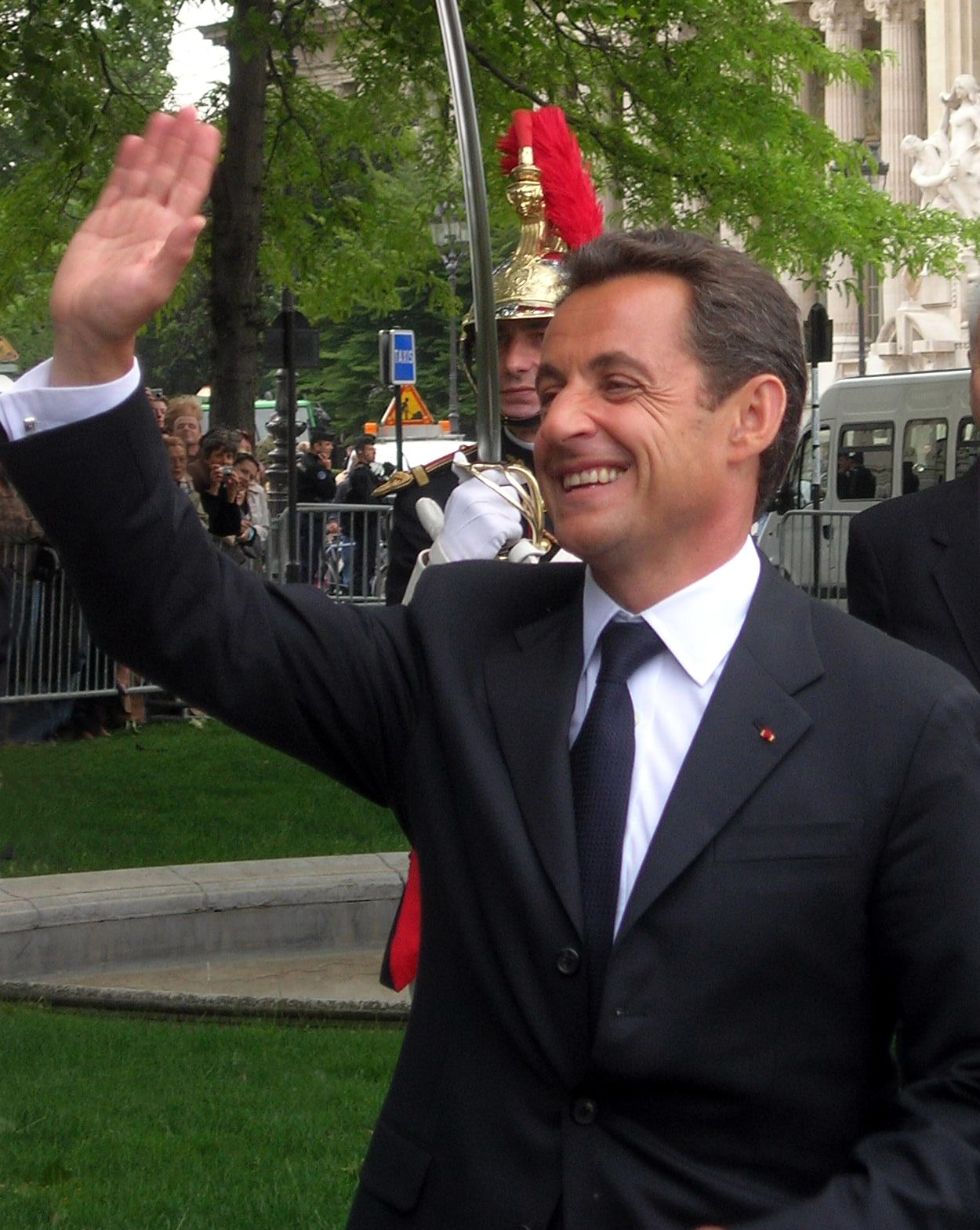
Nicolas Sarkozy à Paris, le jour de son investiture, le 16 mai 2007.

Nicolas Sarkozy est le président qui, à ce jour, a eu l'utilisation la plus importante et la plus fréquente des médias sur tous les supports, y compris d'internet, accentuant la voie ouverte par son prédécesseur avec la création du site officiel Élysée.fr le 14 juillet 1997. Ce dernier est notamment remanié et donne naissance à une WebTV présidentielle, PR TV, répartie en 16 « chaînes » (discours France, discours Monde, conférence de presse, à l'Élysée, à l'étranger, table ronde, au jour le jour, Conseil des ministres, art - culture - média, missions, média, histoire, Français de l'étranger, citoyens visibles, Union européenne et distinctions). La communication officielle de la présidence de la République devient de plus pratiquement indissociable de celle du gouvernement français, la fonction de porte-parole de l'Élysée étant ainsi supprimée en mars 2008 après le départ de son dernier titulaire, David Martinon, et ses prérogatives confiées désormais au porte-parole de gouvernement, Luc Chatel.
Il décide de rompre avec la tradition de l'allocution présidentielle du 14 Juillet, estimant qu'une allocution ne devait pas se faire à date fixe et obligatoirement, mais quand il l'estimait nécessaire. En 2008 il a cependant accepté de répondre à l'issue du défilé militaire du 14 Juillet à quelques questions posées par un journaliste de TF1. Il promet également de se livrer plus régulièrement que ses prédécesseurs à l'exercice de la conférence de presse, quelque peu délaissé depuis 1969, et de les moderniser pour en faire des échanges plus directs et vifs avec les journalistes « à l'américaine ». La première de ce genre accordée par Nicolas Sarkozy a lieu le 8 janvier 2008. Celle-ci a cependant rapidement dérivé sur la vie privée du chef de l'État, tandis que Marianne reproche le ton agressif de Nicolas Sarkozy envers le rédacteur en chef de Libération, Laurent Joffrin, et l'impossibilité pour ce dernier d'avoir recours au droit de suite, lorsque le président ne répond pas précisément à la question qui lui est posée. Les conférences suivantes ont vu leurs champs de questions recadrés et recentrés sur des aspects thématiques, notamment sur le grand emprunt le 14 décembre 2009. L'opposition a reproché une trop forte collusion entre les médias et le président, accusations déjà présentes avant son élection.

### Archives
Les présidents de la République, à titre patrimonial, doivent verser leurs documents produits, formant les archives, incluant également ceux de leurs secrétariat et leurs collaborateurs, aux Archives nationales, où ils sont classés dans la série AG. Les présidents, souvent durant leur mandat, ont délégué un classement, une structuration ou pré-archivage. Sous la IVe République et Charles de Gaulle, c'était sous la gestion d'un conservateur de la Bibliothèque nationale ; Valéry Giscard d'Estaing inaugure le versement systématique des papiers, notes et dossiers de la présidence de la République, avec un fonds qui est le triple de volume de ses deux prédécesseurs. Il déclare dans le documentaire Les Trésors des Archives nationales (2014) : « Lorsque je suis arrivé à l'Élysée, j'ai demandé qu'on me communique les affaires en cours. Il n'y avait plus rien, car chacun avait emporté ses cartons [4 200] ». Cette pratique fut suivie par tous ses successeurs. Les archives présidentielles ont le statut d'archives publiques et peuvent faire l'objet d'un protocole concernant le traitement, la valorisation ou la communication, en désignant un mandataire pour appliquer les restrictions, dont notamment les dérogations pour la consultation (les délais de consultation de plein droit varient de 25 à 60 ans après la création du document).

## Dans les arts et la culture

### Musées
Il existe différents musées liés aux présidents de la République : les musées consacrées aux présidents, les musées et établissements culturels initiés par les présidents, qui n'ont pas de collection liés aux présidents mais portent souvent leur nom à titre posthume, et le musée du palais de l'Elysée.

### Filmographie
Dès le début du muet puis du parlant, les présidents de la République sont tour à tour dépeints dans des œuvres de reportages, de films historiques, de comédies, de drames.  
En avril 1897, Félix Faure est le tout premier président sous la Troisième République à être filmé lors d'un voyage officiel, au cours d'un déplacement de La Roche-sur-Yon à Niort.

### Iconographie
La fonction de président de la République est l'objet de caricatures dès le début du régime républicain, largement diffusé dans la presse écrite,.
L'image officielle du président de la République est établie au moyen d'une photo au début de la présidence.

### Littérature
Satire sur les présidents de la République française – 1848-2022 – De Louis-Napoléon Bonaparte à Emmanuel Macron écrit par Henri Hautavoine et dessiné par Franck Lemort aux éditions Ramsay en 2022, propose de revenir sur tous les présidents de la République française,.
Le 1er avril 2019, le Forum Opéra publiait une information selon laquelle Karol Beffa allait créer une œuvre sur le président Macron, qui en réalité s'est avéré n'être qu'une blague.
En novembre 1848, Cannet des Aulnois écrit un poème à l'encontre de Louis-Napoléon Bonaparte. En 2008, Charly Lellouche rédige un poème à Nicolas Sarkozy.

### Musique
- Monsieur le Président de France est une chanson écrite et interprétée par Michel Sardou en 1969.
- La chanson Hexagone (1975) de Renaud évoque le président dans sa chanson à travers ses deux vers : « Et le roi des cons, sur son trône / Il est Français, ça j'en suis sûr ».
- En 1980, Gérard Lenorman écrit Si j'étais président.
- En 2022, sortent Résidents de la République, écrite par Gaëtan Roussel, et République électronique de Dombrance.

### Théâtre
Différentes pièces de théâtre s'intéressent aux présidents de la République. En 2019, Lionel Courtot met en scène Le Crépuscule à propos de la dernière rencontre entre de Gaulle et Malraux. En 2021, Julien Gelas fait jouer Le Jeu du président, une pièce qui tente de comprendre la façon de penser d'Emmanuel Macron tout en s'inspirant de son quinquennat. En 2022, Dominique Gosset et Géraud Bénech mettent en scène Chirac. La même année Hervé Bentégeat sort Élysée. En 2023, Scali Delpeyrat campe François Hollande dans Un président ne devrait pas dire ça…. En 2024, L. Cohen-Paperman et J. Campani monteront Huit rois (nos présidents), qui fait le portrait de chacun des huit présidents de la Cinquième République,.